# Discografia da segunda divisão do carnaval do Rio de Janeiro
A Discografia da segunda divisão do carnaval do Rio de Janeiro traz as faixas contidas em cada álbum e seus respectivos intérpretes e compositores. Tendo de 1970 a 2012 chamado de Grupo de Acesso ou Grupo A e nos anos de 2007 e 2008, sendo comercializado em CD Duplo, juntamente com o antigo Grupo de Acesso B. Com a chegada da Liga das Escolas de Samba do Grupo de Acesso, o CD passou-se a ser o primeiro e único comercializado pela EMI Music. Com a fusão dos Grupos A e B, passou-se a ser Série A e seu primeiro álbum lançado em 2013.
O álbum de 2014 foi o primeiro CD comercializado pela Som Livre  e diferentemente de 2013, não foi um álbum duplo com todas as escolas de samba gravando seu samba em um único CD. Em 2015, o CD da Série A atingiu a vendagem de 40 mil cópias, rendendo à LIERJ o inédito disco de ouro. No carnaval de 2016, o disco continuou sendo comercializado pela Som Livre, desta vez com a produção à cargo do músico Ivo Meirelles. Apesar de ter sofrido críticas por parte dos bambas, o CD rendeu o segundo disco de ouro consecutivo para a LIERJ. Em 2017, a produção do álbum voltou a ser de Leonardo Bessa, que permaneceu até 2020. A partir do carnaval de 2022, a LIGA-RJ mudou a nomenclatura do grupo para Série Ouro e a produção do CD passou a ser do músico Macaco Branco.

## 1970
| Lado A                                    | Lado A                                    | Lado A                                             | Lado A                                      | Lado A                                    | Lado A | Lado A | Lado A | Lado A | Lado A | Lado A | Lado A | Lado A | Lado A | Lado A | Lado A | Lado A | Lado A | Lado A | Lado A | Lado A | Lado A | Lado A | Lado A | Lado A |
| Faixa                                     | Escola                                    | Enredo                                             | Autor                                       | Intérprete                                | Ref.   |        |        |        |        |        |        |        |        |        |        |        |        |        |        |        |        |        |        |        |
| ----------------------------------------- | ----------------------------------------- | -------------------------------------------------- | ------------------------------------------- | ----------------------------------------- | ------ | ------ | ------ | ------ | ------ | ------ | ------ | ------ | ------ | ------ | ------ | ------ | ------ | ------ | ------ | ------ | ------ | ------ | ------ | ------ |
| 1                                         | Império da Tijuca                         | Segredos e Encantos da Bahia                       | J. Galvão e Marinho da Muda                 | Marinho da Muda                           | [ 6 ]  |        |        |        |        |        |        |        |        |        |        |        |        |        |        |        |        |        |        |        |
| 2                                         | União de Jacarepaguá                      | Salões e Damas Imperiais                           | Djalma, Jorge Mexeu e Renato                | Jorge Mexeu                               | [ 6 ]  |        |        |        |        |        |        |        |        |        |        |        |        |        |        |        |        |        |        |        |
| 3                                         | Capricho do Centenário                    | Marquesa de Santos                                 | Elói, Geraldo, Inácio e Onício              |                                           | [ 6 ]  |        |        |        |        |        |        |        |        |        |        |        |        |        |        |        |        |        |        |        |
| 4                                         | Lins Imperial                             | Memórias da Rua do Ouvidor                         | Ala dos Compositores                        | Tibúrcio                                  | [ 6 ]  |        |        |        |        |        |        |        |        |        |        |        |        |        |        |        |        |        |        |        |
| 5                                         | Unidos do Cabuçu                          | As Musas de Chico Buarque                          | Ibá e Joseval                               |                                           | [ 6 ]  |        |        |        |        |        |        |        |        |        |        |        |        |        |        |        |        |        |        |        |
| Lado B                                    |                                           |                                                    |                                             |                                           |        |        |        |        |        |        |        |        |        |        |        |        |        |        |        |        |        |        |        |        |
| Faixa                                     | Escola                                    | Enredo                                             | Autor                                       | Intérprete                                | Ref.   |        |        |        |        |        |        |        |        |        |        |        |        |        |        |        |        |        |        |        |
| 1                                         | Em Cima da Hora                           | O Mundo Encantado de Debret                        | Dodô Marujo e Zeca do Varejo                | Ney Vianna                                | [ 6 ]  |        |        |        |        |        |        |        |        |        |        |        |        |        |        |        |        |        |        |        |
| 2                                         | Paraíso do Tuiuti                         | Alencar, o Patriarca da Literatura Brasileira      | Vicente Arides                              |                                           | [ 6 ]  |        |        |        |        |        |        |        |        |        |        |        |        |        |        |        |        |        |        |        |
| 3                                         | Unidos de Padre Miguel                    | Homenagem ao Poema Primavera, de Casimiro de Abreu | Paulo                                       |                                           | [ 6 ]  |        |        |        |        |        |        |        |        |        |        |        |        |        |        |        |        |        |        |        |
| 4                                         | União do Centenário                       | Brasil, Berço de Riquezas                          | Jair Lobo, Otávio Lobo e Geraldo Santa Rita | Geraldo Santa Rita                        | [ 6 ]  |        |        |        |        |        |        |        |        |        |        |        |        |        |        |        |        |        |        |        |
| Faixa Bônus: Ritmo da bateria da Mocidade | Faixa Bônus: Ritmo da bateria da Mocidade | Faixa Bônus: Ritmo da bateria da Mocidade          | Faixa Bônus: Ritmo da bateria da Mocidade   | Faixa Bônus: Ritmo da bateria da Mocidade | [ 6 ]  |        |        |        |        |        |        |        |        |        |        |        |        |        |        |        |        |        |        |        |

## 1971
| Lado A | Lado A                | Lado A                                                  | Lado A                                          | Lado A               | Lado A | Lado A | Lado A | Lado A | Lado A | Lado A | Lado A | Lado A | Lado A | Lado A | Lado A | Lado A | Lado A | Lado A | Lado A | Lado A | Lado A | Lado A | Lado A | Lado A |
| Faixa  | Escola                | Enredo                                                  | Autor                                           | Intérprete           | Ref.   |        |        |        |        |        |        |        |        |        |        |        |        |        |        |        |        |        |        |        |
| ------ | --------------------- | ------------------------------------------------------- | ----------------------------------------------- | -------------------- | ------ | ------ | ------ | ------ | ------ | ------ | ------ | ------ | ------ | ------ | ------ | ------ | ------ | ------ | ------ | ------ | ------ | ------ | ------ | ------ |
| 1      | Tupy de Brás de Pina  | São Francisco a Caminho do Sertão                       | Sergio Ignácio                                  |                      | [ 7 ]  |        |        |        |        |        |        |        |        |        |        |        |        |        |        |        |        |        |        |        |
| 2      | União de Jacarepaguá  | Marília de Dirceu                                       | Jorge Mexeu                                     | Adelinha             | [ 7 ]  |        |        |        |        |        |        |        |        |        |        |        |        |        |        |        |        |        |        |        |
| 3      | Paraíso do Tuiuti     | Rio, Carnaval e Batucada                                | Noca e Poliba                                   | Sirley               | [ 7 ]  |        |        |        |        |        |        |        |        |        |        |        |        |        |        |        |        |        |        |        |
| 4      | Cartolinhas de Caxias | Viagem Pitoresca                                        | Carola                                          |                      | [ 7 ]  |        |        |        |        |        |        |        |        |        |        |        |        |        |        |        |        |        |        |        |
| 5      | Lins Imperial         | Casa Grande e Senzala                                   | L P. V. N. (Lotinha,Atila Preto Velho e Neneca) |                      | [ 7 ]  |        |        |        |        |        |        |        |        |        |        |        |        |        |        |        |        |        |        |        |
| Lado B |                       |                                                         |                                                 |                      |        |        |        |        |        |        |        |        |        |        |        |        |        |        |        |        |        |        |        |        |
| Faixa  | Escola                | Enredo                                                  | Autor                                           | Intérprete           | Ref.   |        |        |        |        |        |        |        |        |        |        |        |        |        |        |        |        |        |        |        |
| 1      | Manguinhos            | Ouro Verde-Café                                         | Zito e Jorge Carioca                            | Zito e Jorge Carioca | [ 7 ]  |        |        |        |        |        |        |        |        |        |        |        |        |        |        |        |        |        |        |        |
| 2      | Santa Cruz            | Três Fases da Poesia                                    | Jaci Silva e José C. Silva                      | Waldir Cruz          | [ 7 ]  |        |        |        |        |        |        |        |        |        |        |        |        |        |        |        |        |        |        |        |
| 3      | Beija-Flor            | Carnaval, Sublime Ilusão                                | João Rosa e Walter de Oliveira                  | Silvio               | [ 7 ]  |        |        |        |        |        |        |        |        |        |        |        |        |        |        |        |        |        |        |        |
| 4      | Unidos de Lucas       | Tributo às Raízes - Pixinguinha, Donga e João da Baiana | Antonio Barroso e Nilo Braga                    |                      | [ 7 ]  |        |        |        |        |        |        |        |        |        |        |        |        |        |        |        |        |        |        |        |
| 5      | Jacarezinho           | Bahia de Ontem, de Hoje e de Sempre                     | Sereno                                          | Gina                 | [ 7 ]  |        |        |        |        |        |        |        |        |        |        |        |        |        |        |        |        |        |        |        |

## 1972
| Lado A | Lado A                    | Lado A                                     | Lado A                           | Lado A        | Lado A | Lado A | Lado A | Lado A | Lado A | Lado A | Lado A | Lado A | Lado A | Lado A | Lado A | Lado A | Lado A | Lado A | Lado A | Lado A | Lado A | Lado A | Lado A | Lado A |
| Faixa  | Escola                    | Enredo                                     | Autor                            | Intérprete    | Ref.   |        |        |        |        |        |        |        |        |        |        |        |        |        |        |        |        |        |        |        |
| ------ | ------------------------- | ------------------------------------------ | -------------------------------- | ------------- | ------ | ------ | ------ | ------ | ------ | ------ | ------ | ------ | ------ | ------ | ------ | ------ | ------ | ------ | ------ | ------ | ------ | ------ | ------ | ------ |
| 1      | Tupy de Brás de Pina      | Chiquinha Gonzaga, Alma Cantante do Brasil | Alfredo Maia e Foguete           | Sivuca        | [ 8 ]  |        |        |        |        |        |        |        |        |        |        |        |        |        |        |        |        |        |        |        |
| 2      | Beija-Flor                | Bahia dos meus Amores                      | Adelso, Isaías e Tião Carequinha | Silvio        | [ 8 ]  |        |        |        |        |        |        |        |        |        |        |        |        |        |        |        |        |        |        |        |
| 3      | Santa Cruz                | Brasil Folclore                            | Waldir Cruz                      | Waldir Cruz   | [ 8 ]  |        |        |        |        |        |        |        |        |        |        |        |        |        |        |        |        |        |        |        |
| 4      | Cabuçu                    | Laços de Amizade                           | J. Aragão                        | J. Aragão     | [ 8 ]  |        |        |        |        |        |        |        |        |        |        |        |        |        |        |        |        |        |        |        |
| 5      | Paraíso do Tuiuti         | Sempre Brasil                              | Marçal, Savi e Sirley            | Sirley        | [ 8 ]  |        |        |        |        |        |        |        |        |        |        |        |        |        |        |        |        |        |        |        |
| 6      | Jacarezinho               | Banzo-Aiê                                  | Nonô e Zé Dedão                  | Gina          | [ 8 ]  |        |        |        |        |        |        |        |        |        |        |        |        |        |        |        |        |        |        |        |
| 7      | São Clemente              | Danças de um Povo Livre                    | João Carlos Grilo e Rocha        | Elvira        | [ 8 ]  |        |        |        |        |        |        |        |        |        |        |        |        |        |        |        |        |        |        |        |
| Lado B |                           |                                            |                                  |               |        |        |        |        |        |        |        |        |        |        |        |        |        |        |        |        |        |        |        |        |
| Faixa  | Escola                    | Enredo                                     | Autor                            | Intérprete    | Ref.   |        |        |        |        |        |        |        |        |        |        |        |        |        |        |        |        |        |        |        |
| 1      | Manguinhos                | Rei Zumbi                                  | Alcebíades Santana e Bonsucesso  | Júlia         | [ 8 ]  |        |        |        |        |        |        |        |        |        |        |        |        |        |        |        |        |        |        |        |
| 2      | União de Jacarepaguá      | Festa da Independência                     | Sebastião Gomes                  | Adelinha      | [ 8 ]  |        |        |        |        |        |        |        |        |        |        |        |        |        |        |        |        |        |        |        |
| 3      | Independentes de Cordovil | Personagens, Datas e Acontecimentos        | Lola, Newton e Paulo César       | Zilda Riqueza | [ 8 ]  |        |        |        |        |        |        |        |        |        |        |        |        |        |        |        |        |        |        |        |
| 4      | Unidos de Bangu           | Um dos Motivos da Independência            | Boina e Dantas                   | Cobrinha      | [ 8 ]  |        |        |        |        |        |        |        |        |        |        |        |        |        |        |        |        |        |        |        |
| 5      | Caprichosos               | Brasil, a Flor que Desabrocha              | Pisca                            | Gambiarra     | [ 8 ]  |        |        |        |        |        |        |        |        |        |        |        |        |        |        |        |        |        |        |        |
| 6      | Vila Santa Tereza         | Heróis da Liberdade                        | Ercílio e Juca                   | Juca          | [ 8 ]  |        |        |        |        |        |        |        |        |        |        |        |        |        |        |        |        |        |        |        |
| 7      | Grande Rio                | A Outra Força do Brasil                    | Cabral, Divo e Quincas           | José do Carmo | [ 8 ]  |        |        |        |        |        |        |        |        |        |        |        |        |        |        |        |        |        |        |        |

## 1973
| Lado A | Lado A                    | Lado A                                                         | Lado A                                                        | Lado A              | Lado A | Lado A | Lado A | Lado A | Lado A | Lado A | Lado A | Lado A | Lado A | Lado A | Lado A | Lado A | Lado A | Lado A | Lado A | Lado A | Lado A | Lado A | Lado A | Lado A |
| Faixa  | Escola                    | Enredo                                                         | Autor                                                         | Intérprete          | Ref.   |        |        |        |        |        |        |        |        |        |        |        |        |        |        |        |        |        |        |        |
| ------ | ------------------------- | -------------------------------------------------------------- | ------------------------------------------------------------- | ------------------- | ------ | ------ | ------ | ------ | ------ | ------ | ------ | ------ | ------ | ------ | ------ | ------ | ------ | ------ | ------ | ------ | ------ | ------ | ------ | ------ |
| 1      | União de Jacarepaguá      | As Sete Portas da Bahia de Carybé                              | Hyldécio Lellis                                               | Adelinha            | [ 9 ]  |        |        |        |        |        |        |        |        |        |        |        |        |        |        |        |        |        |        |        |
| 2      | União da Ilha             | Y Juca Pyrama                                                  | Luís Barbicha, Wilson Jangada, Juca da Praia e Waldir da Vala | Balalaika           | [ 9 ]  |        |        |        |        |        |        |        |        |        |        |        |        |        |        |        |        |        |        |        |
| 3      | Unidos de Lucas           | Estórias que Ouvimos na Infância                               | Zeca Melodia                                                  | Pedro Paulo         | [ 9 ]  |        |        |        |        |        |        |        |        |        |        |        |        |        |        |        |        |        |        |        |
| 4      | Unidos de Padre Miguel    | Cazuza                                                         | Fidélis Dutra                                                 | Coro da Escola      | [ 9 ]  |        |        |        |        |        |        |        |        |        |        |        |        |        |        |        |        |        |        |        |
| 5      | Unidos da Tijuca          | Bom Dia Café                                                   | Jorge Machado                                                 | Jorge Machado       | [ 9 ]  |        |        |        |        |        |        |        |        |        |        |        |        |        |        |        |        |        |        |        |
| 6      | Unidos da Ponte           | Dança para os Orixás                                           | Ivan Zenaide Teixeira                                         | Ivan Marujo         | [ 9 ]  |        |        |        |        |        |        |        |        |        |        |        |        |        |        |        |        |        |        |        |
| Lado B |                           |                                                                |                                                               |                     |        |        |        |        |        |        |        |        |        |        |        |        |        |        |        |        |        |        |        |        |
| Faixa  | Escola                    | Enredo                                                         | Autor                                                         | Intérprete          | Ref.   |        |        |        |        |        |        |        |        |        |        |        |        |        |        |        |        |        |        |        |
| 1      | Unidos de São Carlos      | Trá Lá Lá Lá, Um Hino ao Carnaval Brasileiro de Lamartine Babo | Oliviel e Darcy do Nascimento                                 | Oliviel             | [ 9 ]  |        |        |        |        |        |        |        |        |        |        |        |        |        |        |        |        |        |        |        |
| 2      | Beija-Flor                | Educação para o Desenvolvimento                                | César e Darvin                                                | César Roberto Neves | [ 9 ]  |        |        |        |        |        |        |        |        |        |        |        |        |        |        |        |        |        |        |        |
| 3      | Império do Marangá        | Aquarela Brasileira de Ary Barroso                             | Tião Telles, Nelson e Jorge Mexeu                             | Jorge Mexeu         | [ 9 ]  |        |        |        |        |        |        |        |        |        |        |        |        |        |        |        |        |        |        |        |
| 4      | Independentes de Cordovil | Festival do Cinema Brasileiro                                  | Lola, Pernambuco e Carlinhos                                  | Lola e Pernambuco   | [ 9 ]  |        |        |        |        |        |        |        |        |        |        |        |        |        |        |        |        |        |        |        |
| 5      | Caprichosos               | Aclamação e Coroação de Dom Pedro I                            | Alcino Corrêa                                                 | Coro da Escola      | [ 9 ]  |        |        |        |        |        |        |        |        |        |        |        |        |        |        |        |        |        |        |        |
| 6      | Paraíso do Tuiuti         | Os Imortais da Música Brasileira                               | Noca da Portela e Poliba                                      | Noca da Portela     | [ 9 ]  |        |        |        |        |        |        |        |        |        |        |        |        |        |        |        |        |        |        |        |

## 1974
| Lado A | Lado A                    | Lado A                            | Lado A                                           | Lado A            | Lado A | Lado A | Lado A | Lado A | Lado A | Lado A | Lado A | Lado A | Lado A | Lado A | Lado A | Lado A | Lado A | Lado A | Lado A | Lado A | Lado A | Lado A | Lado A | Lado A |
| Faixa  | Escola                    | Enredo                            | Autor                                            | Intérprete        | Ref.   |        |        |        |        |        |        |        |        |        |        |        |        |        |        |        |        |        |        |        |
| ------ | ------------------------- | --------------------------------- | ------------------------------------------------ | ----------------- | ------ | ------ | ------ | ------ | ------ | ------ | ------ | ------ | ------ | ------ | ------ | ------ | ------ | ------ | ------ | ------ | ------ | ------ | ------ | ------ |
| 1      | Império da Tijuca         | As Minas de Prata                 | Mauro Affonso, Jorge Melodia e Sinval Silva      | Mauro Affonso     | [ 10 ] |        |        |        |        |        |        |        |        |        |        |        |        |        |        |        |        |        |        |        |
| 2      | Unidos de Bangu           | Rio Pé-de-Moleque                 | Devanil Silva                                    | Renato Nascimento | [ 10 ] |        |        |        |        |        |        |        |        |        |        |        |        |        |        |        |        |        |        |        |
| 3      | Unidos da Tijuca          | Flor Serrana                      | Cassinho, Djalma Rodrigues e Pedrinho da Flor    | Pedrinho da Flor  | [ 10 ] |        |        |        |        |        |        |        |        |        |        |        |        |        |        |        |        |        |        |        |
| 4      | Unidos do Cabuçu          | Devaneios de um Poeta             | Walmir e Wivaldo Antunes                         | Beto              | [ 10 ] |        |        |        |        |        |        |        |        |        |        |        |        |        |        |        |        |        |        |        |
| 5      | Paraíso do Tuiuti         | Olimpíadas, Festa de um Povo      | Sirley, Savi e Marçal                            | Sirley            | [ 10 ] |        |        |        |        |        |        |        |        |        |        |        |        |        |        |        |        |        |        |        |
| 6      | Unidos da Ponte           | Rio em Festa, Tradição e Folclore | Ivan Marujo e Norival Fidelis                    | Ivan Marujo       | [ 10 ] |        |        |        |        |        |        |        |        |        |        |        |        |        |        |        |        |        |        |        |
| Lado B |                           |                                   |                                                  |                   |        |        |        |        |        |        |        |        |        |        |        |        |        |        |        |        |        |        |        |        |
| Faixa  | Escola                    | Enredo                            | Autor                                            | Intérprete        | Ref.   |        |        |        |        |        |        |        |        |        |        |        |        |        |        |        |        |        |        |        |
| 1      | Unidos de Lucas           | Mulata Maior, a Divina            | Joãozinho Empolgação, Pedro Paulo e Zeca Melodia | Coro da Escola    | [ 10 ] |        |        |        |        |        |        |        |        |        |        |        |        |        |        |        |        |        |        |        |
| 2      | União de Jacarepaguá      | Bandeira Branca                   | Jorge Lucas e Waldeir                            | Coro da Escola    | [ 10 ] |        |        |        |        |        |        |        |        |        |        |        |        |        |        |        |        |        |        |        |
| 3      | Tupy de Brás de Pina      | Essa Nega Fulô                    | Ariel e Pedro Paulo                              | Ariel             | [ 10 ] |        |        |        |        |        |        |        |        |        |        |        |        |        |        |        |        |        |        |        |
| 4      | Lins Imperial             | Cobra Norato                      | Guiné e Zé Maria                                 | Coro da Escola    | [ 10 ] |        |        |        |        |        |        |        |        |        |        |        |        |        |        |        |        |        |        |        |
| 5      | Independentes de Cordovil | Festas Tradicionais da Bahia      | Lúcio Martins e Luís Fortes                      | Lúcio Martins     | [ 10 ] |        |        |        |        |        |        |        |        |        |        |        |        |        |        |        |        |        |        |        |
| 6      | Santa Cruz                | Rouxinol da Canção                | Luís e Valdir Cruz                               | Coro da Escola    | [ 10 ] |        |        |        |        |        |        |        |        |        |        |        |        |        |        |        |        |        |        |        |
| 7      | União da Ilha             | Lendas e Festas das Yabás         | Aroldo Melodia e Leôncio da Silva                | Aroldo Melodia    | [ 10 ] |        |        |        |        |        |        |        |        |        |        |        |        |        |        |        |        |        |        |        |

## 1975
| Lado A | Lado A                    | Lado A                                             | Lado A                                               | Lado A               | Lado A | Lado A | Lado A | Lado A | Lado A | Lado A | Lado A | Lado A | Lado A | Lado A | Lado A | Lado A | Lado A | Lado A | Lado A | Lado A | Lado A | Lado A | Lado A | Lado A |
| Faixa  | Escola                    | Enredo                                             | Autor                                                | Intérprete           | Ref.   |        |        |        |        |        |        |        |        |        |        |        |        |        |        |        |        |        |        |        |
| ------ | ------------------------- | -------------------------------------------------- | ---------------------------------------------------- | -------------------- | ------ | ------ | ------ | ------ | ------ | ------ | ------ | ------ | ------ | ------ | ------ | ------ | ------ | ------ | ------ | ------ | ------ | ------ | ------ | ------ |
| 1      | Lins Imperial             | Dona Flor e seus Dois Maridos                      | Neneco e Preto Velho                                 | Tibúrcio             | [ 11 ] |        |        |        |        |        |        |        |        |        |        |        |        |        |        |        |        |        |        |        |
| 2      | Foliões de Botafogo       | Glória em Pedra Sabão                              | Adélcio de Carvalho e Paulo Gaspar                   | Jair Cubano          | [ 11 ] |        |        |        |        |        |        |        |        |        |        |        |        |        |        |        |        |        |        |        |
| 3      | Santa Cruz                | Tenda dos Milagres                                 | José Carlos e Da Cruz                                | Amauri de Castro     | [ 11 ] |        |        |        |        |        |        |        |        |        |        |        |        |        |        |        |        |        |        |        |
| 4      | União de Jacarepaguá      | Reais Pessoas                                      | Jorge Mexeu                                          | Jorge Mexeu          | [ 11 ] |        |        |        |        |        |        |        |        |        |        |        |        |        |        |        |        |        |        |        |
| 5      | Jacarezinho               | Catarina Mina                                      | Rode do Jacarezinho                                  | Rode do Jacarezinho  | [ 11 ] |        |        |        |        |        |        |        |        |        |        |        |        |        |        |        |        |        |        |        |
| 6      | Paraíso do Tuiuti         | Obra e Vida de Cecília Meireles                    | Noca da Portela e Poliba                             | Léo                  | [ 11 ] |        |        |        |        |        |        |        |        |        |        |        |        |        |        |        |        |        |        |        |
| 7      | Império da Tijuca         | Muiraquitã, o Amuleto do Amor                      | Wilmar Costa, Jorge Melodia e Wanderley              | Wilmar Costa         | [ 11 ] |        |        |        |        |        |        |        |        |        |        |        |        |        |        |        |        |        |        |        |
| Lado B |                           |                                                    |                                                      |                      |        |        |        |        |        |        |        |        |        |        |        |        |        |        |        |        |        |        |        |        |
| Faixa  | Escola                    | Enredo                                             | Autor                                                | Intérprete           | Ref.   |        |        |        |        |        |        |        |        |        |        |        |        |        |        |        |        |        |        |        |
| 1      | Tupy de Brás de Pina      | Brasil, Glória e Integração                        | Caciça                                               | Celso Landrini       | [ 11 ] |        |        |        |        |        |        |        |        |        |        |        |        |        |        |        |        |        |        |        |
| 2      | Unidos de Bangu           | Emília no País da Gramática                        | Roberto Rodrigues e Frankiln Martins                 | Israel do Nascimento | [ 11 ] |        |        |        |        |        |        |        |        |        |        |        |        |        |        |        |        |        |        |        |
| 3      | Independentes de Cordovil | O Mestiço Predestinado                             | Pernambuco                                           | Pernambuco           | [ 11 ] |        |        |        |        |        |        |        |        |        |        |        |        |        |        |        |        |        |        |        |
| 4      | São Clemente              | Quem Quebrou o meu Violão, Taí... Taí... Trá-Lá-Lá | Boca Rica, Wanderley Caramba, Risada e Jorge Canário | Cardoso              | [ 11 ] |        |        |        |        |        |        |        |        |        |        |        |        |        |        |        |        |        |        |        |
| 5      | Unidos da Ponte           | Eleição e Coroação da Boneca do Café               | Luís Piteira e Eliezer                               | Coro da Escola       | [ 11 ] |        |        |        |        |        |        |        |        |        |        |        |        |        |        |        |        |        |        |        |
| 6      | Caprichosos               | Congada do Rei David                               | Ratinho e Juarez Corrêa                              | Carlinhos de Pilares | [ 11 ] |        |        |        |        |        |        |        |        |        |        |        |        |        |        |        |        |        |        |        |
| 7      | Unidos da Tijuca          | Magia Africana no Brasil e seus Mistérios          | Jorge Machado                                        | Gambazinho           | [ 11 ] |        |        |        |        |        |        |        |        |        |        |        |        |        |        |        |        |        |        |        |

## 1976
| Lado A | Lado A                    | Lado A                                         | Lado A                                      | Lado A            | Lado A | Lado A | Lado A | Lado A | Lado A | Lado A | Lado A | Lado A | Lado A | Lado A | Lado A | Lado A | Lado A | Lado A | Lado A | Lado A | Lado A | Lado A | Lado A | Lado A |
| Faixa  | Escola                    | Enredo                                         | Autor                                       | Intérprete        | Ref.   |        |        |        |        |        |        |        |        |        |        |        |        |        |        |        |        |        |        |        |
| ------ | ------------------------- | ---------------------------------------------- | ------------------------------------------- | ----------------- | ------ | ------ | ------ | ------ | ------ | ------ | ------ | ------ | ------ | ------ | ------ | ------ | ------ | ------ | ------ | ------ | ------ | ------ | ------ | ------ |
| 1      | Santa Cruz                | Brasília, Sonho Imperial, Realidade Nacional   | Bené                                        | Bené              | [ 12 ] |        |        |        |        |        |        |        |        |        |        |        |        |        |        |        |        |        |        |        |
| 2      | Império do Marangá        | Glórias do Teatro Municipal                    | Batista, Cleve e Didi                       | As Gatas          | [ 12 ] |        |        |        |        |        |        |        |        |        |        |        |        |        |        |        |        |        |        |        |
| 3      | Independentes de Cordovil | Recordar é Viver - O Passado Manda Lembranças  | Buquinha, Edmundo Araújo Santos e Julinho   | Oswaldo Nunes     | [ 12 ] |        |        |        |        |        |        |        |        |        |        |        |        |        |        |        |        |        |        |        |
| 4      | Independentes do Zumbi    | Símbolos e Cenários do Carnaval Carioca        | Jorge Candeco                               | As Gatas          | [ 12 ] |        |        |        |        |        |        |        |        |        |        |        |        |        |        |        |        |        |        |        |
| 5      | União de Jacarepaguá      | Acalanto para Uiara                            | Joel Menezes, Norival Reis e Vicente Mattos | Aroldo Santos     | [ 12 ] |        |        |        |        |        |        |        |        |        |        |        |        |        |        |        |        |        |        |        |
| 6      | Unidos da Tijuca          | No Mundo Encantado dos Deuses Afro-Brasileiros | Milton de Luna, Selym do Leme e Si Menor    | As Gatas          | [ 12 ] |        |        |        |        |        |        |        |        |        |        |        |        |        |        |        |        |        |        |        |
| Lado B |                           |                                                |                                             |                   |        |        |        |        |        |        |        |        |        |        |        |        |        |        |        |        |        |        |        |        |
| Faixa  | Escola                    | Enredo                                         | Autor                                       | Intérprete        | Ref.   |        |        |        |        |        |        |        |        |        |        |        |        |        |        |        |        |        |        |        |
| 1      | Vila Santa Tereza         | Ídolos do Rádio Brasileiro                     | Carlinhos, Eráclito e Juca                  | Ademir Porto      | [ 12 ] |        |        |        |        |        |        |        |        |        |        |        |        |        |        |        |        |        |        |        |
| 2      | Unidos de Bangu           | Festas e Tradições de Nossa Gente              | Marujo, Nilton Leal e Jorge Melodia         | Ubirajara Proença | [ 12 ] |        |        |        |        |        |        |        |        |        |        |        |        |        |        |        |        |        |        |        |
| 3      | Unidos de Nilópolis       | Maranhão em Tempo de Bumba-meu-Boi             | Dicró e Timbó                               | Alcebeia          | [ 12 ] |        |        |        |        |        |        |        |        |        |        |        |        |        |        |        |        |        |        |        |
| 4      | Unidos de Padre Miguel    | Um Herói Amazonense (Ajuricaba)                | Gordo e Zé Carne Seca                       | Joel Rodrigues    | [ 12 ] |        |        |        |        |        |        |        |        |        |        |        |        |        |        |        |        |        |        |        |
| 5      | Jacarezinho               | Canudos, sua História, sua Gente               | Meireles, Guaraci, Moreira e Thompson       | Thompson          | [ 12 ] |        |        |        |        |        |        |        |        |        |        |        |        |        |        |        |        |        |        |        |
| 6      | Unidos do Cabuçu          | Reisado da Terra das Alagoas                   | Iba Nunes e Beto                            | Beto              | [ 12 ] |        |        |        |        |        |        |        |        |        |        |        |        |        |        |        |        |        |        |        |

## 1977
| Lado A | Lado A                       | Lado A                                  | Lado A                                           | Lado A            | Lado A | Lado A | Lado A | Lado A | Lado A | Lado A | Lado A | Lado A | Lado A | Lado A | Lado A | Lado A | Lado A | Lado A | Lado A | Lado A | Lado A | Lado A | Lado A | Lado A |
| Faixa  | Escola                       | Enredo                                  | Autor                                            | Intérprete        | Ref.   |        |        |        |        |        |        |        |        |        |        |        |        |        |        |        |        |        |        |        |
| ------ | ---------------------------- | --------------------------------------- | ------------------------------------------------ | ----------------- | ------ | ------ | ------ | ------ | ------ | ------ | ------ | ------ | ------ | ------ | ------ | ------ | ------ | ------ | ------ | ------ | ------ | ------ | ------ | ------ |
| 1      | União de Jacarepaguá         | Banzo                                   | Norival Reis, Vicente Matos e Carlito Cavalcante | Jairo Espingarda  | [ 13 ] |        |        |        |        |        |        |        |        |        |        |        |        |        |        |        |        |        |        |        |
| 2      | Em Cima da Hora              | Heitor dos Prazeres, um Artista Carioca | Amaury Machado                                   | Cezar             | [ 13 ] |        |        |        |        |        |        |        |        |        |        |        |        |        |        |        |        |        |        |        |
| 3      | Arrastão de Cascadura        | Um Talismã pra Iaiá                     | Nilton Lemos e Barreto                           | Barreto           | [ 13 ] |        |        |        |        |        |        |        |        |        |        |        |        |        |        |        |        |        |        |        |
| 4      | Acadêmicos da Cidade de Deus | Baronesa da Taquara                     | Zardino e Iran                                   | João de Pinho     | [ 13 ] |        |        |        |        |        |        |        |        |        |        |        |        |        |        |        |        |        |        |        |
| 5      | Paraíso do Tuiuti            | Brasil Caboclo                          | Mauro Rosas, Otolino Lopes e Carlos Martins      | Mauro Rosas       | [ 13 ] |        |        |        |        |        |        |        |        |        |        |        |        |        |        |        |        |        |        |        |
| 6      | Tupy de Brás de Pina         | Um Sonho Colorido                       | Geraldo da Silva                                 | Nélson Cebola     | [ 13 ] |        |        |        |        |        |        |        |        |        |        |        |        |        |        |        |        |        |        |        |
| Lado B |                              |                                         |                                                  |                   |        |        |        |        |        |        |        |        |        |        |        |        |        |        |        |        |        |        |        |        |
| Faixa  | Escola                       | Enredo                                  | Autor                                            | Intérprete        | Ref.   |        |        |        |        |        |        |        |        |        |        |        |        |        |        |        |        |        |        |        |
| 1      | Arranco                      | Loguns, Príncipe de Efan                | Dimas Cordeiro, Capelo e Pipico                  | Paulo Samara      | [ 13 ] |        |        |        |        |        |        |        |        |        |        |        |        |        |        |        |        |        |        |        |
| 2      | Império do Marangá           | Lenda do Arco-Íris                      | Renato Pelegrin Filho                            | Amaury Batuqueiro | [ 13 ] |        |        |        |        |        |        |        |        |        |        |        |        |        |        |        |        |        |        |        |
| 3      | Manguinhos                   | Tesouro Maldito                         | Zé Carlos e Gordo                                | Adauto            | [ 13 ] |        |        |        |        |        |        |        |        |        |        |        |        |        |        |        |        |        |        |        |
| 4      | Foliões de Botafogo          | O Cortiço                               | Antoniquim, Cabeleira, Lourenço e Paixão         | Lourenço          | [ 13 ] |        |        |        |        |        |        |        |        |        |        |        |        |        |        |        |        |        |        |        |
| 5      | Grande Rio                   | Os Precursores                          | Pedro Paulo, Ariel Matias e Jair de Caxias       | Ariel Matias      | [ 13 ] |        |        |        |        |        |        |        |        |        |        |        |        |        |        |        |        |        |        |        |
| 6      | Independentes de Cordovil    | Manjares do Céu e da Terra              | Julinho                                          | Lúcio Martins     | [ 13 ] |        |        |        |        |        |        |        |        |        |        |        |        |        |        |        |        |        |        |        |

## 1978
| Lado A | Lado A               | Lado A                                  | Lado A                                             | Lado A                  | Lado A | Lado A | Lado A | Lado A | Lado A | Lado A | Lado A | Lado A | Lado A | Lado A | Lado A | Lado A | Lado A | Lado A | Lado A | Lado A | Lado A | Lado A | Lado A | Lado A |
| Faixa  | Escola               | Enredo                                  | Autor                                              | Intérprete              | Ref.   |        |        |        |        |        |        |        |        |        |        |        |        |        |        |        |        |        |        |        |
| ------ | -------------------- | --------------------------------------- | -------------------------------------------------- | ----------------------- | ------ | ------ | ------ | ------ | ------ | ------ | ------ | ------ | ------ | ------ | ------ | ------ | ------ | ------ | ------ | ------ | ------ | ------ | ------ | ------ |
| 1      | Imperatriz           | Vamos Brincar de Ser Criança            | Guga, Tuninho, Aranha, Zé Catimba e Sereno         | Tuninho                 | [ 14 ] |        |        |        |        |        |        |        |        |        |        |        |        |        |        |        |        |        |        |        |
| 2      | Caprichosos          | Festa da Uva no Rio Grande do Sul       | Ratinho e Valadão                                  | Carlinhos de Pilares    | [ 14 ] |        |        |        |        |        |        |        |        |        |        |        |        |        |        |        |        |        |        |        |
| 3      | São Clemente         | Apoteose ao Teatro de Revista           | Chocolate                                          | Coro da Escola          | [ 14 ] |        |        |        |        |        |        |        |        |        |        |        |        |        |        |        |        |        |        |        |
| 4      | Império do Marangá   | Salamanca do Jarau                      | Batista, Didi e Adilson                            | Mizinho                 | [ 14 ] |        |        |        |        |        |        |        |        |        |        |        |        |        |        |        |        |        |        |        |
| 5      | Unidos do Cabuçu     | Exaltação às Pedras Preciosas do Brasil | Izalmar, Marlon e Valmir                           | Beto                    | [ 14 ] |        |        |        |        |        |        |        |        |        |        |        |        |        |        |        |        |        |        |        |
| 6      | Jacarezinho          | Todas as Rosas do meu Rio               | Rode do Jacarezinho, Nonô, Jonas e Isauro          | Rode do Jacarezinho     | [ 14 ] |        |        |        |        |        |        |        |        |        |        |        |        |        |        |        |        |        |        |        |
| Lado B |                      |                                         |                                                    |                         |        |        |        |        |        |        |        |        |        |        |        |        |        |        |        |        |        |        |        |        |
| Faixa  | Escola               | Enredo                                  | Autor                                              | Intérprete              | Ref.   |        |        |        |        |        |        |        |        |        |        |        |        |        |        |        |        |        |        |        |
| 1      | União de Jacarepaguá | Cor, Ação e Samba                       | Norival Reis e Vicente Mattos                      | Jairo Espingarda        | [ 14 ] |        |        |        |        |        |        |        |        |        |        |        |        |        |        |        |        |        |        |        |
| 2      | Santa Cruz           | O Mestre da Musicologia Nacional        | Jotabê                                             | Dominguinhos do Estácio | [ 14 ] |        |        |        |        |        |        |        |        |        |        |        |        |        |        |        |        |        |        |        |
| 3      | Tupy de Brás de Pina | Manôa, um Sonho Dourado                 | Carlinhos Boemia, Caciça e Mário Timbó             | Celso Landrini          | [ 14 ] |        |        |        |        |        |        |        |        |        |        |        |        |        |        |        |        |        |        |        |
| 4      | Unidos da Ponte      | Festa de Olubajé                        | Canuto                                             | Paulista                | [ 14 ] |        |        |        |        |        |        |        |        |        |        |        |        |        |        |        |        |        |        |        |
| 5      | Engenho da Rainha    | Criação do Mundo, Segundo os Carajás    | Hercules Correia, China, Betinho e Luís do Engenho | Dirceu                  | [ 14 ] |        |        |        |        |        |        |        |        |        |        |        |        |        |        |        |        |        |        |        |
| 6      | Unidos de São Carlos | Céu de Orestes no Chão de Estrelas      | Augusto Nunes, Darcir Branco e Oswaldo Guedes      | Darcir Branco           | [ 14 ] |        |        |        |        |        |        |        |        |        |        |        |        |        |        |        |        |        |        |        |

## 1979
| Lado A | Lado A               | Lado A                                   | Lado A                                    | Lado A               | Lado A | Lado A | Lado A | Lado A | Lado A | Lado A | Lado A | Lado A | Lado A | Lado A | Lado A | Lado A | Lado A | Lado A | Lado A | Lado A | Lado A | Lado A | Lado A | Lado A |
| Faixa  | Escola               | Enredo                                   | Autor                                     | Intérprete           | Ref.   |        |        |        |        |        |        |        |        |        |        |        |        |        |        |        |        |        |        |        |
| ------ | -------------------- | ---------------------------------------- | ----------------------------------------- | -------------------- | ------ | ------ | ------ | ------ | ------ | ------ | ------ | ------ | ------ | ------ | ------ | ------ | ------ | ------ | ------ | ------ | ------ | ------ | ------ | ------ |
| 1      | Lins Imperial        | A Guerra do Reino Divino                 | Antero Marques e João de Oliveira         | Carlinhos de Pilares | [ 15 ] |        |        |        |        |        |        |        |        |        |        |        |        |        |        |        |        |        |        |        |
| 2      | Império da Tijuca    | As Três Mulheres do Rei                  | Jotesse e Luisinho                        | Marinho da Muda      | [ 15 ] |        |        |        |        |        |        |        |        |        |        |        |        |        |        |        |        |        |        |        |
| 3      | Império do Marangá   | Os Verdes Mares de Iracema               | Zeca e Antônio Carlos                     | Mizinho              | [ 15 ] |        |        |        |        |        |        |        |        |        |        |        |        |        |        |        |        |        |        |        |
| 4      | Em Cima da Hora      | Do Astro Rei à Rainha das Flores         | Dodô Marujo e Zeca do Varejo              | Cesar                | [ 15 ] |        |        |        |        |        |        |        |        |        |        |        |        |        |        |        |        |        |        |        |
| 5      | Vila Santa Tereza    | Os Índios e sues Deuses                  | Paulo Afonso e Mário T. da Silva          | Simonal da Vila      | [ 15 ] |        |        |        |        |        |        |        |        |        |        |        |        |        |        |        |        |        |        |        |
| 6      | Unidos do Uraiti     | Força da Vida                            | Altair e Lopes                            | Alcelino Mendes      | [ 15 ] |        |        |        |        |        |        |        |        |        |        |        |        |        |        |        |        |        |        |        |
| Lado B |                      |                                          |                                           |                      |        |        |        |        |        |        |        |        |        |        |        |        |        |        |        |        |        |        |        |        |
| Faixa  | Escola               | Enredo                                   | Autor                                     | Intérprete           | Ref.   |        |        |        |        |        |        |        |        |        |        |        |        |        |        |        |        |        |        |        |
| 1      | Jacarezinho          | Sai Azar, Pé de Pato Mangalô, Três Vezes | Rode do Jacarezinho, Nonô, Jonas e Isauro | Rode do Jacarezinho  | [ 15 ] |        |        |        |        |        |        |        |        |        |        |        |        |        |        |        |        |        |        |        |
| 2      | Unidos da Tijuca     | Brasil Canta e Dança                     | Clomar, Adriano Adauto e Ronaldo          | Nogueirinha          | [ 15 ] |        |        |        |        |        |        |        |        |        |        |        |        |        |        |        |        |        |        |        |
| 3      | Unidos de Bangu      | Brasil, Batucai Vossos Pandeiros         | Afonso Mendes e G. Solano                 | Mestre Gego          | [ 15 ] |        |        |        |        |        |        |        |        |        |        |        |        |        |        |        |        |        |        |        |
| 4      | Tupy de Brás de Pina | Folia Folia                              | Antonio Carlos e Danilo                   | Serginho             | [ 15 ] |        |        |        |        |        |        |        |        |        |        |        |        |        |        |        |        |        |        |        |
| 5      | Grande Rio           | Imagens do Nordeste Místico              | Frajola e Claudinho                       | Irani Silva          | [ 15 ] |        |        |        |        |        |        |        |        |        |        |        |        |        |        |        |        |        |        |        |
| 6      | Unidos de Nilópolis  | Debret e os Vendedores Ambulantes        | Ronaldo, Zé Paulo e Ailton                | Darci                | [ 15 ] |        |        |        |        |        |        |        |        |        |        |        |        |        |        |        |        |        |        |        |

## 1980
| Lado A | Lado A                | Lado A                                  | Lado A                                              | Lado A             | Lado A | Lado A | Lado A | Lado A | Lado A | Lado A | Lado A | Lado A | Lado A | Lado A | Lado A | Lado A | Lado A | Lado A | Lado A | Lado A | Lado A | Lado A | Lado A | Lado A |
| Faixa  | Escola                | Enredo                                  | Autor                                               | Intérprete         | Ref.   |        |        |        |        |        |        |        |        |        |        |        |        |        |        |        |        |        |        |        |
| ------ | --------------------- | --------------------------------------- | --------------------------------------------------- | ------------------ | ------ | ------ | ------ | ------ | ------ | ------ | ------ | ------ | ------ | ------ | ------ | ------ | ------ | ------ | ------ | ------ | ------ | ------ | ------ | ------ |
| 1      | Caprichosos           | É a Maior - Emilinha Borba              | Nonô do Morro Azul, Almir Sant'Anna e Bira do Ponto | Quinzinho          | [ 16 ] |        |        |        |        |        |        |        |        |        |        |        |        |        |        |        |        |        |        |        |
| 2      | Unidos da Tijuca      | Delmiro Gouveia                         | Clomar, Adriano Adauto e Ronaldo                    | Nadinho da Ilha    | [ 16 ] |        |        |        |        |        |        |        |        |        |        |        |        |        |        |        |        |        |        |        |
| 3      | Unidos de Lucas       | França, Bumbá e Assombração no Maranhão | Geraldo Santa Rita e Dito Felix                     | Joãozinho de Lucas | [ 16 ] |        |        |        |        |        |        |        |        |        |        |        |        |        |        |        |        |        |        |        |
| 4      | Unidos do Cabuçu      | Tua Obra não Nega, Lalá                 | João, Augusto, Celsinho e Dirceu                    | Beto               | [ 16 ] |        |        |        |        |        |        |        |        |        |        |        |        |        |        |        |        |        |        |        |
| 5      | Arranco               | O Guarani - José de Alencar             | Gilsinho, Paulo Samara e Pico                       | Sylvio Paulo       | [ 16 ] |        |        |        |        |        |        |        |        |        |        |        |        |        |        |        |        |        |        |        |
| 6      | Império da Tijuca     | De Sacristão a Barão do Ouro            | Marinho da Muda e Cajá                              | Marinho da Muda    | [ 16 ] |        |        |        |        |        |        |        |        |        |        |        |        |        |        |        |        |        |        |        |
| Lado B |                       |                                         |                                                     |                    |        |        |        |        |        |        |        |        |        |        |        |        |        |        |        |        |        |        |        |        |
| Faixa  | Escola                | Enredo                                  | Autor                                               | Intérprete         | Ref.   |        |        |        |        |        |        |        |        |        |        |        |        |        |        |        |        |        |        |        |
| 1      | Lins Imperial         | Guarda Velha, Velha Guarda              | Guiné e Sargento                                    | Fernando da Lins   | [ 16 ] |        |        |        |        |        |        |        |        |        |        |        |        |        |        |        |        |        |        |        |
| 2      | Arrastão de Cascadura | Mambembes e Mamulengos                  | Amauri, Barreto, Jacy Inspiração e Netinho          | Barreto            | [ 16 ] |        |        |        |        |        |        |        |        |        |        |        |        |        |        |        |        |        |        |        |
| 3      | Unidos da Ponte       | Maravilhosa Marajó                      | David Correia, Luís Piteira e Mazinho               | Paulista           | [ 16 ] |        |        |        |        |        |        |        |        |        |        |        |        |        |        |        |        |        |        |        |
| 4      | Império do Marangá    | Brasil, Terra do Amor                   | Leley, Nélson do Piá e Paulinho                     | Mizinho            | [ 16 ] |        |        |        |        |        |        |        |        |        |        |        |        |        |        |        |        |        |        |        |
| 5      | São Clemente          | A Doce Ilusão do Sambista               | Ivo da Rocha Gomes e João Carlos Grilo              | João Carlos Grilo  | [ 16 ] |        |        |        |        |        |        |        |        |        |        |        |        |        |        |        |        |        |        |        |
| 6      | Unidos de Bangu       | A Lenda de Juparanã, a Lagoa Encantada  | Élio, Hildo, Servilho, Wantuil e Wilson             | Félix Bezerra      | [ 16 ] |        |        |        |        |        |        |        |        |        |        |        |        |        |        |        |        |        |        |        |

## 1981
| Lado A | Lado A                | Lado A                                                             | Lado A                                                  | Lado A                                      | Lado A | Lado A | Lado A | Lado A | Lado A | Lado A | Lado A | Lado A | Lado A | Lado A | Lado A | Lado A | Lado A | Lado A | Lado A | Lado A | Lado A | Lado A | Lado A | Lado A |
| Faixa  | Escola                | Enredo                                                             | Autor                                                   | Intérprete (Participação Especial)          | ReF.   |        |        |        |        |        |        |        |        |        |        |        |        |        |        |        |        |        |        |        |
| ------ | --------------------- | ------------------------------------------------------------------ | ------------------------------------------------------- | ------------------------------------------- | ------ | ------ | ------ | ------ | ------ | ------ | ------ | ------ | ------ | ------ | ------ | ------ | ------ | ------ | ------ | ------ | ------ | ------ | ------ | ------ |
| 1      | Caprichosos           | Amor, Sublime Amor                                                 | Jorge Barbudo e Maurício Vovô                           | Manuel Passos                               | [ 17 ] |        |        |        |        |        |        |        |        |        |        |        |        |        |        |        |        |        |        |        |
| 2      | Lins Imperial         | Meu Padim Padre Ciço                                               | Carlinhos Melodia e Buíca                               | Tibúrcio                                    | [ 17 ] |        |        |        |        |        |        |        |        |        |        |        |        |        |        |        |        |        |        |        |
| 3      | Unidos de São Carlos  | Quem Diria, da Monarquia à Boemia ao Esplendor da Praça Tiradentes | Caruso e Oliviel                                        | Espaciais do Samba                          | [ 17 ] |        |        |        |        |        |        |        |        |        |        |        |        |        |        |        |        |        |        |        |
| 4      | Unidos da Ponte       | As Excelências e seus Carnavais                                    | Valério e Jorge Bem                                     | Paulista                                    | [ 17 ] |        |        |        |        |        |        |        |        |        |        |        |        |        |        |        |        |        |        |        |
| 5      | Unidos de Lucas       | O Imperador de Parada de Lucas                                     | Álvaro Matos, Garrido, Wilson de Paula, Samuel e Natal  | As Gatas                                    | [ 17 ] |        |        |        |        |        |        |        |        |        |        |        |        |        |        |        |        |        |        |        |
| 6      | Império da Tijuca     | Cataratas do Iguaçu                                                | Azeitona                                                |                                             | [ 17 ] |        |        |        |        |        |        |        |        |        |        |        |        |        |        |        |        |        |        |        |
| 7      | Santa Cruz            | Amazonas, Verde que te quero Verde                                 | Valdecir, Zé Carlos, Agostinho e Ala de Compositores    | Quinzinho                                   | [ 17 ] |        |        |        |        |        |        |        |        |        |        |        |        |        |        |        |        |        |        |        |
| Lado B |                       |                                                                    |                                                         |                                             |        |        |        |        |        |        |        |        |        |        |        |        |        |        |        |        |        |        |        |        |
| Faixa  | Escola                | Enredo                                                             | Autor                                                   | Intérprete                                  | Ref.   |        |        |        |        |        |        |        |        |        |        |        |        |        |        |        |        |        |        |        |
| 1      | Arrastão de Cascadura | Rudá, o Deus do Amor                                               | Renato Buquita e Jorginho do Pandeiro                   | Renato Buquita                              | [ 17 ] |        |        |        |        |        |        |        |        |        |        |        |        |        |        |        |        |        |        |        |
| 2      | Unidos de Bangu       | É Hoje, a História do Carnaval                                     | Batista do Parque, Totonho e Marcos Job                 | Félix Bezerra                               | [ 17 ] |        |        |        |        |        |        |        |        |        |        |        |        |        |        |        |        |        |        |        |
| 3      | Unidos do Cabuçu      | De Daomé a São Luis, a Pureza Mina Jêje                            | Zé Maria D'Angola e Grajaú                              | Zé Maria D'Angola, Beto, Celsinho e J. Leão | [ 17 ] |        |        |        |        |        |        |        |        |        |        |        |        |        |        |        |        |        |        |        |
| 4      | São Clemente          | Assim Dança o Brasil                                               | Dario Marciano, Lorival Boa Memória e João Carlos Grilo | Nando                                       | [ 17 ] |        |        |        |        |        |        |        |        |        |        |        |        |        |        |        |        |        |        |        |
| 5      | Arranco               | Ou Isto ou Aquilo                                                  | Sylvio Paulo, Wandrey Dedeco e Ormindo                  | Sylvio Paulo                                | [ 17 ] |        |        |        |        |        |        |        |        |        |        |        |        |        |        |        |        |        |        |        |
| 6      | União de Jacarepaguá  | Mauricéia em Noite de Festa                                        | Djandir, Catoni e Dantas                                | Jairo Espingarda                            | [ 17 ] |        |        |        |        |        |        |        |        |        |        |        |        |        |        |        |        |        |        |        |
| 7      | Império do Marangá    | Dos Balões aos Aviões                                              | Paulinho, Nelson, Carlito Cavalcanti e Vanderlei        | Abílio Martins                              | [ 17 ] |        |        |        |        |        |        |        |        |        |        |        |        |        |        |        |        |        |        |        |

## 1982
| Lado A | Lado A                | Lado A                              | Lado A                                                         | Lado A                             | Lado A | Lado A | Lado A | Lado A | Lado A | Lado A | Lado A | Lado A | Lado A | Lado A | Lado A | Lado A | Lado A | Lado A | Lado A | Lado A | Lado A | Lado A | Lado A | Lado A |
| Faixa  | Escola                | Enredo                              | Autor                                                          | Intérprete                         | ReF.   |        |        |        |        |        |        |        |        |        |        |        |        |        |        |        |        |        |        |        |
| ------ | --------------------- | ----------------------------------- | -------------------------------------------------------------- | ---------------------------------- | ------ | ------ | ------ | ------ | ------ | ------ | ------ | ------ | ------ | ------ | ------ | ------ | ------ | ------ | ------ | ------ | ------ | ------ | ------ | ------ |
| 1      | Unidos da Ponte       | O Casamento da Dona Baratinha       | Mazinho e Ambrósio                                             | Ambrósio                           | [ 18 ] |        |        |        |        |        |        |        |        |        |        |        |        |        |        |        |        |        |        |        |
| 2      | Santa Cruz            | Braguinha, Carnaval de Sonho        | Zé Carlão, Doda e Lavouras                                     | Quinzinho                          | [ 18 ] |        |        |        |        |        |        |        |        |        |        |        |        |        |        |        |        |        |        |        |
| 3      | Arrastão de Cascadura | Brasil, Verde e Amarelo             | Jacy Inspiração, Amauri e Netinho                              | Jacy Inspiração                    | [ 18 ] |        |        |        |        |        |        |        |        |        |        |        |        |        |        |        |        |        |        |        |
| 4      | Caprichosos           | Moça Bonita Não Paga                | Ratinho                                                        | Trup Zup                           | [ 18 ] |        |        |        |        |        |        |        |        |        |        |        |        |        |        |        |        |        |        |        |
| 5      | Em Cima da Hora       | Bubú, Babá, Popô, Papá              | Jair Torrada e Baianinho                                       | Baianinho                          | [ 18 ] |        |        |        |        |        |        |        |        |        |        |        |        |        |        |        |        |        |        |        |
| 6      | Império do Marangá    | Lágrimas                            | Carlito Cavalcanti, Paulinho Rodrigues, Lelei e Antônio Carlos | Mizinho                            | [ 18 ] |        |        |        |        |        |        |        |        |        |        |        |        |        |        |        |        |        |        |        |
| Lado B |                       |                                     |                                                                |                                    |        |        |        |        |        |        |        |        |        |        |        |        |        |        |        |        |        |        |        |        |
| Faixa  | Escola                | Enredo                              | Autor                                                          | Intérprete (Participação Especial) | ReF.   |        |        |        |        |        |        |        |        |        |        |        |        |        |        |        |        |        |        |        |
| 1      | Unidos de Bangu       | Você Sabe Como É                    | Marcos Job, Totonho e Carlinhos Bijú                           | Marcos Job                         | [ 18 ] |        |        |        |        |        |        |        |        |        |        |        |        |        |        |        |        |        |        |        |
| 2      | Arranco               | Como Vencer na Vida sem Fazer Força | Nylson, Juan Espanhol e Dimas Cordeiro                         | Nylson                             | [ 18 ] |        |        |        |        |        |        |        |        |        |        |        |        |        |        |        |        |        |        |        |
| 3      | Lins Imperial         | Clementina, uma Rainha Negra        | Tibúrcio, Antero e João Banana                                 | Fernando da Lins                   | [ 18 ] |        |        |        |        |        |        |        |        |        |        |        |        |        |        |        |        |        |        |        |
| 4      | Unidos de Lucas       | Lua Viajante                        | Zeca Melodia, Gertrudes e Dagoberto de Lucas                   | Abílio Martins (Luís Gonzaga)      | [ 18 ] |        |        |        |        |        |        |        |        |        |        |        |        |        |        |        |        |        |        |        |
| 5      | Unidos do Cabuçu      | A Lenda do Dragão Dourado           | Tau Silva, Jacob e Zé Carlos Rego                              | Celsinho e J. Leão                 | [ 18 ] |        |        |        |        |        |        |        |        |        |        |        |        |        |        |        |        |        |        |        |
| 6      | União de Jacarepaguá  | Gosto que me Enrosco                | Marino, Ivanildo e Wilson Magnata>                             | Jairo Espingarda                   | [ 18 ] |        |        |        |        |        |        |        |        |        |        |        |        |        |        |        |        |        |        |        |

## 1983
| Lado A | Lado A                | Lado A                                                      | Lado A                                       | Lado A                        | Lado A | Lado A | Lado A | Lado A | Lado A | Lado A | Lado A | Lado A | Lado A | Lado A | Lado A | Lado A | Lado A | Lado A | Lado A | Lado A | Lado A | Lado A | Lado A | Lado A |
| Faixa  | Escola                | Enredo                                                      | Autor                                        | Intérprete                    | ReF.   |        |        |        |        |        |        |        |        |        |        |        |        |        |        |        |        |        |        |        |
| ------ | --------------------- | ----------------------------------------------------------- | -------------------------------------------- | ----------------------------- | ------ | ------ | ------ | ------ | ------ | ------ | ------ | ------ | ------ | ------ | ------ | ------ | ------ | ------ | ------ | ------ | ------ | ------ | ------ | ------ |
| 1      | Império da Tijuca     | Santos e Pecadores                                          | Adilson da Viola, Chipolechi e Cadó          | Almir Saint-Clair             | [ 19 ] |        |        |        |        |        |        |        |        |        |        |        |        |        |        |        |        |        |        |        |
| 2      | Unidos do Cabuçu      | A Visita de Ony da Ifé ao Obá de Oyó                        | Grajaú e Jacob                               | Zé Maria D'Angola e Di Miguel | [ 19 ] |        |        |        |        |        |        |        |        |        |        |        |        |        |        |        |        |        |        |        |
| 3      | Unidos de Lucas       | Senta que o Leão é Manso                                    | Luís de Lima                                 | Natanael                      | [ 19 ] |        |        |        |        |        |        |        |        |        |        |        |        |        |        |        |        |        |        |        |
| 4      | Jacarezinho           | Quente como o Inferno, Negro como a Noite, Doce como o Amor | Meireles, Batista, Carlinhos e Helio         | Batista                       | [ 19 ] |        |        |        |        |        |        |        |        |        |        |        |        |        |        |        |        |        |        |        |
| 5      | Arrastão de Cascadura | Barravilhosa                                                | Jacy Inspiração, Netinho e Amauri            | Jacy Inspiração               | [ 19 ] |        |        |        |        |        |        |        |        |        |        |        |        |        |        |        |        |        |        |        |
| 6      | Em Cima da Hora       | Enredo, Sem, Enredo                                         | Guará, Hélio do Bar, Nelinho e Timbó         | Jaider                        | [ 19 ] |        |        |        |        |        |        |        |        |        |        |        |        |        |        |        |        |        |        |        |
| Lado B |                       |                                                             |                                              |                               |        |        |        |        |        |        |        |        |        |        |        |        |        |        |        |        |        |        |        |        |
| Faixa  | Escola                | Enredo                                                      | Autor                                        | Intérprete                    | ReF.   |        |        |        |        |        |        |        |        |        |        |        |        |        |        |        |        |        |        |        |
| 1      | Unidos de Bangu       | Obrigado, Brasil                                            | Arlindo Andrade, Dorado e Lucinho da Boina   | Sobrinho                      | [ 19 ] |        |        |        |        |        |        |        |        |        |        |        |        |        |        |        |        |        |        |        |
| 2      | Império do Marangá    | A Coroa do Rei não é de Ouro, nem de Prata                  | Aniceto, Angola e Tonho                      | Trup Zup                      | [ 19 ] |        |        |        |        |        |        |        |        |        |        |        |        |        |        |        |        |        |        |        |
| 3      | Paraíso do Tuiuti     | Vamos Falar de Amor                                         | Beto Xangô e Dentinho                        | Paulo César                   | [ 19 ] |        |        |        |        |        |        |        |        |        |        |        |        |        |        |        |        |        |        |        |
| 4      | Unidos de São Carlos  | Orfeu do Carnaval                                           | Caruso e Djalma Branco                       | Fernando do Peter Thomaz      | [ 19 ] |        |        |        |        |        |        |        |        |        |        |        |        |        |        |        |        |        |        |        |
| 5      | Santa Cruz            | Uma Andorinha só não faz Verão                              | Enoque, Helson, Netinho e Alexandre          | Enoque                        | [ 19 ] |        |        |        |        |        |        |        |        |        |        |        |        |        |        |        |        |        |        |        |
| 6      | Lins Imperial         | Glauber Presente                                            | Antero Marques, João Banana e Altair Marques | Fernando da Lins              | [ 19 ] |        |        |        |        |        |        |        |        |        |        |        |        |        |        |        |        |        |        |        |

## 1984
| Lado A | Lado A                | Lado A                                                         | Lado A                                                           | Lado A              | Lado A | Lado A | Lado A | Lado A | Lado A | Lado A | Lado A | Lado A | Lado A | Lado A | Lado A | Lado A | Lado A | Lado A | Lado A | Lado A | Lado A | Lado A | Lado A | Lado A |
| Faixa  | Escola                | Enredo                                                         | Autor                                                            | Intérprete          | Ref.   |        |        |        |        |        |        |        |        |        |        |        |        |        |        |        |        |        |        |        |
| ------ | --------------------- | -------------------------------------------------------------- | ---------------------------------------------------------------- | ------------------- | ------ | ------ | ------ | ------ | ------ | ------ | ------ | ------ | ------ | ------ | ------ | ------ | ------ | ------ | ------ | ------ | ------ | ------ | ------ | ------ |
| 1      | Arrastão de Cascadura | O Conto Lendário de Marabá                                     | Jacy Inspiração, Netinho e Amauri                                | Jacy Inspiração     | [ 20 ] |        |        |        |        |        |        |        |        |        |        |        |        |        |        |        |        |        |        |        |
| 2      | Unidos de Lucas       | Dança Brasil                                                   | Geraldo Santa Rita, Anelito Martins e Gustavo Coelho             | Jorginho Machado    | [ 20 ] |        |        |        |        |        |        |        |        |        |        |        |        |        |        |        |        |        |        |        |
| 3      | Engenho da Rainha     | Ô Tuca Juê                                                     | Hércules, Balinha, De Minas, Parrô e Fernando Black              | Polvinho            | [ 20 ] |        |        |        |        |        |        |        |        |        |        |        |        |        |        |        |        |        |        |        |
| 4      | São Clemente          | Não Corra, não Mate, não Morra - O Diabo está Solto no Asfalto | Rodrigo e Geraldão                                               | Geraldão            | [ 20 ] |        |        |        |        |        |        |        |        |        |        |        |        |        |        |        |        |        |        |        |
| 5      | Império do Marangá    | Águas Lendárias                                                | Vanderlei, Antonio Carlos, Paulinho e Carlito Cavalcante         | Mizinho             | [ 20 ] |        |        |        |        |        |        |        |        |        |        |        |        |        |        |        |        |        |        |        |
| 6      | Lins Imperial         | Só Vale quem tem Dinheiro                                      | Antero, João Banana e Edivaldo Sargento                          | Nadinho da Ilha     | [ 20 ] |        |        |        |        |        |        |        |        |        |        |        |        |        |        |        |        |        |        |        |
| Lado B |                       |                                                                |                                                                  |                     |        |        |        |        |        |        |        |        |        |        |        |        |        |        |        |        |        |        |        |        |
| Faixa  | Escola                | Enredo                                                         | Autor                                                            | Intérprete          | Ref.   |        |        |        |        |        |        |        |        |        |        |        |        |        |        |        |        |        |        |        |
| 1      | Em Cima da Hora       | 33 – Destino D. Pedro II                                       | Guará e Jorginho das Rosas                                       | César do Valle      | [ 20 ] |        |        |        |        |        |        |        |        |        |        |        |        |        |        |        |        |        |        |        |
| 2      | Santa Cruz            | Acima da Coroa de um Rei, um só Deus                           | Enoque, Netinho, Thiago e Henri                                  | Enoque e Netinho    | [ 20 ] |        |        |        |        |        |        |        |        |        |        |        |        |        |        |        |        |        |        |        |
| 3      | Jacarezinho           | Ziguezagueando, no Zum Zum da Fantasia                         | Batista, Meireles e Carlinhos Anchieta                           | Batista             | [ 20 ] |        |        |        |        |        |        |        |        |        |        |        |        |        |        |        |        |        |        |        |
| 4      | Unidos do Cabuçu      | Beth Carvalho, a Enamorada do Samba                            | Edmundo Souto, Paulinho Tapajós, Iba Nunes e Luis Carlos da Vila | J. Leão e Di Miguel | [ 20 ] |        |        |        |        |        |        |        |        |        |        |        |        |        |        |        |        |        |        |        |
| 5      | Unidos de Bangu       | Atrás do Trio Elétrico                                         | Vanildo Lima e Beto                                              | Sobrinho            | [ 20 ] |        |        |        |        |        |        |        |        |        |        |        |        |        |        |        |        |        |        |        |
| 6      | Paraíso do Tuiuti     | 1984, um Ano de Otimismo                                       | Vicente Arides                                                   | Paulo César         | [ 20 ] |        |        |        |        |        |        |        |        |        |        |        |        |        |        |        |        |        |        |        |

## 1985
A primeira versão deste disco trazia como a faixa 1 do Lado A o samba "Xingu", da então Portela Tradição, puxado por Hermes de Marechal. A Portela entrou na justiça contra o nome da nova escola e ganhou a ação. Assim, a Portela Tradição virou apenas Tradição. A gravadora Som Livre retirou o LP das lojas e produziu uma nova "fornada", sem o samba "Xingu" e com a Santa Cruz abrindo o disco. Por isso, o LP tem 11 faixas, com 5 de um lado e 6 do outro. A versão do disco de 85 com o samba "Xingu" é raríssima
| Lado A | Lado A                 | Lado A                                        | Lado A                                                              | Lado A                     | Lado A | Lado A | Lado A | Lado A | Lado A | Lado A | Lado A | Lado A | Lado A | Lado A | Lado A | Lado A | Lado A | Lado A | Lado A | Lado A | Lado A | Lado A | Lado A | Lado A |
| Faixa  | Escola                 | Enredo                                        | Autor                                                               | Intérprete                 | Ref.   |        |        |        |        |        |        |        |        |        |        |        |        |        |        |        |        |        |        |        |
| ------ | ---------------------- | --------------------------------------------- | ------------------------------------------------------------------- | -------------------------- | ------ | ------ | ------ | ------ | ------ | ------ | ------ | ------ | ------ | ------ | ------ | ------ | ------ | ------ | ------ | ------ | ------ | ------ | ------ | ------ |
| 1      | Santa Cruz             | Ibrahim, de Leve Eu Chego Lá                  | Zé de Angola e Grajaú                                               | Aroldo Melodia             | [ 21 ] |        |        |        |        |        |        |        |        |        |        |        |        |        |        |        |        |        |        |        |
| 2      | Arrastão de Cascadura  | Depois do Mal Feito, Chorar não é Proveito    | Jacy Inspiração, Netinho e Amaury                                   | Barreto                    | [ 21 ] |        |        |        |        |        |        |        |        |        |        |        |        |        |        |        |        |        |        |        |
| 3      | Lins Imperial          | Feliz por um Dia                              | Cícero Pereira e Rocha                                              | Rico Medeiros              | [ 21 ] |        |        |        |        |        |        |        |        |        |        |        |        |        |        |        |        |        |        |        |
| 4      | Unidos da Ponte        | Dez, Nota Dez                                 | Grillo                                                              | Grillo                     | [ 21 ] |        |        |        |        |        |        |        |        |        |        |        |        |        |        |        |        |        |        |        |
| 5      | Unidos de Padre Miguel | Folia, Amor e Fantasia                        | Jorge Andorinha e Carlinhos Caldeira                                | Rutinha                    | [ 21 ] |        |        |        |        |        |        |        |        |        |        |        |        |        |        |        |        |        |        |        |
| Lado B |                        |                                               |                                                                     |                            |        |        |        |        |        |        |        |        |        |        |        |        |        |        |        |        |        |        |        |        |
| Faixa  | Escola                 | Enredo                                        | Autor                                                               | Intérprete                 | Ref.   |        |        |        |        |        |        |        |        |        |        |        |        |        |        |        |        |        |        |        |
| 1      | Unidos de Lucas        | Essa Gente Brasileira                         | Cosminho Magnata, Altair Cardoso e Zebinho                          | Jorginho Machado           | [ 21 ] |        |        |        |        |        |        |        |        |        |        |        |        |        |        |        |        |        |        |        |
| 2      | Engenho da Rainha      | Não Existe Pecado do Lado de Baixo do Equador | Guará, De Minas e Marco de Lima                                     | Ciganerey e Nilson Melodia | [ 21 ] |        |        |        |        |        |        |        |        |        |        |        |        |        |        |        |        |        |        |        |
| 3      | Arranco                | Chuê-Chuá, Moronguetá Cruz-Credo              | Sylvio Paulo e Espanhol                                             | Sylvio Paulo e Espanhol    | [ 21 ] |        |        |        |        |        |        |        |        |        |        |        |        |        |        |        |        |        |        |        |
| 4      | Unidos de Bangu        | É Hoje só, Amanhã não tem Mais                | Carlinhos Batuqueiro e Wilson do Cavaco                             | Osvaldinho                 | [ 21 ] |        |        |        |        |        |        |        |        |        |        |        |        |        |        |        |        |        |        |        |
| 5      | Unidos da Tijuca       | Mas o que foi que Aconteceu?                  | Nogueirinha, Ivan Bombeiro, Eli Dias, Mauro Gaguinho e Djalma Leite | Adão Vieira                | [ 21 ] |        |        |        |        |        |        |        |        |        |        |        |        |        |        |        |        |        |        |        |
| 6      | Jacarezinho            | Do Batuque à Apoteose, o Samba pede Passagem  | Barbeirinho do Jacarezinho, JB, Jorginho Boró e Expedito José       | Eliezer                    | [ 21 ] |        |        |        |        |        |        |        |        |        |        |        |        |        |        |        |        |        |        |        |

## 1986
Primeira vez em que a já decadente Top Tape não reunia todos os sambas que desfilariam no Grupo Especial. Salgueiro, União da Ilha, Estácio, Caprichosos e Unidos da Tijuca dividem o álbum com escolas do Grupo de Acesso, representado no álbum por São Clemente, Unidos de Lucas, Santa Cruz e Em Cima da Hora. E em um momento único na história dos discos de sambas-enredo, Aroldo Melodia canta duas faixas num mesmo álbum. Tanto o samba da União da Ilha como o da Santa Cruz recebem um "segura a marimba" como caco.
| Lado A | Lado A            | Lado A                                                                                  | Lado A                                                                             | Lado A                  | Lado A | Lado A | Lado A | Lado A | Lado A | Lado A | Lado A | Lado A | Lado A | Lado A | Lado A | Lado A | Lado A | Lado A | Lado A | Lado A | Lado A | Lado A | Lado A | Lado A |
| Faixa  | Escola            | Enredo                                                                                  | Autor                                                                              | Intérprete              | Ref.   |        |        |        |        |        |        |        |        |        |        |        |        |        |        |        |        |        |        |        |
| ------ | ----------------- | --------------------------------------------------------------------------------------- | ---------------------------------------------------------------------------------- | ----------------------- | ------ | ------ | ------ | ------ | ------ | ------ | ------ | ------ | ------ | ------ | ------ | ------ | ------ | ------ | ------ | ------ | ------ | ------ | ------ | ------ |
| 1      | Caprichosos       | Brasil com "Z" não Seremos Jamais ou Seremos                                            | Almir de Araujo, Balinha, Marquinho Lessa, Hércules Correia e Carlinhos de Pilares | Carlinhos de Pilares    | [ 22 ] |        |        |        |        |        |        |        |        |        |        |        |        |        |        |        |        |        |        |        |
| 2      | União da Ilha     | Assombrações                                                                            | Robertinho Devagar, Marcio André, Armandinho e Luiz Barbicha                       | Aroldo Melodia          | [ 22 ] |        |        |        |        |        |        |        |        |        |        |        |        |        |        |        |        |        |        |        |
| 3      | Estácio           | Prata da Noite - Grande Otelo                                                           | Darcy do Nascimento e Dominguinhos do Estácio                                      | Dominguinhos do Estácio | [ 22 ] |        |        |        |        |        |        |        |        |        |        |        |        |        |        |        |        |        |        |        |
| 4      | São Clemente      | Muita Saúva, Pouca Saúde, os Males do Brasil são                                        | Helinho 107, Mais Velho e Nino                                                     | Geraldão                | [ 22 ] |        |        |        |        |        |        |        |        |        |        |        |        |        |        |        |        |        |        |        |
| 5      | Unidos de Lucas   | No Ano da Copa, Bota no Meio                                                            | Jorge Machado, Anelito Martins e Gertrudes                                         | Jorge Machado           | [ 22 ] |        |        |        |        |        |        |        |        |        |        |        |        |        |        |        |        |        |        |        |
| Lado B |                   |                                                                                         |                                                                                    |                         |        |        |        |        |        |        |        |        |        |        |        |        |        |        |        |        |        |        |        |        |
| Faixa  | Escola            | Enredo                                                                                  | Autor                                                                              | Intérprete              | Ref.   |        |        |        |        |        |        |        |        |        |        |        |        |        |        |        |        |        |        |        |
| 1      | Salgueiro         | Tem que se Tirar da Cabeça Aquilo que não se tem no Bolso - Tributo a Fernando Pamplona | Jorge Melodia, Paulo Emilio, Bicho de Pena e Marcelo Lessa                         | Rico Medeiros           | [ 22 ] |        |        |        |        |        |        |        |        |        |        |        |        |        |        |        |        |        |        |        |
| 2      | Unidos da Tijuca  | Cama, Mesa e Banho de Gato                                                              | Carlinhos Anchieta, Vicente das Neves, Manuelzinho Poeta e Azeitona                | Nêgo                    | [ 22 ] |        |        |        |        |        |        |        |        |        |        |        |        |        |        |        |        |        |        |        |
| 3      | Santa Cruz        | E Você o que é que dá?                                                                  | Aroldo Melodia, N'Angelo, Renato Nobre, Maya, Nilson Colored e Burucutu            | Aroldo Melodia          | [ 22 ] |        |        |        |        |        |        |        |        |        |        |        |        |        |        |        |        |        |        |        |
| 4      | Engenho da Rainha | Ganga Zumba, Raiz da Liberdade                                                          | Guará, De Minas, Bizil e Jacy Inspiração                                           | Ciganerey               | [ 22 ] |        |        |        |        |        |        |        |        |        |        |        |        |        |        |        |        |        |        |        |
| 5      | Em Cima da Hora   | Terra Brazilis                                                                          | Lino, Fabrício, Walter Bastos e Marquinho Pagodeiro                                | César do Valle          | [ 22 ] |        |        |        |        |        |        |        |        |        |        |        |        |        |        |        |        |        |        |        |

## 1987
Salgueiro, União da Ilha, Jacarezinho, Caprichosos e São Clemente, escolas que desfilaram no Grupo Especial em 1987, decidiram participar deste álbum, o último produzido pela Top Tape (gravadora que produzira até então os discos de sambas-enredo do Rio), em vez de participar do disco da RCA com as principais escolas. Para completar o disco, foram convidadas as seguintes escolas do Grupo A: Engenho da Rainha, Lins Imperial, Unidos da Tijuca, Tradição, Cordovil, Arranco e Unidos de Lucas. Santa Cruz e Em Cima da Hora, que também desfilaram no Grupo A em 1987, não gravaram seus sambas em nenhum disco.
| Lado A | Lado A                    | Lado A                                         | Lado A                                                               | Lado A                   | Lado A | Lado A | Lado A | Lado A | Lado A | Lado A | Lado A | Lado A | Lado A | Lado A | Lado A | Lado A | Lado A | Lado A | Lado A | Lado A | Lado A | Lado A | Lado A | Lado A |
| Faixa  | Escola                    | Enredo                                         | Autor                                                                | Intérprete               | Ref.   |        |        |        |        |        |        |        |        |        |        |        |        |        |        |        |        |        |        |        |
| ------ | ------------------------- | ---------------------------------------------- | -------------------------------------------------------------------- | ------------------------ | ------ | ------ | ------ | ------ | ------ | ------ | ------ | ------ | ------ | ------ | ------ | ------ | ------ | ------ | ------ | ------ | ------ | ------ | ------ | ------ |
| 1      | Salgueiro                 | E Por que Não ?                                | Didi, Bala e Cesar Veneno                                            | Rixxah                   | [ 23 ] |        |        |        |        |        |        |        |        |        |        |        |        |        |        |        |        |        |        |        |
| 2      | União da Ilha             | Extra Extra                                    | J. Brito e Bujão                                                     | Aroldo Melodia           | [ 23 ] |        |        |        |        |        |        |        |        |        |        |        |        |        |        |        |        |        |        |        |
| 3      | Jacarezinho               | Lupercilio Rodrigues, Dor-de-Cutovelo          | Milton de Luna, Bené do Fentiço, Madeira, J Andrade e Lucio Bacalhau | Nonô                     | [ 23 ] |        |        |        |        |        |        |        |        |        |        |        |        |        |        |        |        |        |        |        |
| 4      | Engenho da Rainha         | E o Rio Amanheceu Cantando                     | Hércules Correia e De Minas                                          | César do Valle           | [ 23 ] |        |        |        |        |        |        |        |        |        |        |        |        |        |        |        |        |        |        |        |
| 5      | Lins Imperial             | Tendas dos Milagres                            | Zeca do Lins, Tiãozinho da Viola e Lula                              | Celino Dias e Lula       | [ 23 ] |        |        |        |        |        |        |        |        |        |        |        |        |        |        |        |        |        |        |        |
| 6      | Unidos da Tijuca          | As Três Faces da Moeda                         | Piedade                                                              | Nêgo                     | [ 23 ] |        |        |        |        |        |        |        |        |        |        |        |        |        |        |        |        |        |        |        |
| Lado B |                           |                                                |                                                                      |                          |        |        |        |        |        |        |        |        |        |        |        |        |        |        |        |        |        |        |        |        |
| Faixa  | Escola                    | Enredo                                         | Autor                                                                | Intérprete               | Ref.   |        |        |        |        |        |        |        |        |        |        |        |        |        |        |        |        |        |        |        |
| 1      | Caprichosos               | Ajoelhou tem que Rezar...                      | Evandro Boia,Naldo do Cavaco e Toninho 70                            | Carlinhos de Pilares     | [ 23 ] |        |        |        |        |        |        |        |        |        |        |        |        |        |        |        |        |        |        |        |
| 2      | São Clemente              | Capitães do Asfalto                            | Izaías de Paula, Jorge Moreira e Manuelzinho Poeta                   | Izaías de Paula          | [ 23 ] |        |        |        |        |        |        |        |        |        |        |        |        |        |        |        |        |        |        |        |
| 3      | Tradição                  | Sonhos de Natal                                | João Nogueira e Paulo Cesar Pinheiro                                 | Candanga                 | [ 23 ] |        |        |        |        |        |        |        |        |        |        |        |        |        |        |        |        |        |        |        |
| 4      | Independentes de Cordovil | Amado Jorge Amado                              | Picolé e J. Farias                                                   | Picolé e Paulo Mathias   | [ 23 ] |        |        |        |        |        |        |        |        |        |        |        |        |        |        |        |        |        |        |        |
| 5      | Arranco                   | Tradição de uma Raça                           | José Eugenio e Ormindo                                               | Abílio Martins           | [ 23 ] |        |        |        |        |        |        |        |        |        |        |        |        |        |        |        |        |        |        |        |
| 6      | Unidos de Lucas           | Olha que Coisa mais Linda, mais Cheia de Graça | Geraldo Santa Rita, Gustavo e Antonio Gaúcho                         | Cosmar e Adilson Quirino | [ 23 ] |        |        |        |        |        |        |        |        |        |        |        |        |        |        |        |        |        |        |        |

## 1988
| Lado A | Lado A                        | Lado A                                                                                          | Lado A                                                                            | Lado A                                | Lado A | Lado A | Lado A | Lado A | Lado A | Lado A | Lado A | Lado A | Lado A | Lado A | Lado A | Lado A | Lado A | Lado A | Lado A | Lado A | Lado A | Lado A | Lado A | Lado A |
| Faixa  | Escola                        | Enredo                                                                                          | Autor                                                                             | Intérprete                            | Ref.   |        |        |        |        |        |        |        |        |        |        |        |        |        |        |        |        |        |        |        |
| ------ | ----------------------------- | ----------------------------------------------------------------------------------------------- | --------------------------------------------------------------------------------- | ------------------------------------- | ------ | ------ | ------ | ------ | ------ | ------ | ------ | ------ | ------ | ------ | ------ | ------ | ------ | ------ | ------ | ------ | ------ | ------ | ------ | ------ |
| 1      | Independentes de Cordovil     | Burle Marx                                                                                      | Elio, Flávio, Carvoeiro, Ribeirinho e Cesar Capricho                              | César Capricho e Pequeno Grande Roger | [ 24 ] |        |        |        |        |        |        |        |        |        |        |        |        |        |        |        |        |        |        |        |
| 2      | Engenho da Rainha             | De Sete em Sete, Pintando um Sete                                                               | Balinha, Orlando Barros, Bizil Marquinho da Dona Geralda, Evaldo e Chico Responsa | César do Valle                        | [ 24 ] |        |        |        |        |        |        |        |        |        |        |        |        |        |        |        |        |        |        |        |
| 3      | Arranco                       | Pra Ver a Banda Passar                                                                          | Juan Espanhol e Sylvio Paulo                                                      | Sylvio Paulo e Espanhol               | [ 24 ] |        |        |        |        |        |        |        |        |        |        |        |        |        |        |        |        |        |        |        |
| 4      | Santa Cruz                    | Como Se Bebe nesta Terra                                                                        | Mocinho, Fuguete, Quinha e Zezé do Cavaco                                         | Quinzinho                             | [ 24 ] |        |        |        |        |        |        |        |        |        |        |        |        |        |        |        |        |        |        |        |
| 5      | Jacarezinho                   | Parabéns pra Você                                                                               | Macambira e Batista do Jacarezinho                                                | Batista do Jacarezinho                | [ 24 ] |        |        |        |        |        |        |        |        |        |        |        |        |        |        |        |        |        |        |        |
| 6      | Cubango                       | Ave Bahia Cheia de Graça                                                                        | Heraldo Faria, Huguinho e Flavinho Machado                                        | Flavinho Machado                      | [ 24 ] |        |        |        |        |        |        |        |        |        |        |        |        |        |        |        |        |        |        |        |
| Lado B |                               |                                                                                                 |                                                                                   |                                       |        |        |        |        |        |        |        |        |        |        |        |        |        |        |        |        |        |        |        |        |
| Faixa  | Escola                        | Enredo                                                                                          | Autor                                                                             | Intérprete                            | Ref.   |        |        |        |        |        |        |        |        |        |        |        |        |        |        |        |        |        |        |        |
| 1      | Lins Imperial                 | Primavera é Tempo de Saudade, Tributo a Zinco e Caxambu                                         | Celso, Lima, Pezão, Ernandes e Marinho                                            | Celino Dias                           | [ 24 ] |        |        |        |        |        |        |        |        |        |        |        |        |        |        |        |        |        |        |        |
| 2      | Unidos de Lucas               | Na Ginga do Samba, aí vem Ataulfo                                                               | Barcelos, Dagoberto e Zeca Melodia                                                | Cosmar                                | [ 24 ] |        |        |        |        |        |        |        |        |        |        |        |        |        |        |        |        |        |        |        |
| 3      | Tupy de Brás de Pina          | E Agora José                                                                                    | Leo, Andrade, Otacílio, Ariel                                                     | Sobrinho                              | [ 24 ] |        |        |        |        |        |        |        |        |        |        |        |        |        |        |        |        |        |        |        |
| 4      | Império da Tijuca             | Nosso Sinhô, Rei do Samba                                                                       | Eddie, Paulo Curupira e Alcir de Paula                                            | Hamilton Vidal                        | [ 24 ] |        |        |        |        |        |        |        |        |        |        |        |        |        |        |        |        |        |        |        |
| 5      | Paraíso do Tuiuti             | Filho de Branco é Menino, Filho de Negro é Moleque. Moleque taí, Moleque vem cá, vem cá Apanhar | Zé Lobo, Cocada, Bidubi do Tuiuti, Jorge Neguinho e Rodolfo da Bacia              | Rodolfo da Bacia                      | [ 24 ] |        |        |        |        |        |        |        |        |        |        |        |        |        |        |        |        |        |        |        |
| 6      | Mocidade Unida de Jacarepaguá | Arco-Íris tem de dar Certo                                                                      | Gilmar, Berrem, Bico e Gemeu                                                      | Helinho Santa Marta                   | [ 24 ] |        |        |        |        |        |        |        |        |        |        |        |        |        |        |        |        |        |        |        |

## 1989
| Lado A | Lado A                    | Lado A                                         | Lado A                                                        | Lado A             | Lado A | Lado A | Lado A | Lado A | Lado A | Lado A | Lado A | Lado A | Lado A | Lado A | Lado A | Lado A | Lado A | Lado A | Lado A | Lado A | Lado A | Lado A | Lado A | Lado A |
| Faixa  | Escola                    | Enredo                                         | Autor                                                         | Intérprete         | Ref.   |        |        |        |        |        |        |        |        |        |        |        |        |        |        |        |        |        |        |        |
| ------ | ------------------------- | ---------------------------------------------- | ------------------------------------------------------------- | ------------------ | ------ | ------ | ------ | ------ | ------ | ------ | ------ | ------ | ------ | ------ | ------ | ------ | ------ | ------ | ------ | ------ | ------ | ------ | ------ | ------ |
| 1      | Em Cima da Hora           | Num passe de mágica                            | Reinaldo Vilas, Jorginho das Rosas, Nunes e Bigo              | Rocha e Adilsinho  | [ 25 ] |        |        |        |        |        |        |        |        |        |        |        |        |        |        |        |        |        |        |        |
| 2      | Engenho da Rainha         | Canta Brasil                                   | Vanil do Violão, Dilson e João Henrique                       | César do Valle     | [ 25 ] |        |        |        |        |        |        |        |        |        |        |        |        |        |        |        |        |        |        |        |
| 3      | Leão de Nova Iguaçu       | O Alafim de Oyó                                | Paulinho Manahu, Zé Ferreira, Marcos, Cabeça Branca e Bené    | Dedé da Portela    | [ 25 ] |        |        |        |        |        |        |        |        |        |        |        |        |        |        |        |        |        |        |        |
| 4      | Arrastão de Cascadura     | Zezé um canto de amor e raça                   | Jacy Inspiração, Netinho, Amaury e Bebeto Arrastão            | Jacy Inspiração    | [ 25 ] |        |        |        |        |        |        |        |        |        |        |        |        |        |        |        |        |        |        |        |
| 5      | Independentes de Cordovil | Marrom Som Brasil                              | Gambazinho e Lula Barbudo                                     | Gambazinho         | [ 25 ] |        |        |        |        |        |        |        |        |        |        |        |        |        |        |        |        |        |        |        |
| 6      | Paraíso do Tuiuti         | Folclore, tradição popular                     | Poliba, Jorge Cabeleira, Toninho 70 e Fernando M              | Jair               | [ 25 ] |        |        |        |        |        |        |        |        |        |        |        |        |        |        |        |        |        |        |        |
| Lado B |                           |                                                |                                                               |                    |        |        |        |        |        |        |        |        |        |        |        |        |        |        |        |        |        |        |        |        |
| Faixa  | Escola                    | Enredo                                         | Autor                                                         | Intérprete         | Ref.   |        |        |        |        |        |        |        |        |        |        |        |        |        |        |        |        |        |        |        |
| 1      | Unidos de Lucas           | Estrelas solitárias - Linda e Dircinha Batista | Acyr Marques e Maneco                                         | Roger da Fazenda   | [ 25 ] |        |        |        |        |        |        |        |        |        |        |        |        |        |        |        |        |        |        |        |
| 2      | Santa Cruz                | Stanislaw, Uma História Sem Final              | Nei, Daguinho, Edinho e Cuca                                  | Marcos Moran       | [ 25 ] |        |        |        |        |        |        |        |        |        |        |        |        |        |        |        |        |        |        |        |
| 3      | Viradouro                 | Mercadores e mascates                          | Gilberto, Mário, Odar, Nilo, Charuto, Carlos, Japona e Delfim | Torino             | [ 25 ] |        |        |        |        |        |        |        |        |        |        |        |        |        |        |        |        |        |        |        |
| 4      | Lins Imperial             | Gênios da Ilusão                               | Tuninho do Cavaco, Feijó e Bibi                               | Celino Dias e Lula | [ 25 ] |        |        |        |        |        |        |        |        |        |        |        |        |        |        |        |        |        |        |        |
| 5      | Império da Tijuca         | Rio, Samba e Carnaval                          | Thibú e Ailton Negão                                          | Hamilton Vidal     | [ 25 ] |        |        |        |        |        |        |        |        |        |        |        |        |        |        |        |        |        |        |        |
| 6      | Tupy de Brás de Pina      | Rio Boa Praça                                  | Léo, Andrade, Paulo César, Ronaldo Camargo e Marcio Paiva     | Ceci               | [ 25 ] |        |        |        |        |        |        |        |        |        |        |        |        |        |        |        |        |        |        |        |

## 1990
| Lado A | Lado A                    | Lado A                                 | Lado A                                                                      | Lado A                            | Lado A |
| Faixa  | Escola                    | Enredo                                 | Autor                                                                       | Intérprete                        | Ref.   |
| ------ | ------------------------- | -------------------------------------- | --------------------------------------------------------------------------- | --------------------------------- | ------ |
| 1      | Grande Rio                | Porque sou carioca                     | Adão Conceição, G. Martins e Barberinho                                     | Dominguinhos do Estácio e Wantuir | [ 26 ] |
| 2      | Paraíso do Tuiuti         | Eneida, o pierrot está de volta        | Aldir, Parim, Jorge Neguinho e Fernando J.                                  | Bidubi                            | [ 26 ] |
| 3      | Tradição                  | A Coroação                             | Tarcísio de Guadalupe, De Moraes, Chiquinho e Jorge Makumba                 | Kandanda                          | [ 26 ] |
| 4      | Unidos do Cabuçu          | Será que votei certo pra presidente?   | Afonsinho, João Anstácio, Walter da Ladeira e Carlinhos do Grajaú           | Di Miguel                         | [ 26 ] |
| 5      | Engenho da Rainha         | Dan, a serpente encantada do Arco-íris | Ciganerey, Da Silva, Evaldo, Peneirinha, Marcos da Dona Geralda e Luís Bady | Ciganerey                         | [ 26 ] |
| 6      | Lins Imperial             | Madame Satã                            | Russo, J. Mercadante, Neguinho Andrade e Homero Guiné                       | Celino Dias                       | [ 26 ] |
| Lado B |                           |                                        |                                                                             |                                   |        |
| Faixa  | Escola                    | Enredo                                 | Autor                                                                       | Intérprete                        | Ref.   |
| 1      | Independentes de Cordovil | Cantares ao meu povo (Solano Trindade) | P. Mathias, Ribeirinho e Cleber Carvoeiro                                   | Wagner                            | [ 26 ] |
| 2      | Unidos da Ponte           | Robauto... uma ova                     | Jorge Bem, Charles 99 e Coral                                               | Aroldo Melodia                    | [ 26 ] |
| 3      | Arranco                   | Do leite de cabra ao silicone          | Mazola, Carlinhos Cachambi e J. Carlos                                      | Sylvio Paulo e Espanhol           | [ 26 ] |
| 4      | Unidos de Lucas           | O magnifico Niemeyer                   | Ueber                                                                       | Marcos Moran                      | [ 26 ] |
| 5      | Jacarezinho               | Iuro-Pari, a voz da mata               | Clomar, Serginho e Maurício                                                 | Alexandre da Imperatriz           | [ 26 ] |
| 6      | Viradouro                 | Só vale o escrito                      | Adir, Odir Sereno, Gelson e Gilberto Barros                                 | Torino                            | [ 26 ] |

## 1991
| Lado A | Lado A                    | Lado A                                                               | Lado A                                                            | Lado A                             | Lado A | Lado A | Lado A | Lado A | Lado A | Lado A | Lado A | Lado A | Lado A | Lado A | Lado A | Lado A | Lado A | Lado A | Lado A | Lado A | Lado A | Lado A | Lado A | Lado A |
| Faixa  | Escola                    | Enredo                                                               | Autor                                                             | Intérprete (Participação Especial) | Ref.   |        |        |        |        |        |        |        |        |        |        |        |        |        |        |        |        |        |        |        |
| ------ | ------------------------- | -------------------------------------------------------------------- | ----------------------------------------------------------------- | ---------------------------------- | ------ | ------ | ------ | ------ | ------ | ------ | ------ | ------ | ------ | ------ | ------ | ------ | ------ | ------ | ------ | ------ | ------ | ------ | ------ | ------ |
| 1      | Império da Tijuca         | Canaã, a Terra Prometida - Brasil                                    | Dica, Noronha e Jorge Melodia                                     | Hamilton Vital                     | [ 27 ] |        |        |        |        |        |        |        |        |        |        |        |        |        |        |        |        |        |        |        |
| 2      | Leão de Nova Iguaçu       | Quem te Viu, quem TV                                                 | Adilson Magrinho, Jairo Braulio, Claudinho e Mário Carabina       | Jairo Bráulio                      | [ 27 ] |        |        |        |        |        |        |        |        |        |        |        |        |        |        |        |        |        |        |        |
| 3      | Santa Cruz                | O Boca do Inferno                                                    | Tião da Roça, Doda, Luís Sérgio, Mocinho, Giovanni e Carlos Henry | Sobrinho                           | [ 27 ] |        |        |        |        |        |        |        |        |        |        |        |        |        |        |        |        |        |        |        |
| 4      | Unidos de Lucas           | Pare a Big Bang, nem Todo Amarelo é Ouro, nem Todo Vermelho é Sangue | Luís de Lima e Cosminho Magnata                                   | Cosmar                             | [ 27 ] |        |        |        |        |        |        |        |        |        |        |        |        |        |        |        |        |        |        |        |
| 5      | Arranco                   | Barracão, Pregos, Panos e Paetês                                     | Capelo, Marcus do Cavaco e Edimar                                 | Sylvio Paulo                       | [ 27 ] |        |        |        |        |        |        |        |        |        |        |        |        |        |        |        |        |        |        |        |
| 6      | Tradição                  | De Geração à Geração Nas Asas da Tradição                            | Cesar Paladino, Picolé e Hermes de Marechal                       | Hermes de Marechal                 | [ 27 ] |        |        |        |        |        |        |        |        |        |        |        |        |        |        |        |        |        |        |        |
| Lado B |                           |                                                                      |                                                                   |                                    |        |        |        |        |        |        |        |        |        |        |        |        |        |        |        |        |        |        |        |        |
| Faixa  | Escola                    | Enredo                                                               | Autor                                                             | Intérprete                         | Ref.   |        |        |        |        |        |        |        |        |        |        |        |        |        |        |        |        |        |        |        |
| 1      | Unidos da Ponte           | Quando o Rio Ria                                                     | Tani, Og e Tuninho da Estiva                                      | Grillo                             | [ 27 ] |        |        |        |        |        |        |        |        |        |        |        |        |        |        |        |        |        |        |        |
| 2      | Engenho da Rainha         | Meu Padrinho Padre Cícero do Juazeiro do Norte, Olhai pelo Cariri    | Haroldo César Franja, Marão, Zé Antônio e Zé Luís                 | Ciganerey                          | [ 27 ] |        |        |        |        |        |        |        |        |        |        |        |        |        |        |        |        |        |        |        |
| 3      | Unidos do Cabuçu          | Aconteceu, Virou Manchete                                            | Ney do Cabuçu, Jadir, Carlinhos Madureira e Roberto Gamação       | Di Miguel                          | [ 27 ] |        |        |        |        |        |        |        |        |        |        |        |        |        |        |        |        |        |        |        |
| 4      | Jacarezinho               | Sou Negro, Sou Raça, Sou Gente                                       | Macambira, Jonas e G.P.                                           | Eliezer                            | [ 27 ] |        |        |        |        |        |        |        |        |        |        |        |        |        |        |        |        |        |        |        |
| 5      | Paraíso do Tuiuti         | Asa Branca                                                           | Valéria, Fernanda e Carmen                                        | Pedrinho da Flor                   | [ 27 ] |        |        |        |        |        |        |        |        |        |        |        |        |        |        |        |        |        |        |        |
| 6      | Independentes de Cordovil | Ela, Ele e Eles Possuidores da Noite                                 | Nego Lú, Almir do Cais e Jorjão da Alta                           | Nego Lú e Waldir Só                | [ 27 ] |        |        |        |        |        |        |        |        |        |        |        |        |        |        |        |        |        |        |        |

## 1992
| Lado A | Lado A             | Lado A                                                            | Lado A                                                             | Lado A                                                | Lado A | Lado A | Lado A | Lado A | Lado A | Lado A | Lado A | Lado A | Lado A | Lado A | Lado A | Lado A | Lado A | Lado A | Lado A | Lado A | Lado A | Lado A | Lado A | Lado A |
| Faixa  | Escola             | Enredo                                                            | Autor                                                              | Intérprete (Participação Especial)                    | Ref.   |        |        |        |        |        |        |        |        |        |        |        |        |        |        |        |        |        |        |        |
| ------ | ------------------ | ----------------------------------------------------------------- | ------------------------------------------------------------------ | ----------------------------------------------------- | ------ | ------ | ------ | ------ | ------ | ------ | ------ | ------ | ------ | ------ | ------ | ------ | ------ | ------ | ------ | ------ | ------ | ------ | ------ | ------ |
| 1      | Arranco            | Mandacaru, Fruta-Flor do Querer                                   | Adil, Evandro Bocão e André Diniz                                  | Nylson (Espanhol)                                     | [ 28 ] |        |        |        |        |        |        |        |        |        |        |        |        |        |        |        |        |        |        |        |
| 2      | Unidos de Lucas    | Baía com "I"                                                      | Geraldo Santa Rita, Barcelos, Adelson e Paulo Roberto              | Tiãozinho Cruz                                        | [ 28 ] |        |        |        |        |        |        |        |        |        |        |        |        |        |        |        |        |        |        |        |
| 3      | Unidos do Campinho | Passa, Passa Tempo                                                | Zé Roberto, Adilson Bispo e Valdir Brôa                            | Geraldão                                              | [ 28 ] |        |        |        |        |        |        |        |        |        |        |        |        |        |        |        |        |        |        |        |
| 4      | Lins Imperial      | Eco Rio 92                                                        | João Banana e Kiquinho                                             | Aílton Melodia                                        | [ 28 ] |        |        |        |        |        |        |        |        |        |        |        |        |        |        |        |        |        |        |        |
| 5      | Império Serrano    | Fala Serrinha - A Voz do Samba sou eu mesmo Sim Senhor            | Beto Sem Braço, Jangada e Maurição                                 | Maurição                                              | [ 28 ] |        |        |        |        |        |        |        |        |        |        |        |        |        |        |        |        |        |        |        |
| 6      | Império da Tijuca  | Um Mistério Chamado Brasil                                        | Eddie, Nuia, Curupira e Genivaldo                                  | Celino Dias (Edilson de Carvalho e Jorginho de Moura) | [ 28 ] |        |        |        |        |        |        |        |        |        |        |        |        |        |        |        |        |        |        |        |
| 7      | Engenho da Rainha  | Mãe Terra e o Homem Refez a Criação                               | Jorge Branco, De Minas e Edson da Conceição                        | Ciganerey                                             | [ 28 ] |        |        |        |        |        |        |        |        |        |        |        |        |        |        |        |        |        |        |        |
| Lado B |                    |                                                                   |                                                                    |                                                       |        |        |        |        |        |        |        |        |        |        |        |        |        |        |        |        |        |        |        |        |
| Faixa  | Escola             | Enredo                                                            | Autor                                                              | Intérprete (Participação Especial)                    | Ref.   |        |        |        |        |        |        |        |        |        |        |        |        |        |        |        |        |        |        |        |
| 1      | São Clemente       | E o Salário Ó                                                     | Chocolate, Helinho 107, Maurício, Ricardo e Ronaldo                | Sidney Moreno                                         | [ 28 ] |        |        |        |        |        |        |        |        |        |        |        |        |        |        |        |        |        |        |        |
| 2      | Rocinha            | Pra Não Dizer que não Falei das Flores                            | Celso, Marquinho, Moacir Alves e Marcos                            | Rixxah                                                | [ 28 ] |        |        |        |        |        |        |        |        |        |        |        |        |        |        |        |        |        |        |        |
| 3      | Jacarezinho        | A Visita do Jacarezinho ao Reino Encantado de Maria Clara Machado | Tingo, Gilson Bernine, Clóvis Pê e Fernando                        | Eliezer                                               | [ 28 ] |        |        |        |        |        |        |        |        |        |        |        |        |        |        |        |        |        |        |        |
| 4      | Unidos do Cabuçu   | Xuxa, o Sonho vira Realidade no Xou da Cabuçu                     | João Ferreira, Orlando Negão, Sereno e Robertinho da Matriz        | Di Miguel                                             | [ 28 ] |        |        |        |        |        |        |        |        |        |        |        |        |        |        |        |        |        |        |        |
| 5      | Unidos da Ponte    | Da Cor do Pecado                                                  | Grillo, Og do Cavaco, Osvaldo do Parque, Serginho do Porto e Naldo | Grillo                                                | [ 28 ] |        |        |        |        |        |        |        |        |        |        |        |        |        |        |        |        |        |        |        |
| 6      | Santa Cruz         | De quatro em quatro, eu chego lá                                  | Ney, Brucutu, Jaime, Da Roça, Geovani e Luís Carlos                | Sobrinho                                              | [ 28 ] |        |        |        |        |        |        |        |        |        |        |        |        |        |        |        |        |        |        |        |
| 7      | Grande Rio         | Águas Claras para um Rei Negro                                    | G. Martins, Adão Conceição, Barbeirinho e Queiroz                  | David do Pandeiro                                     | [ 28 ] |        |        |        |        |        |        |        |        |        |        |        |        |        |        |        |        |        |        |        |

## 1993
| Lado A | Lado A                | Lado A                                         | Lado A                                                                   | Lado A            | Lado A | Lado A | Lado A | Lado A | Lado A | Lado A | Lado A | Lado A | Lado A | Lado A | Lado A | Lado A | Lado A | Lado A | Lado A | Lado A | Lado A | Lado A | Lado A | Lado A |
| Faixa  | Escola                | Enredo                                         | Autor                                                                    | Intérprete        | Ref.   |        |        |        |        |        |        |        |        |        |        |        |        |        |        |        |        |        |        |        |
| ------ | --------------------- | ---------------------------------------------- | ------------------------------------------------------------------------ | ----------------- | ------ | ------ | ------ | ------ | ------ | ------ | ------ | ------ | ------ | ------ | ------ | ------ | ------ | ------ | ------ | ------ | ------ | ------ | ------ | ------ |
| 1      | Unidos de Lucas       | O Galo Cantou e Lucas Saboreou                 | Pezão, Zé de Paula e Waldir Imperial                                     | David do Pandeiro | [ 29 ] |        |        |        |        |        |        |        |        |        |        |        |        |        |        |        |        |        |        |        |
| 2      | Império Serrano       | Império Serrano, Um Ato de Amor                | Arlindo Cruz, Aluísio Machado, Acyr Marques e Bicalho                    | Rixxah            | [ 29 ] |        |        |        |        |        |        |        |        |        |        |        |        |        |        |        |        |        |        |        |
| 3      | Tradição              | Não me Leve a Mal, Hoje é Carnaval             | Jajá Maravilha, Tonho, Aniceto e Sandro Maneca                           | Moisés Santiago   | [ 29 ] |        |        |        |        |        |        |        |        |        |        |        |        |        |        |        |        |        |        |        |
| 4      | Engenho da Rainha     | Ciranda, Cirandinha, Vamos Todos Cirandar      | Oswaldo Barbosa, Elmo Borges, Sirley e Mário Foca                        | Ciganerey         | [ 29 ] |        |        |        |        |        |        |        |        |        |        |        |        |        |        |        |        |        |        |        |
| 5      | Santa Cruz            | Quo Vadis, Meu Negro de Ouro                   | Doda, Zé Carlos, Carlos Henry, Luis Sérgio, Mocinho e Carlinho 18        | Sobrinho          | [ 29 ] |        |        |        |        |        |        |        |        |        |        |        |        |        |        |        |        |        |        |        |
| 6      | Arranco               | Acredite se Quiser                             | Elias, Edmar, Davi, Zezé, Tião Malandro e Paulo Passaporte               | Juarez            | [ 29 ] |        |        |        |        |        |        |        |        |        |        |        |        |        |        |        |        |        |        |        |
| 7      | Arrastão de Cascadura | Quem Canta Seus Males Espanta                  | Valdo, Nery e Betinho                                                    | Sidney Moreno     | [ 29 ] |        |        |        |        |        |        |        |        |        |        |        |        |        |        |        |        |        |        |        |
| Lado B |                       |                                                |                                                                          |                   |        |        |        |        |        |        |        |        |        |        |        |        |        |        |        |        |        |        |        |        |
| Faixa  | Escola                | Enredo                                         | Autor                                                                    | Intérprete        | Ref.   |        |        |        |        |        |        |        |        |        |        |        |        |        |        |        |        |        |        |        |
| 1      | Unidos do Cabuçu      | De Quadrinho em Quadrinho, Lá Vai o meu Recado | Carlinhos Mad, Nei do Cabuçú, Jadir e Di Miguel                          | Di Miguel         | [ 29 ] |        |        |        |        |        |        |        |        |        |        |        |        |        |        |        |        |        |        |        |
| 2      | São Clemente          | O Pão nosso de cada dia                        | Helinho 107, Chocolate, Ricardo, Ronaldo e Maurício                      | Quinho            | [ 29 ] |        |        |        |        |        |        |        |        |        |        |        |        |        |        |        |        |        |        |        |
| 3      | Jacarezinho           | Mangueira, Beleza que a Natureza Criou         | Tobi, Jonas, Zezinho e Macambira                                         | Elieser Rodrigues | [ 29 ] |        |        |        |        |        |        |        |        |        |        |        |        |        |        |        |        |        |        |        |
| 4      | Leão de Nova Iguaçu   | O Que é Que a Baixada Tem                      | Jairo Braulio, Claudinho, Joel do Cavaco e Mario Carabina                | Jairo Braulio     | [ 29 ] |        |        |        |        |        |        |        |        |        |        |        |        |        |        |        |        |        |        |        |
| 5      | Império da Tijuca     | Vitis Vinífera, A Império é uma Uva            | Eddie, Nuia, Paulinho do Balão, Paulo Roberto, Luís Fernando e Genivaldo | Edson Bombeiro    | [ 29 ] |        |        |        |        |        |        |        |        |        |        |        |        |        |        |        |        |        |        |        |
| 6      | Rocinha               | Tristão e Isolda, uma Ópera no Asfalto         | Jorge Mirim, Waldir, Sola e Neguinho da Gávea                            | Zezé da Rocinha   | [ 29 ] |        |        |        |        |        |        |        |        |        |        |        |        |        |        |        |        |        |        |        |
| 7      | Lins Imperial         | No Mundo Encantado de Beto Carreiro            | Pezão, Zé de Paula e Waldir Imperial                                     | Celino Dias       | [ 29 ] |        |        |        |        |        |        |        |        |        |        |        |        |        |        |        |        |        |        |        |

## 1994
| Lado A | Lado A                    | Lado A                                                            | Lado A                                                                 | Lado A                                | Lado A | Lado A | Lado A | Lado A | Lado A | Lado A | Lado A | Lado A | Lado A | Lado A | Lado A | Lado A | Lado A | Lado A | Lado A | Lado A | Lado A | Lado A | Lado A | Lado A |
| Faixa  | Escola                    | Enredo                                                            | Autor                                                                  | Intérprete (Participação Especial)    | Ref.   |        |        |        |        |        |        |        |        |        |        |        |        |        |        |        |        |        |        |        |
| ------ | ------------------------- | ----------------------------------------------------------------- | ---------------------------------------------------------------------- | ------------------------------------- | ------ | ------ | ------ | ------ | ------ | ------ | ------ | ------ | ------ | ------ | ------ | ------ | ------ | ------ | ------ | ------ | ------ | ------ | ------ | ------ |
| 1      | Santa Cruz                | Rota dos Mercadores                                               | João Lacerda, Walter Cruz, Waldir Cruz e Íris Felix                    | Quinzinho                             | [ 30 ] |        |        |        |        |        |        |        |        |        |        |        |        |        |        |        |        |        |        |        |
| 2      | Arranco                   | Sapucaia Oroca                                                    | Marinho da Dina e Neguinho do Pagode                                   | Wandrei Dedêco                        | [ 30 ] |        |        |        |        |        |        |        |        |        |        |        |        |        |        |        |        |        |        |        |
| 3      | Unidos do Cabuçu          | Brajiru, meu Japão Brasileiro                                     | Ney do Cabuçu, Jadir, Karlinhos Madureira e Werneck                    | Ciganerey                             | [ 30 ] |        |        |        |        |        |        |        |        |        |        |        |        |        |        |        |        |        |        |        |
| 4      | Independentes de Cordovil | O Garotinho de Campos vem aí, sacudindo a Sapucaí                 | Neilson Tavares, Elmo do Banjo                                         | Nelsinho Brás                         | [ 30 ] |        |        |        |        |        |        |        |        |        |        |        |        |        |        |        |        |        |        |        |
| 5      | Império da Tijuca         | Nelson Rodrigues, um Beijo na Sapucaí                             | Preto Velho, Zé Carlos e Juarez de Souza                               | Edson Bombeiro                        | [ 30 ] |        |        |        |        |        |        |        |        |        |        |        |        |        |        |        |        |        |        |        |
| 6      | Cubango                   | Ao Mestre com Carinho (Homenagem a Fernando Pamplona)             | Huguinho, Marcelo e Aloizio                                            | Wantuir                               | [ 30 ] |        |        |        |        |        |        |        |        |        |        |        |        |        |        |        |        |        |        |        |
| 7      | Engenho da Rainha         | Entre Festas e Fitas                                              | Di Minas, JB, Hércules Corrêa e Carlinhos de Pilares                   | Antônio Carlos (Carlinhos de Pilares) | [ 30 ] |        |        |        |        |        |        |        |        |        |        |        |        |        |        |        |        |        |        |        |
| Lado B |                           |                                                                   |                                                                        |                                       |        |        |        |        |        |        |        |        |        |        |        |        |        |        |        |        |        |        |        |        |
| Faixa  | Escola                    | Enredo                                                            | Autor                                                                  | Intérprete (Participação Especial)    | Ref.   |        |        |        |        |        |        |        |        |        |        |        |        |        |        |        |        |        |        |        |
| 1      | São Clemente              | Uma Andorinha Só Não Faz Verão ou Aonde Vai a Corda Vai a Caçamba | Dedeco, Cesar Neguinho e Buda                                          | Waguinho                              | [ 30 ] |        |        |        |        |        |        |        |        |        |        |        |        |        |        |        |        |        |        |        |
| 2      | Villa Rica                | Copacabana, Meu Amor                                              | Carlinhos Melodia e Antonio da Conceição                               | Sereno                                | [ 30 ] |        |        |        |        |        |        |        |        |        |        |        |        |        |        |        |        |        |        |        |
| 3      | Jacarezinho               | E Agora... "Eu" ao Vivo e a Cores                                 | Paulinho Zona Sul, Zé Luís , Ci da Banda União, Neri Buiú e Carvalhaes | Carvalhaes                            | [ 30 ] |        |        |        |        |        |        |        |        |        |        |        |        |        |        |        |        |        |        |        |
| 4      | Rocinha                   | Humor pra Dar e Vender                                            | Celio da Cor, Tiãozinho da Mocidade, Josias CD e Marcelo Zona Sul      | Jorge Mirim                           | [ 30 ] |        |        |        |        |        |        |        |        |        |        |        |        |        |        |        |        |        |        |        |
| 5      | Leão de Nova Iguaçu       | Da França Tropical a Orfeu do Carnaval                            | Hugo Bispo, Paulinho Madrugada e Paulinho Careca                       | Pixulé                                | [ 30 ] |        |        |        |        |        |        |        |        |        |        |        |        |        |        |        |        |        |        |        |
| 6      | Unidos de Lucas           | Conservatória, Cidade Serenata, Samba na Sapucaí                  | Birão, Tia Marlene e Luís de Lima                                      | Gordinho                              | [ 30 ] |        |        |        |        |        |        |        |        |        |        |        |        |        |        |        |        |        |        |        |
| 7      | Lins Imperial             | Magos da Oitava Maravilha                                         | Lima de Andrade, Condongo e Zeca do Lins                               | Celino Dias                           | [ 30 ] |        |        |        |        |        |        |        |        |        |        |        |        |        |        |        |        |        |        |        |

## 1995
Comercializado em álbum duplo. Última vez em que os sambas do Acesso do Rio foram lançados apenas em LP. 
Disco 1
| 1      | Mocidade Unida de Jacarepaguá | Domingo é dia de Quinta                              | Maninho 22, Vicente das Neves, Vaguinho, Pitimbu e Becão | Rogerinho         | [ 31 ] |
| 2      | Santa Cruz                    | Deuses e costumes nas terras de Santa Cruz           | Agostinho e Hugo Reis                                    | Chiquinho Fabiano | [ 31 ] |
| 3      | Jacarezinho                   | E o Jacarezinho descobriu Atlântida, a tela perdida  | Gilson Bernini, Clóvis Pê, Valter Veneno e Moacir M      | Clóvis Pê         | [ 31 ] |
| 4      | Leão de Nova Iguaçu           | Arautos do Brasil mulato                             | Guilherme, Menilson, Juares e Feijão                     | Jairo Bráulio     | [ 31 ] |
| Lado B |                               |                                                      |                                                          |                   |        |
| Faixa  | Escola                        | Enredo                                               | Autor                                                    | Intérprete        | Ref.   |
| 1      | Império da Tijuca             | No sassarico da Colombo                              | Adilson da Viola e Laert                                 | Edson Bombeiro    | [ 31 ] |
| 2      | Lins Imperial                 | Estrela imperial em verde e rosa                     | Gilmar, Jorginho Família, Gilberto e Marquinhos Mola     | Tiãozinho Cruz    | [ 31 ] |
| 3      | Vizinha Faladeira             | O relicário do samba                                 | Carlos Pessoa, Ageu Coisa Boa, Arthur e Ticarlos         | Carlinhos Emoção  | [ 31 ] |
| 4      | Independentes de Cordovil     | Retratos e Canções (Sandra de Sá)                    | Neilson, Dinho, André Poesia, Luisinho e Eduardo Fino    | Neilson           | [ 31 ] |
| 5      | Cubango                       | Da aldeia de São Lourenço a Niterói "cidade sorriso" | Ismael Nascimento, Odir Sereno e Rolian do Cavaco        | Odir Sereno       | [ 31 ] |

Disco 2
| 1      | Difícil é o Nome         | A Grande estrela - O Sol                                   | Serginho do Porto, André Fullgaz, Pituca e Sérgio Saracutaco | Dida Inspiração   | [ 31 ] |
| 2      | Arrastão de Cascadura    | Frevança                                                   | Mazola, Edimilson, Mazinho e Naldo do Cavaco                 | Rixxah            | [ 31 ] |
| 3      | Rocinha                  | Sem medo de ser feliz                                      | Marquinho e André Luís                                       | Niltinho Oliveira | [ 31 ] |
| 4      | Engenho da Rainha        | Yolhesman Crisbeles - A república de Ipanema é um desbunde | Haroldo César Franja, Marão e Jorge Jordão                   | Ciganerey         | [ 31 ] |
| 5      | Arranco                  | Ria... Se puder                                            | Elias, Serafim, Leoci, David e J. Alberto                    | Dedêco            | [ 31 ] |
| Lado B |                          |                                                            |                                                              |                   |        |
| Faixa  | Escola                   | Enredo                                                     | Autor                                                        | Intérprete        | Ref.   |
| 1      | Unidos do Cabuçu         | Um abraço na Cinelândia, 60 anos do Teatro Rival           | Zeca, João Anastácio, Wawa do Cabuçu e Nicolau               | Sidney Moreno     | [ 31 ] |
| 2      | Porto da Pedra           | Campo Cidade - Em busca da felicidade                      | Elmo Borges, Oswaldo Barba, Zacarias e Jorge Quentinho       | Wantuir           | [ 31 ] |
| 3      | Canários das Laranjeiras | Seu condutor, din din din, seu condutor                    | Tavinho do Azul, Telé e Valtinho da Ladeira                  | Márcio Souto      | [ 31 ] |
| 4      | Unidos de Lucas          | Os Quindins de Iaiá                                        | Ribeiro, Messias Doria, Altair Cardoso e Cosminho Magnata    | Neizão            | [ 31 ] |
| 5      | Em Cima da Hora          | No reflexo do espelho, a arte de dançar                    | Nunes, Tavares, André, Júlio Cesar e Marcos                  | Adilsinho         | [ 31 ] |

## 1996
Primeiro álbum de sambas enredo do grupo de acesso comercializado em CD.
| Faixa | Escola                | Enredo                                                              | Autor                                                                            | Intérprete (Participação Especial) | Ref.   |
| ----- | --------------------- | ------------------------------------------------------------------- | -------------------------------------------------------------------------------- | ---------------------------------- | ------ |
| 1     | São Clemente          | Se a Canoa não Virar, a São Clemente Chega Lá                       | Henrique Damião, Maurílio Faria e Flávio Oliveira                                | Nego Lindo                         | [ 32 ] |
| 2     | Cubango               | Dos Brasões do Reino de Portugal, Ao Esplendor da Bandeira Nacional | Henrique Inspiração, Paulinho Degrau, Huguinho e Maneco                          | Alexandre Lopes                    | [ 32 ] |
| 3     | Santa Cruz            | Ribalta - Luz, Sonho e Ilusão                                       | Hugo Reis                                                                        | Claudinho Tricolor (J. Bahia)      | [ 32 ] |
| 4     | Rocinha               | Bahia com Muito Amor                                                | Cavaco, Marquinhos, André Luís, Mais Velho e Carlinhos Madureira                 | Niltinho Oliveira                  | [ 32 ] |
| 5     | Engenho da Rainha     | Anjo Azul                                                           | JB, Bulla, Hélio Musquito, Wallace, Edson da Conceição, Klebinho, Dinho, DeMinas | Ciganerey                          | [ 32 ] |
| 6     | Vizinha Faladeira     | Elba Popular Brasileira                                             | Chapelen, Mingal e BH                                                            | Carlinhos Cantor                   | [ 32 ] |
| 7     | Arrastão de Cascadura | As Icamiabas                                                        | Amaury dos Santos, Netinho, Jacy Inspiração e Guto                               | Barreto                            | [ 32 ] |
| 8     | Unidos do Cabuçu      | Do Reclame ao Merchandising, a História da Propaganda no Brasil     | Carlos Werneck, Karlinhos Madureira, Sergio Magnata, Beto Pernada, Ney e Jadir   | Sidnei Moreno                      | [ 32 ] |
| 9     | Villa Rica            | A Lavagem do Bonfim                                                 | Gilmar L. Silva, Mauro Guaguinho e Vandro                                        | Nêgo Wando                         | [ 32 ] |
| 10    | Em Cima da Hora       | Iara Cigana, Canta, Dança e Toca, é Rio, é Rua, é Carioca           | Jeffinho, Bruno, Renato Miranda e Jayme César                                    | Rogerinho                          | [ 32 ] |

## 1997
| Faixa | Escola              | Enredo                              | Autor                                                                          | Intérprete                   | Ref.   |
| ----- | ------------------- | ----------------------------------- | ------------------------------------------------------------------------------ | ---------------------------- | ------ |
| 1     | Em Cima da Hora     | Sérgio Cabral, a Cara do Rio        | Cláudio Russo, Rogerinho, Paulo Cara Feia e Antônio Nick                       | Rogerinho                    | [ 33 ] |
| 2     | Arranco             | Chico Anísio, 50 anos de Humor      | Ormindo, Espanhol, Fernando, J.Comunidade e Nylson                             | Nylson                       | [ 33 ] |
| 3     | Tradição            | Os Balagandãs                       | Sandro Maneca e Taroba                                                         | Edimilton de Bem             | [ 33 ] |
| 4     | Acadêmicos do Dendê | Do Pasto Fantasia, do Gado Alegoria | Mingau, Leo da Ilha, Waldir, Ednaldo de Lima e Tonho                           | Carlinhos de Pilares         | [ 33 ] |
| 5     | Unidos do Cabuçu    | Todas as Marias de Nossa Terra      | Ney do Cabuçu, Carlos Werneck, Jadir, Sérgio Magnata, Beto Pernada e Di Miguel | Celsinho                     | [ 33 ] |
| 6     | Império da Tijuca   | A Coroa do Perdão na Terra de Oyó   | Ala dos Compositores                                                           | Hamilton Vidal               | [ 33 ] |
| 7     | Vizinha Faladeira   | A Cara Alegre e Colorida do Rio     | Regina, Ivone Lira, Carlinhos Lauvitor e Luisinho Proença                      | Ti Carlos e Carlos           | [ 33 ] |
| 8     | Unidos da Ponte     | Da lata do lixo ao luxo da lata     | Sidney de Pilares, Almir de Araújo, Mazaro, Guga e Souza                       | Zé Paulo e Sidney de Pilares | [ 33 ] |
| 9     | Caprichosos         | Do Tambor ao Computador             | Carlinhos da Ceasa, Darci Maravilha e Flavinho                                 | Luizito                      | [ 33 ] |
| 10    | São Clemente        | A São Clemente Botafogo na Sapucaí  | Ricardo Góes, Ronaldo Soares, Chocolate, Nivaldo e Fernando de Lima            | Márcio Souto                 | [ 33 ] |

## 1998
Neste CD não consta o samba da São Clemente, que foi produzido e distribuído de forma independente pela escola. Em seu lugar foi gravado o samba do Jacarezinho, que desfilou no Grupo de Acesso B.
| Faixa | Escola            | Enredo                                              | Autor                                                                       | Intérprete (Participação Especial) | Ref.   |
| ----- | ----------------- | --------------------------------------------------- | --------------------------------------------------------------------------- | ---------------------------------- | ------ |
| 1     | Unidos da Ponte   | Quem pode pode no Pagode se sacode                  | Eduardo do Villar, Eliseu da Matriz, Barriga e Dodô                         | Bira Inspiração                    | [ 34 ] |
| 2     | Santa Cruz        | O exagerado Cazuza nas terras de Santa Cruz         | José Luís e Cláudio Carioca                                                 | Carlinhos de Pilares J. Paixão     | [ 34 ] |
| 3     | Rocinha           | Tá... na ponta da língua                            | Pimentel, Virgilato, Soca e Maurício Amorim                                 | André Luís                         | [ 34 ] |
| 4     | Império da Tijuca | Elymar Superpopular                                 | Preto Velho, Laerte, Gilmar, Regina, Orlando Português e Adilson da Viola   | Paulinho Mocidade                  | [ 34 ] |
| 5     | Em Cima da Hora   | Quem é você, Zuzu Angel? Um anjo feito mulher       | Escurinho, Reinaldo, Jorginho, Julinho e Naldo                              | Adilsinho                          | [ 34 ] |
| 6     | Estácio           | Cem anos de cultura - Academia Brasileira de Letras | Elcy, Marcelinho, Roberto e Eduardo Martins                                 | Edmilton di Bem                    | [ 34 ] |
| 7     | Jacarezinho       | Jacarezinho é... Etnias na Sapucaí                  | Jorge Branco, Walter Veneno, Beto M., Mascote e Moacir M.                   | Eliezer                            | [ 34 ] |
| 8     | Império Serrano   | Sou o ouro negro da mãe África                      | Gonzagão, Gonzaguinha, Deo Alexandre, Ótavio, Paulinho e Marcão da Serrinha | Carlinhos da Paz                   | [ 34 ] |
| 9     | Cubango           | A odisséia cubanga nos verdes mares                 | Marcio Souto, Marcio André, Fernando de Lima, Boró e Huguinho               | Marcio Souto                       | [ 34 ] |
| 10    | Lins Imperial     | Búzios: o paraíso da humanidade                     | Mazinho Sá, Newton, José Antônio e Armando Oliveira                         | Edmilson Villas (Alcione)          | [ 34 ] |

## 1999
Este álbum foi comercializado juntamente com o jornal O Dia. A Unidos da Ponte não teve seu samba incluído no CD de 1999, já que, quando seu desfile no segundo grupo havia sido confirmado, o CD já estava gravado. A escola pleiteava desfilar pelo grupo especial em 1999. 
| Faixa | Escola            | Enredo                                                           | Autor                                                                                            | Intérprete                   | Ref.   |
| ----- | ----------------- | ---------------------------------------------------------------- | ------------------------------------------------------------------------------------------------ | ---------------------------- | ------ |
| 1     | Unidos da Tijuca  | O dono da terra                                                  | Vicente das Neves, Carlinhos Melodia, Haroldo Pereira, Rono Maia e Alexandre Alegria             | David do Pandeiro            | [ 36 ] |
| 2     | Estácio           | No Passo do Compasso... A Estácio no Sapatinho!                  | Roberto Eloy, Wagner Cristal e Cacá                                                              | Edimilton di Bem             | [ 36 ] |
| 3     | Santa Cruz        | Abraham Medina em Noite de Gala                                  | Pepê, Carroça, Marcelo Porquinho e Charuto                                                       | Carlinhos de Pilares         | [ 36 ] |
| 4     | Porto da Pedra    | E na farofa do confete tem limão, tem serpentina...              | Osvaldo Barba, Manuelzinho Madrugada, Evaldo, Aloísio, Heron, Laudelino, Soares e Helvecio Sabiá | Ito Melodia                  | [ 36 ] |
| 5     | Em Cima da Hora   | Horas...Eras de glórias...e outras histórias...                  | Jayme César, Cláudio Russo, Biscoito, Paulinho Cara Feia, Alvinho e Amaral                       | Tiãozinho Cruz               | [ 36 ] |
| 6     | Unidos do Cabuçu  | O meu cabelo não nega                                            | Sereno, Carlinhos Melodia Júnior e Nicolau                                                       | Sereno                       | [ 36 ] |
| 7     | Cubango           | Tempero, uma pitada na história                                  | Eduardo Poeta, Mário di Minas, Quinzinho, Jo Ennes, Lênio da Costa e Eduzinho                    | Márcio Souto                 | [ 36 ] |
| 8     | Villa Rica        | Sargentelli, lenda viva do Ziriguidum                            | Mauro Gaguinho, Manuelzinho Poeta e Lelo de Cordovil                                             | Nêgo                         | [ 36 ] |
| 9     | Jacarezinho       | Jacarezinho canta e se encanta com os mistérios do Senhor da Luz | Machado, Bigo, Thionio, Feijão, Joelsom, Xandi de Pilares e Piu                                  | Thiônio e Joelson            | [ 36 ] |
| 10    | Império da Tijuca | No palco da alegria, Molejão é rei nesta folia                   | Nogueirinha, Toninho Gentil, Gracielle e Marco Batista                                           | Jackson Nogueira e Djalminha | [ 36 ] |

## 2000
| Faixa | Escola            | Enredo                                                    | Autor                                                                        | Intérprete           | Ref.   |
| ----- | ----------------- | --------------------------------------------------------- | ---------------------------------------------------------------------------- | -------------------- | ------ |
| 1     | Estácio           | Envergo, mas não quebro                                   | Gílio, Ricardo, Russo, Carlinhos Tizil, J. Araújo e Dominguinhos do Estácio  | Nego Martins         | [ 37 ] |
| 2     | Santa Cruz        | Brasil, do extrativismo à reciclagem, 500 anos de riqueza | Dito Foguete e Carlinhos Moleque                                             | Carlinhos de Pilares | [ 37 ] |
| 3     | Jacarezinho       | Do Barão à Fundação, 100 anos à serviço da nação          | Bizuca, Gilson, Walter, Adenildo, Lula, Thionio, Carvalhaes e Maurício Alves | Joelson              | [ 37 ] |
| 4     | Em Cima da Hora   | Oswaldo Cruz, a saga de um herói brasileiro               | Marcos, Julio Cesar, Antonio da Primavera e Sérgio                           | Tiãozinho Cruz       | [ 37 ] |
| 5     | Unidos do Cabuçu  | Brasil 500... Ano 2000, Cabral faz a festa no Brasil      | Paulo Samara, Anderson e Márcio                                              | Sereno               | [ 37 ] |
| 6     | Cubango           | Por Uma Independência de Fato                             | Celso Tropical, Rolian do Cavaco, Pepê, William e Altair                     | Elza Soares          | [ 37 ] |
| 7     | Império da Tijuca | O ouro vermelho de Pati do Alferes                        | Boró, Paulinho RJ, Zezé Palhinha e Udson                                     | Celino Dias          | [ 37 ] |
| 8     | Rocinha           | O sonho da França Antártica de Villegagnon                | Beto da Sopa, Marcelo D'Aguiã, Josuel Pagão e Márcio Monteiro                | Zezé da Rocinha      | [ 37 ] |
| 9     | Inocentes         | Petrópolis - Roxo de amor por você                        | Xande, Luis Carlos, João da Light, Abílio Mestre Sala, Amorim e Dino         | Pixulé               | [ 37 ] |
| 10    | Paraíso do Tuiuti | Um monarca na fuzarca                                     | César Som Livre, Jurandir, Meia Noite, Gil, Arere, Tunico e Serginha da Ilha | Ciganerey            | [ 37 ] |
| 11    | Império Serrano   | Os canhões de Guararapes                                  | Paulinho Manahú, Marco Cabeça Branca e Zé Ferreira                           | Carlinhos da Paz     | [ 37 ] |
| 12    | São Clemente      | No ano 2000, a São Clemente é Tupi com Sergipe na Sapucaí | Helinho 107, Cláudio Filé, Reginaldo Bessa e Leonardo Alegria                | Rixxah               | [ 37 ] |

## 2001
| Faixa | Escola              | Enredo                                                                      | Autor                                                                   | Intérprete       | Ref.   |
| ----- | ------------------- | --------------------------------------------------------------------------- | ----------------------------------------------------------------------- | ---------------- | ------ |
| 1     | Estácio             | E aí, tem patrocínio? Temos: José                                           | Edyr Carvalho, Zé Pezão, Zé Carlos, Fernando de Lima                    | Nego Martins     | [ 38 ] |
| 2     | Santa Cruz          | Mário Lago - Na rolança do tempo, uma vida de histórias                     | Da Roça, Luís Carlos Fininho, Henri, Ditão, Luisinho Andanças           | Cláudio Tricolor | [ 38 ] |
| 3     | Villa Rica          | Da Vila Olímpica à Villa Rica, "Chiquinho da Mangueira, um exemplo de vida" | Waguinho do Cavaco, Alexandre Sena, Élson Pinheiro                      | Luizito          | [ 38 ] |
| 4     | São Clemente        | A São Clemente mostrou e nada mudou neste Brasil gigante                    | Rodrigo Índio, Eugênio Leal, Fabinho e Paulo Renato                     | Anderson Paz     | [ 38 ] |
| 5     | Boi da Ilha         | Orun-Ayê                                                                    | Aloísio Villar, Paulo Travassos, Clodoaldo Silva, Silvana da Ilha       | Ronaldo Yllê     | [ 38 ] |
| 6     | Unidos da Ponte     | Em azul e branco meu coração se deixou levar                                | Mazinho, Luisinho, Veludinho, Ambrósio                                  | Rixxah           | [ 38 ] |
| 7     | Inocentes           | Região dos Lagos - A Inocentes é folia na terra do sol e do sal             | Waltinho LP, Dino, Naldo Poeta, PC do Balanço, Tuninho Catuaba, Batista | Tem Tem          | [ 38 ] |
| 8     | Império da Tijuca   | Macaé, a princesinha do Atlântico                                           | Adilson Tatu, Gago                                                      | Celino Dias      | [ 38 ] |
| 9     | Porto da Pedra      | Um sonho possível - Crescer e viver agora é lei!                            | Hugo Leal e Flávio Lauria                                               | Ito Melodia      | [ 38 ] |
| 10    | Em Cima da Hora     | Goiá Tacá Amopi - O Campo das Delícias                                      | Felizardo Manhães, Toninho Shita, Ricardo Mendonça                      | Jardel do Cavaco | [ 38 ] |
| 11    | Leão de Nova Iguaçu | Allah-la-ô, um Carnaval das Arábias                                         | Tavinho Dafé, José Jorge, Paulinho T.J., Pixulé                         | Pixulé           | [ 38 ] |
| 12    | Vila Isabel         | Estado Maravilhoso cheio de encantos mil                                    | Claudinho, Miguel Bedê, Jejê do Caminho e Haroldo Filho                 | Jorge Tropical   | [ 38 ] |

## 2002
| Faixa | Escola               | Enredo                                                              | Autor                                                                           | Intérprete        | Ref.   |
| ----- | -------------------- | ------------------------------------------------------------------- | ------------------------------------------------------------------------------- | ----------------- | ------ |
| 1     | União de Jacarepaguá | Asas: sonho de muitos, privilégio de poucos, tecnologia de todos    | Luisinho Oliveira, Alexandre Valle, Ulisses, Henrique Guerra e Élio Sabino      | Tiãozinho Cruz    | [ 39 ] |
| 2     | Boi da Ilha          | Boi da Ilha é Holambra, a tulipa brasileira                         | Aloísio Villar, Paulo Travassos, Roger Linhares, Cadinho da Ilha e Mestre Arerê | Roger Linhares    | [ 39 ] |
| 3     | Vila Isabel          | O glorioso Nilton Santos... Sua bola, sua vida, nossa Vila...       | Leonel, Serginho 20, Si, Leno Dias e Ivan da Wanda                              | Jorge Tropical    | [ 39 ] |
| 4     | Santa Cruz           | Papel - Das origens à folia - História, arte e magia                | Doutor, Jorge Charuto, Eli Penteado, Fernando de Lima e Pepê                    | Luizinho Andanças | [ 39 ] |
| 5     | Império da Tijuca    | Vossa Excelência: Feijão com Arroz                                  | Gago, Marcos Glorioso e Jorge Nascimentho                                       | Jackson Nogueira  | [ 39 ] |
| 6     | União da Ilha        | Folias de Caxias - De João a João... É o carnaval da União          | Maurício 100, Fuzil, Ronaldo Maiato, Muca, Ronald, Niva e Régis                 | Ito Melodia       | [ 39 ] |
| 7     | Villa Rica           | Sou rei, sou Rio, sou Villa Rica do Norte                           | Zezé Fonseca, Nego Zinho, Marciano e J. Vieira                                  | Nego Martins      | [ 39 ] |
| 8     | Rocinha              | Na Rocinha, O Povo é sempre notícia                                 | Marquinhos, Cavalcante, Tio Lua, André e Valdinês                               | Zezé da Rocinha   | [ 39 ] |
| 9     | Estácio              | Nos braços do Povo, na passarela do Samba... 50 anos de O Dia       | Edyr Carvalho, Zé Pezão, Zé Carlos e Fabinho Paz                                | Serginho do Porto | [ 39 ] |
| 10    | Leão de Nova Iguaçu  | Do esplendor Diamantino aos sonhos dourados de Juscelino            | Jadir Medes, Mauro Naval, Emerson Mattos e Belinha                              | Pixulé            | [ 39 ] |
| 11    | Unidos da Ponte      | De Minas para o Brasil – Tancredo Neves, o mártir da Nova República | Gugu das Candongas e Pardal                                                     | Rixxah            | [ 39 ] |
| 12    | Paraíso do Tuiuti    | Arlindo, arlequins e querubins: um carnaval no Paraíso              | Waltinho Fontoura, Bahia, Luís Pinheiro e Catimba do Tuiuti                     | Ciganerey         | [ 39 ] |

## 2003
| Faixa | Escola               | Enredo | Autor | Intérprete                                   | Ref.   |
| ----- | -------------------- | --- | --- | -------------------------------------------- | ------ |
| 1     | Inocentes da Baixada | O Gênio da Inocentes e a Lâmpada Maravilhosa                                                                                 | Zé Mauro, Toninho Gentil, Arnaldo Lyrio e Moleque Silveira                                                                                                  | Bruno Ribas                                  | [ 40 ] |
| 2     | Cubango              | Cândido Mendes - Um Século de Paixão na História da Educação                                                                 | Quinzinho, Eduardo Poeta, Eduzinho, Lenio da Cotia e Sardinha                                                                                               | Palito do Porto                              | [ 40 ] |
| 3     | Unidos da Ponte      | De Graham Bell a Sérgio Motta - Um salto para a modernidade                                                                  | Gugu das Candongas, Ito Melodia, Jefferson Martins, Maurício Miranda                                                                                        | Nélio Marins                                 | [ 40 ] |
| 4     | Boi da Ilha          | Em 500 anos de glórias, Cabo Frio conta e canta sua história                                                                 | Aloísio Villar, Cadinho da Ilha, Jorginho Batuqueiro, Jorjão, Jacaré, Mestre Arerê, Milton, Patinho, Paulo Travassos, Roger Linhares, Valfredo e Wellington | Cadinho da Ilha Flávio Martins Gilson Bacana | [ 40 ] |
| 5     | Paraíso do Tuiuti    | Tuiuti Desfila o Brasil em Telas de Portinari                                                                                | Emerson Cristianes, Doutor, Silvão, Eli Penteado e Fernando de Lima                                                                                         | Clóvis Pê                                    | [ 40 ] |
| 6     | União de Jacarepaguá | O do cupim é do capim | Almicar, Edinho e Henrique Martins | Rixxah                                       | [ 40 ] |
| 7     | União da Ilha        | Chega em seu cavalinho azul uma bruxinha boa. A Ilha trouxe do céu Maria Clara Machado                                       | Marcio André, Almir da Ilha, Miguel e Roxinho | Ito Melodia                                  | [ 40 ] |
| 8     | Rocinha              | Nas Asas da Realização, entre Glórias e Tradições, a Rocinha faz a festa dos 100 Anos de Campeão... Sou Tricolor de Coração! | Thiago, Branco, Fabiano, Diego e Rubinho | Carlinhos de Pilares                         | [ 40 ] |
| 9     | Vila Isabel          | Oscar Niemeyer, o Arquiteto no Recanto da Princesa                                                                           | Jorge Tropical | Jorge Tropical e Tinga                       | [ 40 ] |
| 10    | Leão de Nova Iguaçu  | Beleza: a eterna busca do ser                                                                                                | Kim da Velha-Guarda, Marcinho, Cléber e Tide | Pixulé                                       | [ 40 ] |
| 11    | Estácio              | Um banho da Natureza - Cachoeiras de Macacu                                                                                  | Reginaldo, Tião Larrieu, Magrão, Arthur 104, Ge de Ogun e Batista Coqueiral                                                                                 | Serginho do Porto                            | [ 40 ] |
| 12    | São Clemente         | Mangaratiba, Uma História de Lutas para todos que Amam a Terra e a Liberdade                                                 | Alexandre Araujo, Diego Mendes e Rodrigo Telles | Anderson Paz                                 | [ 40 ] |

## 2004
| Faixa | Escola               | Enredo                                                                                       | Autor                                                                                 | Intérprete           | Ref.   |
| ----- | -------------------- | -------------------------------------------------------------------------------------------- | ------------------------------------------------------------------------------------- | -------------------- | ------ |
| 1     | Alegria da Zona Sul  | Dorival Caymmi, o mar e o tempo nas areias de Copacabana                                     | Gilmar Nogueira, Jorge Madrugada e Pedrinho Cassa                                     | Niltinho Oliveira    | [ 41 ] |
| 2     | União de Jacarepaguá | Rio de Janeiro - O Rio que o mundo inteiro ama                                               | Luisinho Oliveira, Alexandre Valle, Serginho Mato Alto, Elio Sabino e Henrique Guerra | Rixxah               | [ 41 ] |
| 3     | Lins Imperial        | 75 anos de Mangueira - É bom se segurar, que a poeira vai subir                              | Tuil Pontes, Gutinho, Leonardo Bessa, Jorge Bucos, Lula, Paulinho Poeta e Condonga    | Clóvis Pê            | [ 41 ] |
| 4     | Estácio              | A Estácio é dez, o Brasil é mil e a fome é zero                                              | Marquinhos, Da Latinha, Pedrinho, Julinho e Pinto                                     | Serginho do Porto    | [ 41 ] |
| 5     | Paraíso do Tuiuti    | Olha que coisa mais linda, o poeta está no Paraíso                                           | Eric e Zezé                                                                           | Ciganerey            | [ 41 ] |
| 6     | Vila Isabel          | A Vila é Para Ti                                                                             | Leonel, Serginho 20, Sidney Sã, Prof. Newtão e André Diniz                            | Tinga                | [ 41 ] |
| 7     | Cubango              | Cubango é shopping, no mundo do toma lá dá cá                                                | Fábio Gomes, Fernando Gaguinho, Gegê, Aderbal e Délio                                 | Tiãozinho Cruz       | [ 41 ] |
| 8     | Santa Cruz           | Nas páginas do Brasil, Santa Cruz escreveu sua história                                      | Ditão, Marquinho Bombeiro, Doutor, Gil e Fernando de Lima                             | Luizinho Andanças    | [ 41 ] |
| 9     | Rocinha              | O mago do novo, João do povo                                                                 | Luisinho, Issac, Bitinho e Carlinhos Fiscal                                           | Carlinhos de Pilares | [ 41 ] |
| 10    | Inocentes da Baixada | Sorria... Sou Rio, sou Carioca, sou Inocentes, sou Pan e serei Olimpíadas                    | Naldo, Flávio Borges, Eduardo Fontes, Reinaldo Grey e Paulinho Bala                   | Bruno Ribas          | [ 41 ] |
| 11    | Leão de Nova Iguaçu  | Insano Planeta Insone                                                                        | Jadir Mendes, Ratinho, Belinha e Manga                                                | Pixulé               | [ 41 ] |
| 12    | União da Ilha        | Com Pandeiro ou sem Pandeiro... Eu Brinco. Com Dinheiro ou sem Dinheiro... Eu também Brinco! | Miguel, Tote, Carlinhos do Sete e Tino Ayres                                          | Ito Melodia          | [ 41 ] |

## 2005
| Faixa | Escola               | Enredo                                                                                             | Autor | Intérprete         | Ref.   |
| ----- | -------------------- | -------------------------------------------------------------------------------------------------- | --- | ------------------ | ------ |
| 1     | Rocinha              | Um mundo sem fronteiras                                                                            | Marcelo Zona Sul, Josias CD, Valdo, J. Jorge Tangará e Seu Carlos                                                               | Alexandre D'Mendes | [ 42 ] |
| 2     | Cubango              | O fruto da África de todos os Deuses no Brasil de fé! Candomblé...                                 | Flavinho Machado, Rogerão, Gilberth de Castro, Rubinho, Carlinhos da Penha e Rafael                                             | Tiãozinho Cruz     | [ 42 ] |
| 3     | Vizinha Faladeira    | 2222 Gil o Expresso da cultura do Brasil                                                           | Lula, Dr. Magson, Clóvis e Humberto                                                                                             | Marcelinho         | [ 42 ] |
| 4     | Renascer             | Espelho, espelho meu!                                                                              | Jayme César, Ivani Ramos, Ciganerey, Marcelo Silva, Nilso Castro, Julinho Cá e Jefinho do Amaral                                | Rogerinho Renascer | [ 42 ] |
| 5     | Santa Cruz           | Rio Conquistas e Glórias de Uma Cidade de Histórias                                                | Ditão, Marquinho Bombeiro, Doutor, Eli Penteado, Fernando de Lima, J. Charuto, Marcelo Borboleta, Careca, Rafael e Valdir Paiva | Daniel Silva       | [ 42 ] |
| 6     | São Clemente         | Velho é a vovozinha, a São Clemente enrrugadinha e gostosinha                                      | Diego Mendes, Eugênio Leal, Alexandre Araújo, Rodrigo Telles e Armandinho do Cavaco                                             | Clóvis Pê          | [ 42 ] |
| 7     | União da Ilha        | Das veredas dos trilhos a um sonho de fé, a Ilha traz a conquista do pináculo "Corcovado tentação" | Djalma Falcão, Bicudo e Marco Moreno                                                                                            | Ito Melodia        | [ 42 ] |
| 8     | União de Jacarepaguá | Iriruama, Arara o ama, Por toda a eternidade                                                       | Luisinho Oliveira, Henrique Guerra, Élio Sabino, Serginho Mato Alto e Ulisses PQD                                               | Rixxah             | [ 42 ] |
| 9     | Alegria da Zona Sul  | Teatro Rival, 70 anos de resistência cultural                                                      | Adílson Silva, Bitar, Marcelinho Santos e Pixulé                                                                                | Pixulé             | [ 42 ] |
| 10    | Paraíso do Tuiuti    | Cravo de Ouro, eu também sou da Lira e não quero negar                                             | Cel, Jurandir, Pelé, Reza e Wanderlei                                                                                           | Ciganerey          | [ 42 ] |
| 11    | Faixa Bônus          | Samba Exaltação 70 anos                                                                            | Bola e Cobrinha | Rixxah             | [ 42 ] |

## 2006
Este álbum foi comercializado em CD Duplo, juntamente com o do Grupo de acesso B.
| Faixa       | Escola              | Enredo                                                                | Autor | Intérprete (Participação Especial) | Ref.   |
| ----------- | ------------------- | --------------------------------------------------------------------- | --- | ---------------------------------- | ------ |
| 1           | Estácio             | Quem é Você? (Reedição do carnaval de 1984)                           | Darcy do Nascimento, Jangada e Dominguinhos do Estácio                                                                                              | Talarico (Dominguinhos do Estácio) | [ 43 ] |
| 2           | Santa Cruz          | Liberdade, Igualdade, Fraternidade: Um sonho chamado França           | Doutor, Marquinhos Bombeiro, Ditão, Eli Penteado e Fernando de Lima                                                                                 | Daniel Silva                       | [ 43 ] |
| 3           | São Clemente        | De Gonzagão a Gonzaguinha: em Vida de Viajante                        | Rodrigo Índio, Naldo, Ricardo Góes, Fabio Rossi e Cláudio Filé                                                                                      | Leonardo Bessa                     | [ 43 ] |
| 4           | Vizinha Faladeira   | Adorável loucura na cidade do encantamento                            | Neném Filho, Leo Torres, Klaus Munan e Ivan Zevete                                                                                                  | Marcelinho                         | [ 43 ] |
| 5           | Renascer            | A Divina Comédia Brasileira                                           | Cláudio Russo, Carlinho do Cavaco, Julinho Cá e Jefinho do Amaral                                                                                   | Rogerinho Renascer                 | [ 43 ] |
| 6           | Arranco             | Gueledés, o Retrato da Alma                                           | Sylvio Paulo, Espanhol, Fernando, Bola e Bira Só Pagode                                                                                             | Zé Paulo                           | [ 43 ] |
| 7           | Cubango             | Na Magia da Escrita, a Viagem do Saber                                | Diego Nicolau, Marcelo Camões, Gustavo Soares, Luciano Tinoco e Bruno Derani                                                                        | Tiãozinho Cruz                     | [ 43 ] |
| 8           | União da Ilha       | As Minas del-Rei São João                                             | Maurício Maia, Ricardo Grassano, Carlinhos Fuzil, Niva, Muca, Alberto Varjão, Carlinhos Danoninho, Adilson Cobra Criada, Bebeto do Arrastão e Pinto | Ito Melodia                        | [ 43 ] |
| 9           | Alegria da Zona Sul | A Alegria é show de bola                                              | Henrique Balanshow, Valtinho BV, Augustinho Santos, Mará, Dário Lima, André do Cavaco, Xande, J.Júnior, Doum, Gago, Glorioso e Tadeu                | Ciganerey                          | [ 43 ] |
| 10          | Tradição            | Bahia de todos os deuses (Reedição do carnaval de 1969, do Salgueiro) | Bala e Manuel Rosa | Igor Vianna                        | [ 43 ] |
| Faixa Bônus | Faixa Bônus         | Felizes para Sempre                                                   | Aluísio Machado, Mema Garretano e Elio Sabino | Aroldo Melodia e Rixxah            | [ 43 ] |

## 2007
Este álbum foi comercializado em CD Duplo, juntamente com o do Grupo de Acesso B.
| Faixa | Escola            | Enredo                                                              | Autor                                                                                        | Intérprete         | Ref.   |
| ----- | ----------------- | ------------------------------------------------------------------- | -------------------------------------------------------------------------------------------- | ------------------ | ------ |
| 1     | Caprichosos       | Com todo o gás a Caprichosos acende a chama deste carnaval          | Aurélio Proença, Paulo Aparício, Mário Gordo, Célio Cebolinha, Baixinho                      | Clóvis Pê          | [ 44 ] |
| 2     | Rocinha           | Gigante Mundo dos Pequenos                                          | Claudinho, Leleco, Maurício Amorim                                                           | Ronaldo Yllê       | [ 44 ] |
| 3     | Tradição          | Passarinho, passarola quero ver voar (Reedição do carnaval de 1994) | Jajá Maravilha, Aniceto, Tonho, Sandro Maneca, Jurandir, Jorge Makumba, Lourenço             | Igor Vianna        | [ 44 ] |
| 4     | Santa Cruz        | O tempo que o tempo tem                                             | Marcelo Borboleta, Charuto, Ditão, Valdir, Fernando de Lima                                  | David do Pandeiro  | [ 44 ] |
| 5     | Arranco           | Sinfonia Brasileira das quatro estações                             | Carlinhos Maciel, Marcelo Poesia, Jairo do Recreio, Zilmar Conde                             | Ciganerey          | [ 44 ] |
| 6     | União da Ilha     | Ripa na tulipa, Ilha!                                               | Alberto Varjão, Carlinhos Fuzil, Jorginho, Maurício Maia, Niva                               | Ito Melodia        | [ 44 ] |
| 7     | São Clemente      | Barrados no baile                                                   | Alemão do táxi, Carlinhos da Penha, Maninho, Gil Melodia, Jassa                              | Leonardo Bessa     | [ 44 ] |
| 8     | Império da Tijuca | O intrépido santo guerreiro                                         | Bola                                                                                         | Douglas Silva      | [ 44 ] |
| 9     | Cubango           | De fio a fio na real. Pra lá, pra li, Paracambi                     | Arthur Bernardes, Sardinha, Junior Duarte, Carlinhos da Penha, Edson Carvalho                | Tiãozinho Cruz     | [ 44 ] |
| 10    | Renascer          | Jacarepaguá, fábrica de sonhos                                      | Cláudio Russo, Carlinhos Detran, Marquinhos, Flavinho do cavaco, André Malheiros, Julinho Cá | Rogerinho Renascer | [ 44 ] |

## 2008
Este álbum foi comercializado em CD Duplo, juntamente com o do Grupo de acesso B.
| Faixa | Escola            | Enredo                                                                                      | Autor | Intérprete         | Ref.   |
| ----- | ----------------- | ------------------------------------------------------------------------------------------- | --- | ------------------ | ------ |
| 1     | Rocinha           | Rocinha é minha vida. Nordeste é a minha história                                           | Isaac, Wander Timbalada, Bitinha, Lula Antunes, Mauro Barros                                             | Anderson Paz       | [ 45 ] |
| 2     | Império da Tijuca | 200 anos da corte real nos jardins da família imperial                                      | Guilherme Sá, Jota, Pingo, Alípio Carmo, Prof. Peixoto                                                   | Douglas Silva      | [ 45 ] |
| 3     | Santa Cruz        | Da Abertura dos Portos à Cidade do Porto, Itaguaí Uma História Real                         | Melo, Foca, Hipólito, Lelê, Márcio Bombeiro, Marcelo Borboleta, Charuto, Ditão, Valdir, Fernando de Lima | David do Pandeiro  | [ 45 ] |
| 4     | Lins Imperial     | Apresento-lhes com louvor,meu pai querido, D. João VI                                       | Silvão, Rodrigo Maia, Francisco do Pagode, Aníbal, Jerônimo GG                                           | Celino Dias        | [ 45 ] |
| 5     | Império Serrano   | Taí... eu fiz tudo pra você gostar de mim                                                   | Marcão, Marcelo Ramos, Vando Diniz, Chupeta, Henrique Hoffmann, William Black, Nato, Zé Paulo            | Gonzaguinha        | [ 45 ] |
| 6     | União da Ilha     | É hoje o dia (Reedição de "É Hoje!" do carnaval de 1982)                                    | Didi e Mestrinho                                                                                         | Ito Melodia        | [ 45 ] |
| 7     | Renascer          | É chegado a Portugal o tempo de padecer se te oprime a cruel França sorte melhor hás de ter | Adriano Cesário, Josemar, Teleco, Julião, Leleo                                                          | Rogerinho Renascer | [ 45 ] |
| 8     | Cubango           | Mercedes Batista, de Passo a Passo, um Passo                                                | Arthur Bernardes, Sardinha, Júnior Duarte, Carlinhos da Penha, Diego Nicolau                             | Tiãozinho Cruz     | [ 45 ] |
| 9     | Caprichosos       | De Santo Antônio de Sá ao Polo Petroquímico, Itaboraí... uma terra abençoada!               | Aurelio Proença, Paulo Apparicio, Adão, Julio Cesar, Paulo Roberto                                       | Zé Paulo           | [ 45 ] |
| 10    | Estácio           | História do Futuro                                                                          | Edson Marinho, Alexandre D’Mendes, Marechal, Luisinho do Goró, Zé Luís, Dilson Camafeu                   | Serginho do Porto  | [ 45 ] |

## 2009
Este álbum foi o primeiro e único CD comercializado pela EMI Music e com a vigência da Liga das Escolas de Samba do Grupo de Acesso.
| Faixa | Escola            | Enredo                                                                                      | Autor                                                                             | Intérprete              | Ref.          |
| ----- | ----------------- | ------------------------------------------------------------------------------------------- | --------------------------------------------------------------------------------- | ----------------------- | ------------- |
| 1     | São Clemente      | O Beijo Moleque da São Clemente                                                             | Rodrigo Índio, Alexandre Araújo, Fábio Rossi, Rodrigo Telles e Armando Daltro     | Leonardo Bessa          | [ 46 ] [ 47 ] |
| 2     | Estácio           | Que chita bacana                                                                            | Osmar, Marcelo Buda, Antonio da Conceição, Magu, Nenéu, Hugo Bruno e Lúcio Moraes | Serginho do Porto       | [ 46 ] [ 47 ] |
| 3     | Inocentes         | Do Rio Grande do Sul ao Rio de Janeiro, a Inocentes canta Brizola, a voz do povo brasileiro | Billy County, Ediespuma, Abílio Mestre-Sala, Licinho Jr, Marcelinho Santos e Alex | Dominguinhos do Estácio | [ 46 ] [ 47 ] |
| 4     | Paraíso do Tuiuti | O Cassino da Urca                                                                           | Aníbal, Gilmar Silva, Jurandir, Jerônimo GG, Jurandir Terra e Fábio Malafaia      | Ciganerey               | [ 46 ] [ 47 ] |
| 5     | Império da Tijuca | O Mundo de Barro do Mestre Vitalino (Reedição do carnaval de 1977)                          | Biel Reza Forte, João Gabriel dos Santos e Osmar Chipoleti                        | Pixulé                  | [ 46 ] [ 47 ] |
| 6     | União da Ilha     | Viajar é preciso - viagens extraordinárias através de mundos conhecidos e desconhecidos     | Ito Melodia, Gugu das Candongas, Léo da Ilha, Sardinha, Rafael Bronze e Marcinho  | Ito Melodia             | [ 46 ] [ 47 ] |
| 7     | Rocinha           | Tem Francesinha no salão... O Rio no Meu Coração                                            | Leandro RC, Binho, FM, Segal e Douglas Silva                                      | Anderson Paz            | [ 46 ] [ 47 ] |
| 8     | Renascer          | Como vai, vai bem? Veio a pé ou veio de trem?                                               | Gabriel da Penha, Leandro Nogueira, Luís Gustavo, Deco e Hélio Luna               | Rogerinho Renascer      | [ 46 ] [ 47 ] |
| 9     | Santa Cruz        | SOS planeta Terra - Santuário da vida                                                       | Marcelo Borboleta, Charuto, Xerú, Bolão e Macumbinha                              | Celino Dias             | [ 46 ] [ 47 ] |
| 10    | Caprichosos       | No transporte da alegria... Me leva Caprichosos a caminho da folia                          | Jorginho Moreira, Sidney de Pilares, Prof. Laranjo, JB e Celso Bombeiro           | Zé Paulo                | [ 46 ] [ 47 ] |

## 2010
| Faixa | Escola                 | Enredo                                                              | Autor                                                                                       | Intérprete (Participação Especial)                                    | Ref.   |
| ----- | ---------------------- | ------------------------------------------------------------------- | ------------------------------------------------------------------------------------------- | --------------------------------------------------------------------- | ------ |
| 1     | Renascer               | Aquaticópolis                                                       | Cláudio Russo, Adriano Cesário, Tinga, Fábio Costa e Beto Lima                              | Rogerinho Renascer                                                    | [ 48 ] |
| 2     | Rocinha                | Ykamiabas                                                           | Marcão R1, Leandro R1, Leléco, De Araújo, Marcelo PAC e Leonardo Porto                      | Leléu                                                                 | [ 48 ] |
| 3     | São Clemente           | Choque de Ordem na folia                                            | Luiz Carlos, Marquinhos Gravino, Alex Jouber, Rubinho Salomão e Marcelo D. Noite            | Leonardo Bessa                                                        | [ 48 ] |
| 4     | Estácio                | Deixa Falar, a Estácio é isso aí. Eu visto esse manto e vou por aí  | Gusttavo Clarão, Thiago Daniel, Da Latinha, Igor e Claudinho Vagareza                       | Serginho do Porto (Dominguinhos do Estácio)                           | [ 48 ] |
| 5     | Santa Cruz             | Nos passos do compasso                                              | Doutor, Ditão, Bolão, Macumbinha e Fernando de Lima                                         | Igor Vianna                                                           | [ 48 ] |
| 6     | Paraíso do Tuiuti      | Eneida, o pierrot está de volta                                     | Aníbal, Junior Fionda, Luis Caxias, Marcio de Campos Novos, Reza e Ceí                      | Anderson Paz                                                          | [ 48 ] |
| 7     | Império da Tijuca      | Suprema Jinga - Senhora do trono Brazngola                          | Marcio André, Djalma Falcão, Ito Melodia, Grassano e J. Carlos                              | Pixulé                                                                | [ 48 ] |
| 8     | Inocentes              | Água para prover a vida                                             | Jair PQD, Zé Carlos, Gilmar e Peniche                                                       | Preto Jóia                                                            | [ 48 ] |
| 9     | Caprichosos            | E por falar em saudade (Reedição do carnaval de 1985)               | Almir Araújo, Marquinhos Lessa, Hércules Corrêa, Balinha e Carlinhos de Pilares             | Thiago Brito                                                          | [ 48 ] |
| 10    | Império Serrano        | João das ruas do Rio                                                | Marcelo Ramos, Henrique Hoffmann, Paulinho Valença, Willian Black e Popeye                  | Bira Silva, André Moreno, Cremilson Silva Jovaci e Arthur da Mocidade | [ 48 ] |
| 11    | Unidos de Padre Miguel | Aço: Universo presente na riqueza da terra - o futuro a ti pertence | Andrezinho, Carlos Junior, Eli Penteado e Marquinho Sorriso                                 | Edson Carvalho                                                        | [ 48 ] |
| 12    | Cubango                | Os loucos da praia chamada saudade                                  | Sardinha, Carlinhos da Penha, Júnior Duarte, Diego Nicolau, Dílson Marimba e Raphael Prates | Tiãozinho Cruz                                                        | [ 48 ] |

## 2011
| Faixa | Escola              | Enredo                                                                                   | Autor | Intérprete                                 | Ref.   |
| ----- | ------------------- | ---------------------------------------------------------------------------------------- | --- | ------------------------------------------ | ------ |
| 1     | Inocentes           | De Guarulhos para o palco da folia, sonhos, irreverência e alegria. Mamonas para sempre! | Paulinho Pontes, Zé Carlos, Paulo Sorriso, Mariano Araújo, Dominguinho, Edson Tropical, Billy Conty, Edispuma, Marcelinho Santos, Licinho Jr e Geovane Mello | Celino Dias                                | [ 49 ] |
| 2     | Estácio             | Rosas                                                                                    | Luiz Sapatinho, Paulinho Pintor, Regina, Fábio Bomba e César Nascimento                                                                                      | Leandro Santos                             | [ 49 ] |
| 3     | Santa Cruz          | Paz e Amor, o sonho não acabou                                                           | Jorge Charuto, Ditão, Felipe Antunes, Doutor e Fernando de Lima                                                                                              | David do Pandeiro                          | [ 49 ] |
| 4     | Império da Tijuca   | O Mundo em Carnaval - Um olhar sobre a cultura dos povos                                 | Bada, Fernandão, Marquinho Marino, Lequinho, Serginho Machado e Leco da Alerj                                                                                | Pixulé                                     | [ 49 ] |
| 5     | Império Serrano     | A Bênção, Vinícius                                                                       | Aluisio Machado, Henrique Hoffmann, Paulinho Valença, Popeye, Victor Silva e Zé Paulo                                                                        | Carlinhos da Paz e Vítor Cunha             | [ 49 ] |
| 6     | Caprichosos         | Gente Humilde                                                                            | Betinho de Pilares, Josemar Manfredini, Fernando Paulista, Frank e Jorge do Batuke                                                                           | Thiago Brito                               | [ 49 ] |
| 7     | Renascer            | Águas de Março                                                                           | Jayme César, Maurinho Valle, Di Bamba, Carlos Dias e André Kaballa                                                                                           | Rogerinho Renascer                         | [ 49 ] |
| 8     | Cubango             | A emoção está no ar                                                                      | Sardinha, Carlinhos da Penha, Junior Duarte, Gustavo Soares, Zé Glória e Bruno Derani                                                                        | Igor Vianna                                | [ 49 ] |
| 9     | Rocinha             | Rocinha, Estou Vidrado em Você!                                                          | Edinho, Wisley da Cuíca, Diego do Carmo, Luiz Thiago, Daniel Barbosa e Vitor Coutinho                                                                        | Anderson Paz                               | [ 49 ] |
| 10    | Alegria da Zona Sul | Os doze obas de Xangô                                                                    | Alexandre Alegria, Telmo, Adelson, Vagner Silva e Serginho Gama                                                                                              | Edmilton Di Bem                            | [ 49 ] |
| 11    | Viradouro           | Quem Sou Eu Sem Você?                                                                    | Renan Gemeo, P.C. Portugal, Rodrigo, Fernando Johara, Diego Moura e Jeferson Lima                                                                            | Leléu, Diego Nicolau, Gilberto Gomes e Niu | [ 49 ] |

## 2012
| Faixa | Escola            | Enredo                                                                                   | Autor | Intérprete                                      | Ref.   |
| ----- | ----------------- | ---------------------------------------------------------------------------------------- | --- | ----------------------------------------------- | ------ |
| 1     | Viradouro         | A vida como ela é, bonitinha mas ordinária... Assim falou Nelson Rodrigues               | Claudinho Mattos, Daniel Louzada, Diego Moura, Diego Nicolau, Dudu Oliveira, Ênio Almeida, Érik Borges, Fábio Borges, Felipe Filósofo, Fernando Johara, Marcelo Bertolo, PC Portugal, Renan Gêmeo, Rodrigo e Vítor Adolfo | Leléu, Diego Nicolau Gilberto Gomes e Niu Souza | [ 50 ] |
| 1     | Viradouro         | Exaltação à Viradouro                                                                    | Gilberto Gomes, Rubinho, Nando, Dominguinhos do Estácio e Gusttavo Clarão | Dominguinhos do Estácio e Gilberto Gomes        | [ 50 ] |
| 2     | Estácio           | Luma de Oliveira, o coração de um país em festa!                                         | Alexandre Moraes, Comendador Elói, Hugo Bruno, Osmar, Wilsinho Paz e Zé Luiz | Leandro Santos                                  | [ 50 ] |
| 2     | Estácio           | Medalha de Ouro                                                                          | Serginho do Porto e Serginho Castro | Leandro Santos                                  | [ 50 ] |
| 3     | Cubango           | Barão de Mauá — Sonho de um Brasil Moderno                                               | Belo, Beto Gama, Emerson, Regina Angélica e Totonho | Marcelo Guimarães                               | [ 50 ] |
| 3     | Cubango           | Aconteceu                                                                                | Sardinha | Marcelo Guimarães                               | [ 50 ] |
| 4     | Santa Cruz        | Nas ondas do rádio... “Acorda Brasil Para Escutar! O Show do Antônio Carlos Está No Ar.” | Charuto, Doutor, Fernando de Lima, Ivan Ribeiro e Marcelo Borboleta | David do Pandeiro                               | [ 50 ] |
| 4     | Santa Cruz        | Exaltação à Acadêmicos de Santa Cruz                                                     | André Felix, Humberto Loroza, Zé Luiz, David do Pandeiro e Rafael Queiroz | David do Pandeiro                               | [ 50 ] |
| 5     | Império Serrano   | Dona Ivone Lara: O Enredo do meu Samba                                                   | Arlindo Cruz, Arlindo Neto e Tico do Império | Tiãozinho Cruz (Arlindo Cruz)                   | [ 50 ] |
| 5     | Império Serrano   | Exaltação ao Império Serrano                                                             | Jorge Lucas | Tiãozinho Cruz (Arlindo Cruz)                   | [ 50 ] |
| 6     | Império da Tijuca | Utopias - viagens aos confins da imaginação                                              | Cabral Gadioli, Fernandão, Henrique Badá e Jacy Inspiração | Pixulé                                          | [ 50 ] |
| 6     | Império da Tijuca | A Império da Tijuca chegou                                                               | Pixulé | Pixulé                                          | [ 50 ] |
| 7     | Inocentes         | Corumbá – Ópera Tupi Guaikuru                                                            | André Felix, Cláudio Russo, Diego Tavares, Ellen Cristina, Fábio Costa, Rodrigo Leal e Zé Glória | Thiago Brito                                    | [ 50 ] |
| 7     | Inocentes         | Caçulinha da Baixada                                                                     | Amorim, Cezinha do Cavaco e Tuninho Catuaba | Thiago Brito                                    | [ 50 ] |
| 8     | Rocinha           | Vou colocar teu nome na praça                                                            | Cadinho, Dartagnan, João Gordo, Márcio Swing, Mauro Speranza e Ricardo Barriga | Anderson Paz                                    | [ 50 ] |
| 8     | Rocinha           | Lá vem Rocinha                                                                           | Alexandre Naval, Deivid Domênico, J. do Táxi e Betinho do Cavaco | Anderson Paz                                    | [ 50 ] |
| 9     | Paraíso do Tuiuti | "A tal mineira"                                                                          | Adauto Alves, Aníbal, Jurandir, Pelé e Reza | Daniel Silva                                    | [ 50 ] |
| 9     | Paraíso do Tuiuti | Exaltação ao Paraíso do Tuiuti                                                           | Daniel Silva | Daniel Silva                                    | [ 50 ] |

## 2013
| Disco 1 | Disco 1                | Disco 1                                                                                               | Disco 1 | Disco 1                                   | Disco 1 | Disco 1 | Disco 1 | Disco 1 | Disco 1 | Disco 1 | Disco 1 | Disco 1 | Disco 1 | Disco 1 | Disco 1 | Disco 1 | Disco 1 | Disco 1 | Disco 1 | Disco 1 | Disco 1 | Disco 1 | Disco 1 | Disco 1 |
| Faixa   | Escola                 | Enredo                                                                                                | Autor | Intérprete                                | Ref.    |         |         |         |         |         |         |         |         |         |         |         |         |         |         |         |         |         |         |         |
| ------- | ---------------------- | --- | --- | ----------------------------------------- | ------- | ------- | ------- | ------- | ------- | ------- | ------- | ------- | ------- | ------- | ------- | ------- | ------- | ------- | ------- | ------- | ------- | ------- | ------- | ------- |
| 1       | Porto da Pedra         | Me digas o que calças, que eu te direis quem és                                                       | Bira, Porkinho, Miguelzinho, Márcio Rangel, Wilson Bizzar e Duda SG                                          | Igor Vianna                               | [ 51 ]  |         |         |         |         |         |         |         |         |         |         |         |         |         |         |         |         |         |         |         |
| 2       | Viradouro              | Nem melhor nem pior, que não sai da minha mente. Inspiração para o meu samba, eu também sou diferente | Gilberto Gomes, Dadinho, Floriano do Caranguejo, J Lambreta, Manolo, Sacadura Cabral e Zé Glória             | David do Pandeiro Diego Nicolau           | [ 52 ]  |         |         |         |         |         |         |         |         |         |         |         |         |         |         |         |         |         |         |         |
| 3       | Santa Cruz             | O Dragão do Mar e a Lenda do Ceará                                                                    | Charuto, Doutor, Fernando de Lima, Ivan Ribeiro e Marcelo Borboleta                                          | Paulinho Mocidade                         | [ 53 ]  |         |         |         |         |         |         |         |         |         |         |         |         |         |         |         |         |         |         |         |
| 4       | Estácio de Sá          | Rildo Hora: a Ópera de um Menino... No Toque do Realejo rege o seu Destino                            | Igor Ferreira, Claudinho MS, Júnior Escafura, Tinga, Adriano Ganso, Tião e Fadico                            | Leandro Santos                            | [ 54 ]  |         |         |         |         |         |         |         |         |         |         |         |         |         |         |         |         |         |         |         |
| 5       | Rocinha                | Mistura de sabores e raças: Uma feijoada à brasileira                                                 | Alexandre Naval, Anderson Benson, Flavinho Segal, F.Maria, J. do Táxi, Leandro RC e Mauricio Amorim          | Leléu                                     | [ 55 ]  |         |         |         |         |         |         |         |         |         |         |         |         |         |         |         |         |         |         |         |
| 6       | Alegria da Zona Sul    | Quem não chora, não mama...                                                                           | Pixulé, Amarauzinho, Cathola, Daniel Katar e Galinho de Quintino                                             | Edmilton Di Bem                           | [ 56 ]  |         |         |         |         |         |         |         |         |         |         |         |         |         |         |         |         |         |         |         |
| 7       | Parque Curicica        | Quando o Samba era Samba... Reedição do carnaval de 1994, da Portela                                  | Cláudio Russo Wilson Cruz e Zé luiz                                                                          | Ronaldo Yllê                              | [ 57 ]  |         |         |         |         |         |         |         |         |         |         |         |         |         |         |         |         |         |         |         |
| 8       | Vila Santa Tereza      | Axé - No caminho das águas sagradas                                                                   | Carlos Ferreira, Rafael Gigante, Robert Farrow e Vinicius Ferreira                                           | Tiãozinho Cruz                            | [ 58 ]  |         |         |         |         |         |         |         |         |         |         |         |         |         |         |         |         |         |         |         |
| 9       | Jacarezinho            | Puxador, não. Intérprete!                                                                             | Andinho do Samba, André Fluido, Cadu Régis, Chiquinho Gomes, Leandro Partideiro, Marquinhos e Robson Pereira | Aílton Santos                             |         |         |         |         |         |         |         |         |         |         |         |         |         |         |         |         |         |         |         |         |
| Disco 2 |                        | | |                                           |         |         |         |         |         |         |         |         |         |         |         |         |         |         |         |         |         |         |         |         |
| Faixa   | Escola                 | Enredo                                                                                                | Autor | Intérprete (Participação Especial)        | Ref.    |         |         |         |         |         |         |         |         |         |         |         |         |         |         |         |         |         |         |         |
| 1       | Renascer               | Rio, uma Viagem Alucinante                                                                            | Gabriel da Penha, Leandro Nogueira, Luiz Gustavo, Deco e Igor do Cavaco                                      | Rogerinho Renascer                        | [ 59 ]  |         |         |         |         |         |         |         |         |         |         |         |         |         |         |         |         |         |         |         |
| 2       | Império Serrano        | Caxambu - O Milagre das Águas na Fonte do Samba                                                       | Paulinho Valença, Henrique Hoffmann, Marcelo Ramos, Popeye, Filipe Araújo, Beto do Império e Airinho         | Nêgo                                      | [ 60 ]  |         |         |         |         |         |         |         |         |         |         |         |         |         |         |         |         |         |         |         |
| 3       | Império da Tijuca      | Negra, pérola mulher                                                                                  | Samir Trindade, Serginho Aguiar, Araújo, Tião Pinheiro e Alexandre Moreira                                   | Pixulé                                    | [ 61 ]  |         |         |         |         |         |         |         |         |         |         |         |         |         |         |         |         |         |         |         |
| 4       | Cubango                | Teimosias da Imaginação                                                                               | Carlinhos da Penha, Coquinho, Felipe de Paula, Huguinho e Júnior Duarte                                      | Marcelo Rodrigues                         | [ 62 ]  |         |         |         |         |         |         |         |         |         |         |         |         |         |         |         |         |         |         |         |
| 5       | Paraíso do Tuiuti      | Ao Mestre do Riso com Carinho: as Caras do Brasil                                                     | André Kaballa, Leandro Kfé, Junior Santana, Thiago Meiners e Sônia Cabral                                    | Daniel Silva                              | [ 63 ]  |         |         |         |         |         |         |         |         |         |         |         |         |         |         |         |         |         |         |         |
| 6       | Caprichosos            | Fanatismo Enigma da Mente Humana                                                                      | Jorge do Batuke, Frank, Josemar Manfredini, Fernando Bom Cabelo, Aldir Senna e Jorge Matias de Oliveira      | Celino Dias, Lico Monteiro e Sandro Motta | [ 64 ]  |         |         |         |         |         |         |         |         |         |         |         |         |         |         |         |         |         |         |         |
| 7       | Unidos de Padre Miguel | A Festa dos Orixás no Reino de Oió                                                                    | Fernando Piá, Jefinho Rodrigues, Jorginho Medeiros, Pedrinho da Flôr e Tuninho do Trailer                    | Marquinho Art'Samba                       | [ 65 ]  |         |         |         |         |         |         |         |         |         |         |         |         |         |         |         |         |         |         |         |
| 8       | Sereno de Campo Grande | Na busca da paz, equilíbrio e harmonia. Bem aventurados sejam os que ouvem a voz de Deus!             | Dudu, Glaucio, Fabinho, Laerte e Igor                                                                        | Antônio Carlos                            | [ 66 ]  |         |         |         |         |         |         |         |         |         |         |         |         |         |         |         |         |         |         |         |
| 9       | Tradição               | Das Maravilhas do Mar, Fez-se o Esplendor de uma Noite Reedição do carnaval de 1981, da Portela       | David Corrêa e Jorge Macedo                                                                                  | Marquinhos Silva                          | [ 67 ]  |         |         |         |         |         |         |         |         |         |         |         |         |         |         |         |         |         |         |         |
| 10      | União de Jacarepaguá   | Dos Barões do Café à cidade universitária. Vassouras, ouro verde do Brasil                            | Alexandre Valle, Girão, Ivanísia, James Bernades, Jorge Buccos, Mariano Araújo e Neyzinho do Cavaco          | Tiganá                                    | [ 68 ]  |         |         |         |         |         |         |         |         |         |         |         |         |         |         |         |         |         |         |         |

## 2014
| Faixa | Escola                 | Enredo                                                                                             | Autor | Intérprete (Participação Especial)        | Ref.           |
| ----- | ---------------------- | -------------------------------------------------------------------------------------------------- | --- | ----------------------------------------- | -------------- |
| 1     | Viradouro              | Sou a Terra de Ismael, 'Guanabaran' eu vou Cruzar... Pra Você Tiro o Chapéu, Rio eu vim te Abraçar | Dudu Nobre, Diego Tavares, Zé Glória, Paulo Oliveira, Dílson Marimba, Junior Fragga, D. Oliveira, Arlindo Neto, LC e William Neves                                              | Zé Paulo Sierra (Dudu Nobre)              | [ 69 ] [ 70 ]  |
| 2     | Império Serrano        | Angra com os Reis                                                                                  | Paulinho Valença, Henrique Hoffmann, Popeye, Victor Alves, Filipe Araújo, Tião Pinheiro, Juliano Centeno e Beto do Império                                                      | Clóvis Pê                                 | [ 71 ] [ 72 ]  |
| 3     | Inocentes              | O Triunfo da América - o canto lírico de Joaquina Lapinha                                          | Altamiro, Tico do Gato, Vinicius Ferreira, Cláudio Russo, Chiquinho do Bar, Manelão, Abilio Mestre Sala, Paulo, Juruna Zona Sul, Henrique Balanshow, Almir Há Há e Sidnei Pinto | Ciganerey                                 | [ 73 ] [ 74 ]  |
| 4     | Estácio                | Um Rio à beira-mar: ventos do passado em direção ao futuro!                                        | China do Estácio, Thiago Daniel, Jorge Lopa, Guto Smuk, Filipe Medrado, Renato Pinto, Eduardo Moreira e Ricardo Basile                                                          | Leandro Santos Dominguinhos do Estácio    | [ 75 ] [ 76 ]  |
| 5     | Rocinha                | Do paraíso sonhado, um sonho realizado - sorria, a Rocinha chegou à Barra                          | Alexandre Naval, Maurício Amorim, Leandro RC, J do Táxi, Anderson Benson, F Maria, Marcelinho e Flavinho Segal                                                                  | Leléu                                     | [ 77 ] [ 78 ]  |
| 6     | Caprichosos            | Dos malandros e das madames: Lapa, a estrela da noite carioca                                      | Jorginho Moreira, Frank, Rafael Gigante, Victor Rangel, Max Colonna e Edinho de Pilares                                                                                         | Thiago Brito                              | [ 79 ]         |
| 7     | Unidos de Padre Miguel | Decifra-me ou te devoro: enigmas - chaves da vida                                                  | Arlindo Neto, Jorginho Medeiros, Jefinho Rodrigues, Pedrinho da Flor, Fernando Piá e Lauro Silva                                                                                | Marquinho Art'Samba                       | [ 80 ] [ 81 ]  |
| 8     | Renascer               | Olhar caricato - Simplesmente Lan                                                                  | Moacyr Luz e Cláudio Russo | Diego Nicolau Evandro Malandro            | [ 82 ] [ 83 ]  |
| 9     | Porto da Pedra         | Majestades do samba, os defensores do meu pavilhão                                                 | Bira, Marcio Rangel, Wilson Bizzar, Eric Costa, Alexandre Villela e Duda SG | Anderson Paz                              | [ 84 ]         |
| 10    | Santa Cruz             | Do toque do criador à cidade saudável do Brasil - Jundiaí, uma referência nacional                 | Preguinho, Léo do Tamborim, Douglas Ramos, Robinho do Cavaco e Rodolfo Frez | Paulinho Mocidade                         | [ 85 ] [ 86 ]  |
| 11    | Cubango                | Continente Negro – Uma epopéia Africana                                                            | Sardinha, Gustavo Soares, Diego Moura, Deigre Silva, Junior Fionda, Lequinho, Igor Leal e Wagner Bis                                                                            | Marcelo Rodrigues                         | [ 87 ] [ 88 ]  |
| 12    | Parque Curicica        | Na garrafa, no barril, salve a cachaça, patrimônio cultural do Brasil                              | Bola, Pitbull, Dudu da Tijuca, Zé Luis, Claudio Russo, Washington Motta, Junior Bebezão, Thiago Silveira, Fael Cachinho e Vagner Silva                                          | Ronaldo Yllê                              | [ 89 ] [ 90 ]  |
| 13    | Paraíso do Tuiuti      | Kizomba, Festa da Raça Reedição do carnaval de 1988, da Vila Isabel                                | Rodolpho, Jonas e Luiz Carlos da Vila | Daniel Silva                              | [ 91 ] [ 92 ]  |
| 14    | Alegria da Zona Sul    | Sacopenapã                                                                                         | Marcio André Filho, Gabriel Fraga, Adelson, Virgínia, Edvander e Telmo Augusto                                                                                                  | Edmilton Di Bem                           | [ 93 ] [ 94 ]  |
| 15    | União de Jacarepaguá   | Os Iourubás - a história do povo Nagô                                                              | Allexandre Valle, Dona Ivanísia, Neyzinho do Cavaco, Mariano Araújo, James Bernardes e Girão                                                                                    | Tiganá                                    | [ 95 ] [ 96 ]  |
| 16    | Tradição               | Sonhar com Rei dá Leão Reedição do carnaval de 1976, da Beija-Flor                                 | Neguinho da Beija-Flor | Marquinhos Silva (Neguinho da Beija-Flor) | [ 97 ] [ 98 ]  |
| 17    | Em Cima da Hora        | Os Sertões Reedição do carnaval de 1976                                                            | Edeor de Paula | Antônio Carlos Arthur Franco              | [ 99 ] [ 100 ] |

## 2015
| Faixa | Escola                  | Enredo                                                                      | Autor | Intérprete (Participação Especial)                     | Ref.            |
| ----- | ----------------------- | --------------------------------------------------------------------------- | --- | ------------------------------------------------------ | --------------- |
| 1     | Estácio                 | De braços abertos, de janeiro a janeiro. Sorrio, sou Rio, sou Estácio de Sá | Dominguinhos do Estácio, Tinga, Merica, Adriano Ganso, Dani Maroneze e Eduardo Martins | Leandro Santos Dominguinhos do Estácio                 | [ 101 ] [ 102 ] |
| 2     | Unidos de Padre Miguel  | O Cavaleiro Armorial Mandacariza o Carnaval                                 | Jr. Beija-Flor, Ribeirinho, Toninho do Trailer, Carlinho do Mercadinho, W. Correia, Lauro, Diego Rodrigues e Cabeça do Ajax                                                                                 | Marquinho Art'Samba                                    | [ 103 ] [ 104 ] |
| 3     | Império da Tijuca       | O Império nas Águas doces de Oxum                                           | Bola, Dudu, Marcão Meu Rei, Gallo e Alexandre Alegria | Pixulé                                                 | [ 105 ] [ 106 ] |
| 4     | Porto da Pedra          | Há uma luz que Nunca Se Apaga                                               | Dudu Nobre, Ricardo Neves, Evaldo, Lequinho, Floriano do Caranguejo, Jedir Brisa, Miltinho, Manolo e Diego Tavares                                                                                          | Anderson Paz                                           | [ 107 ] [ 108 ] |
| 5     | Cubango                 | Cubango, A realeza africana de Niterói                                      | Sardinha, Gustavo Soares, Wagner Big, Diego Moura, Junior Fionda, Lequinho, Gabriel Martins e Igor Leal | Preto Jóia                                             | [ 109 ] [ 110 ] |
| 6     | Império Serrano         | Poema aos peregrinos da fé                                                  | Arlindo Cruz, Arlindo Neto, Lucas Donato, Alex Ribeiro, Rogê, Carlos Senna, Beto BR, Andinho Samara, Zé Glória, Wagner Rogério, Chico Matos, Ronaldo Nunes e Léo Guimarães                                  | Alex Ribeiro Arlindo Neto Cremilson Silva Lucas Donato | [ 111 ] [ 112 ] |
| 7     | Parque Curicica         | Os três tenores... do Samba!                                                | Arlindo Neto, Léo Guimarães, Ronaldo Nunes, Marcelinho Moreira e João Diniz | Ronaldo Yllê                                           | [ 113 ] [ 114 ] |
| 8     | Paraíso do Tuiuti       | Curumim chama Cunhantã que eu vou contar...                                 | Anderson Benson, Leandro RC, Minueto, Flazil Câmara e Flavinho Segal | Daniel Silva                                           | [ 115 ] [ 116 ] |
| 9     | Caprichosos             | Na minha mão é mais barato!                                                 | Lee Santana, Geraldo Rodrigues, Marcelo Schmidt, Anderson Rodrigues e Fernando de Lima | Thiago Brito                                           | [ 117 ] [ 118 ] |
| 10    | Inocentes               | Nelson Sargento, samba, inocente, pé no chão!                               | André Malheiros, Tico do Gato, Vinicius Ferreira, Juruna Zona Sul, Abilio Mestre Sala, Chiquinho do Bar, Altamiro, Sidnei Pinto, Manelão, Ricardo Barbosa, Almir Há Há, Hélio Porto e Paulo Maurício Brasil | Nino do Milênio                                        | [ 119 ] [ 120 ] |
| 11    | Renascer de Jacarepaguá | Candeia! Manifesto ao povo em forma de arte                                 | Moacyr Luz, Teresa Cristina e Cláudio Russo | Diego Nicolau Evandro Malandro (Teresa Cristina)       | [ 121 ] [ 119 ] |
| 12    | Santa Cruz              | O pequeno menino que se tornou Grande Otelo                                 | Zieco Santa Cruz, Roni Remandiola, De Araújo, Marquinho Beija-Flor, Zé Glória e Dudu da Tijuca | David do Pandeiro Pavarotti                            | [ 122 ] [ 123 ] |
| 13    | Em Cima da Hora         | No coração da cidade, uma história das Mil e Uma Noites: O Rio das Arábias  | Thiago Meiners, André Kaballa, Carlos Botafogo, Gláucio Guterres, Alexandre Gordão, Gilson Souza, Wilson Bizzar, R10 e Shazam                                                                               | Ciganerey                                              | [ 124 ] [ 125 ] |
| 14    | Alegria da Zona Sul     | Kari'Oka                                                                    | Márcio André Filho, Vaguinho, Adelson, Telmo Augusto, Wagnão e Hebert Rocha | Alexandre D'Mendes                                     | [ 126 ] [ 127 ] |
| 15    | Unidos de Bangu         | Imperium                                                                    | Serginho Aguiar, Dudu Senna, Bruno Ferraz, Miúdo da Bahia, Walace Harmonia, Diego Rodrigues, Allan Santos, Rodrigo Barbosa e Leozinho Nunes                                                                 | Marcelo Rodrigues Alex Soares                          | [ 128 ] [ 129 ] |

## 2016
| Faixa | Escola                 | Enredo                                                                                 | Autor | Intérprete (Participação Especial) | Ref.    |
| ----- | ---------------------- | -------------------------------------------------------------------------------------- | --- | ---------------------------------- | ------- |
| 1     | Unidos de Padre Miguel | O quinto dos infernos                                                                  | Marcelo do Rap, Toninho do Trailler, Samir Trindade, JR Beija-Flor, Thiago Alves, Alan Santos, Pebo Pinheiro, Alair Perobelli, Wallace Harmonia e Diego Rodrigues | Luizinho Andanças                  | [ 130 ] |
| 2     | Império Serrano        | Silas canta Serrinha                                                                   | Arlindo Cruz, Aloísio Machado, Arlindinho, Andinho Samara, Zé Gloria, Lucas Donato e Ronaldo Nunes                                                                | Pixulé                             | [ 131 ] |
| 3     | Viradouro              | O Alabê de Jerusalém: A Saga de Ogundana                                               | Paulo César Feital, Zé Glória, Felipe Filósofo, Maria Preta, Fabio Borges, William, Zé Augusto e Bertolo                                                          | Zé Paulo Sierra                    | [ 132 ] |
| 4     | Cubango                | Um banho de mar à fantasia                                                             | Sardinha, Gustavo Soares, Diego Moura, Wagner Big, Diego Nicolau, Marco Moreno, Julio Alves, Samir Trindade, Elson Ramires e Cláudio Russo                        | Hugo Júnior                        | [ 133 ] |
| 5     | Paraíso do Tuiuti      | A Farra do Boi                                                                         | Rafael Júnior, Jorge Maia, W Correia, Dilson Marimba e Cláudio Russo                                                                                              | Daniel Silva (Ciganerey)           | [ 134 ] |
| 6     | Império da Tijuca      | O Tempo Ruge, a Sapucaí é Grande e o Império aplaude o Felomenal                       | Jussara Pereira, Dalton da Nelci, Luiza Fontella, Adriana Vieira e Lid                                                                                            | Rogerinho                          | [ 135 ] |
| 7     | Caprichosos            | Tem Gringo no Samba                                                                    | Gabriel Fraga, Rute Labre, Régis, Franco Cava, Ric Santiago e Luiz Careca                                                                                         | Thiago Brito                       | [ 136 ] |
| 8     | Inocentes              | Cacá Diegues - Retratos de um Brasil em Cena                                           | Serginho Castro, Tentenzinho Jr, Rudá Neto e Marcelo Fernandes | Nino do Milênio                    | [ 137 ] |
| 9     | Renascer               | Ibejís - Nas brincadeiras de criança: os orixás que viraram santos no Brasil           | Moacyr Luz, Teresa Cristina e Cláudio Russo | Diego Nicolau Evandro Malandro     | [ 138 ] |
| 10    | Santa Cruz             | Diz mata! Digo verde, A natureza veste a incerteza, E o amanhã? (O Clamor da Floresta) | André Félix, Freitas Júnior, Zé Glória, Marquinho Beija-Flor, Roni Remandiola, Betinho, De Araújo e J.Giovanni                                                    | Pavarotti Gabby Moura              | [ 139 ] |
| 11    | Porto da Pedra         | Palhaço Carequinha: Paixão e Orgulho de São Gonçalo! Tá certo ou não tá?               | Porkinho, Kiko Ribeiro, Vitor Gabriel, Daniel Katar, Marcio Souza, Wilson Bizzar, Willian do Barreto e Flavinho Segal                                             | Anderson Paz                       | [ 140 ] |
| 12    | Parque Curicica        | Corações Mamulengos                                                                    | Washington Motta, Pitimbú, Vagner Silva, Alexandre Alegria, Telmo, Léo do Taberna, Marcelo Valência, Adelson e Márcio André Filho                                 | Ronaldo Yllê (Elba Ramalho)        | [ 141 ] |
| 13    | Alegria da Zona Sul    | Ogum                                                                                   | Pixulé, Thiago Meiners, Rafael Tubino, André Kaballa, Alex Bagé, James Bernardes, Júnior Santana, José Mario, LC Vasques, Shazam, Gilson Souza e Victor Alves     | Tiganá                             | [ 142 ] |
| 14    | Rocinha                | Nova Roma é Brasil, Brasil é Rocinha!                                                  | Edinho, Diego do Carmo, Vitor Coutinho, Rico Bernardes, Rafael Mikaiá e Wander Timbalada                                                                          | Leléu                              | [ 143 ] |

## 2017
| Faixa | Escola                 | Enredo                                                                                              | Autor | Intérprete (Participação Especial)          | Ref.            |
| ----- | ---------------------- | --------------------------------------------------------------------------------------------------- | --- | ------------------------------------------- | --------------- |
| 1     | Unidos de Padre Miguel | Ossaim - O Poder da Cura                                                                            | W. Corrêa, Samir Trindade, Claudio Russo, Marquinhos, Alan Santos, Jr Beija-Flor, Ribeirinho, Dilson Marimba, Carlinhos do Mercadinho e Cabeça do Ajax | Pixulé                                      | [ 144 ] [ 145 ] |
| 2     | Viradouro              | ...E Todo Menino é Um Rei                                                                           | Claudio Mattos, Felipe Filósofo, Diego Nicolau, Fabio Borges, Manolo, Renan Gêmeo, Bertolo, Rodrigo Gêmeo e Anderson Lemos | Zé Paulo Sierra Dominguinhos do Estácio     |                 |
| 3     | Estácio de Sá          | É! O moleque desceu o São Carlos, pegou um sonho e partiu com a Estácio!                            | Daniel Gonzaga, Edson Marinho, Cláudio Russo, Lequinho, Igor Ferreira, Jorge Xavier, Salviano, Júlio Alves, Alexandre Moraes, Marquinhos, Hugo Bruno, Tinga e Gabriel Martins                                                                                            | Thiago Brito                                |                 |
| 4     | Império Serrano        | Meu Quintal é Maior do Que o Mundo                                                                  | Tico do Gato, Lucas Donato, Andinho Samara, Victor Rangel, Jefferson Oliveira, Ronaldo Nunes, Totonho, André do Posto 7, Vagner Silva, Vinicius Ferreira e Rafael Gigante                                                                                                | Marquinho Art'Samba                         |                 |
| 5     | Porto da Pedra         | Ó Abre-alas que as Marchinhas vão passar! Porto da Pedra é quem vai ganhar… seu coração!            | Bira, Márcio Rangel, Alexandre Villela, Eric Costa, Paulo Borges, Adelyr, Oscar Bessa, Rafael Raçudo e Bruno Soares | Anderson Paz (Cordão da Bola Preta)         |                 |
| 6     | Cubango                | Versando Nogueira nos Cem Anos do Ritmo que é Nó na Madeira                                         | Gabriel Martins, Ronaldo Bello, Rafael Coutinho, Robson Ramos, Sérgio Careca, Demá Chagas, Alessandro Falcão, Vinicius Xavier, Thiago Farias, Duda, Lequinho, Fadico, Junior Fionda, Neyzinho do Cavaco e Igor Leal                                                      | Hugo Junior (Diogo Nogueira e Thais Macedo) |                 |
| 7     | Império da Tijuca      | O Último dos Profetas                                                                               | Ferreti, Ismael David, Sergio, Michel do Alto, Orlando Ambrosio, Gilmar L. Silva e Washington Motta | Rogerinho                                   |                 |
| 8     | Renascer               | O Papel e o Mar                                                                                     | Cláudio Russo, Moacyr Luz e Diego Nicolau | Diego Nicolau Evandro Malandro              |                 |
| 9     | Inocentes              | Vilões, O Verso do Inverso                                                                          | Samir Trindade, Junior Trindade, Beto Rocha, Ribeirinho, Gilberto Oliveira, Thiago Alves, Domingos do Peixe, Dilson Marimba, Girão, Elton Babu e Neyzinho do Cavaco | Nino do Milênio                             |                 |
| 10    | Alegria da Zona Sul    | Vou Festejar Com Beth Carvalho, a Madrinha do Samba                                                 | Pixulé, Rafael Tubino, James Bernardes, André Kaballa, Marcelão, José Mário, Pedro Miranda, Victor Alves e Marco Moreno | Igor Vianna (Beth Carvalho)                 | [ 146 ]         |
| 11    | Parque Curicica        | O Importante é ser feliz e mais nada!                                                               | Alex Português, Neguinho, Berequinho JPA, Tide, Tonho do Cavaco, Mariano, Fabian Guerreiro, Cléber, Aniceto e Robertinho Bacairis | Ronaldo Yllê                                |                 |
| 12    | Santa Cruz             | Vou levar somente o que couber no bolso e no coração! Uma viagem de sabedoria além da imaginação... | Renatinho do Batuque, Junior Pitbul, Jack Topete, Jorge Maia, Gil Lessa, Rafael Lima, Claudio Brow, Henrique Negão, André Felix, Roninho Remandiola, Tatiane Abrantes, Preguinho Santa Cruz, Zé Luiz, Cláudio Russo, Fernando de Lima, Zé Gloria e Marquinhos Beija-Flor | Pavarotti Gabby Moura                       |                 |
| 13    | Rocinha                | No Saçarico da Marquês, Tem Mais Um Freguês: Viriato Ferreira                                       | Flavinho Segal, Fadico, Anderson Benson, Renato Galante, Dudu, Mauricio Amorim, Leandro RC, Octávio Vasconcellos, Wagner Rodrigues e Guilherme Cruz | Leléu                                       |                 |
| 14    | Sossego                | Zezé Motta - A Deusa de Ébano!                                                                      | Felipe Filósofo, Fabio Borges, Ademir Ribeiro, Bertolo, Sérgio Joca, Paulinho Ju, Marcelo do Rap, João Perigo e Wallace Oliveira | Leandro Santos (Zezé Motta)                 |                 |

## 2018
| Faixa | Escola                 | Enredo                                                                               | Autor | Intérprete (Participação Especial) | Ref.    |
| ----- | ---------------------- | ------------------------------------------------------------------------------------ | --- | ---------------------------------- | ------- |
| 1     | Viradouro              | Vira a Cabeça, Pira o Coração – Loucos Gênios da Criação                             | Zé Glória, Lucas Macedo, William Lima, Gugu Psi, Lico Monteiro, Lucas Neves e Matheus Gaúcho | Zé Paulo Sierra                    | [ 147 ] |
| 2     | Estácio de Sá          | No pregão da folia, sou comerciante da alegria e com a Estácio boto banca na Avenida | Alexandre Naval, Filipe Medrado, Luiz Sapatinho, Pelé, Thiago Sousa, Willian do Salão e Diego Tavares | Serginho do Porto                  |         |
| 3     | Unidos de Padre Miguel | O Eldorado Submerso: Delírio Tupi-Parintintin                                        | Cláudio Russo, Xande de Pilares, W. Corrêa, Ribeirinho, Alan Santos, Toninho do Trayler, Carlinhos do Mercadinho, Cabeça do Ajax, Jefinho Rodrigues, Jonas Marques e Marquinho Beija-Flor                                | Pixulé                             |         |
| 4     | Porto da Pedra         | Rainhas do Rádio — Nas Ondas da Emoção, o Tigre Coroa as Divas da Canção             | Bira, Oscar Bessa, Duda SG, Márcio Rangel, Alexandre Villela, Guilherme Aguiar, Adelyr, Bruno Soares e Rafael Raçudo | Luizinho Andanças                  |         |
| 5     | Rocinha                | Madeira Matriz                                                                       | Marcio André, Marquinhos do Armazém, Amaury Cardoso, Ronaldo Nunes, Rafael Prates, Jr Vidigal, Flavinho Segal e Anderson Benson                                                                                          | Leléu                              |         |
| 6     | Império da Tijuca      | Olubajé – Um Banquete Para o Rei                                                     | Samir Trindade, Márcio André, Paulo Lopita 77, Neyzinho do Cavaco, Núia Rodrigues, Elson Ramires, Girão, J. Karlos e Daniel Katar                                                                                        | Daniel Silva                       |         |
| 7     | Cubango                | O Rei Que Bordou o Mundo                                                             | Gabriel Martins, Bello, Wagner Big, Junior Fionda, Marcio André Filho, Jairo, Gigi da Estiva, Rafael Mikaiá, Neyzinho do Cavaco e William Rodrigues                                                                      | Evandro Malandro                   |         |
| 8     | Inocentes              | Mojú, Magé, Mojubá – Sinfonias e Batuques                                            | Cláudio Russo e André Diniz | Ricardinho Guimarães Anderson Paz  |         |
| 9     | Renascer               | Renascer: De Flechas e de Lobos                                                      | Cláudio Russo, Moacyr Luz e Diego Nicolau | Diego Nicolau                      |         |
| 10    | Sossego                | Ritualis                                                                             | Felipe Filósofo, Ademir Ribeiro, Sérgio Joca, Orlando Ambrósio, Macaco Branco, Mário da Vila Progresso, Renato Pacote, Xandinho Nocera, Fabio Borges, Ivan Ribeiro, Bertolo e Thiago Oliveira                            | Nêgo                               |         |
| 11    | Santa Cruz             | No voo mágico da "Esperança", quem acredita, sempre alcança                          | Preguinho Santa Cruz, Tatiane Abrantes, Cláudio Mattos e Quinho | Quinho Roninho                     |         |
| 12    | Alegria da Zona Sul    | Bravos Malês! A Saga de Luiza Mahin                                                  | Samir Trindade, Telmo Augusto, Fernandão, Girão, Marco Moreno, Marcelão da Ilha e Thiago Meiners | Igor Vianna                        | [ 148 ] |
| 13    | Unidos de Bangu        | A Travessia da Calunga Grande e a Nobreza Negra no Brasil                            | Diego Nicolau, Dudu Senna, Richard Valença, Renan Diniz, Orlando Ambrósio, André Kaballa, Márcio de Deus, Washington Motta, Ivan Ribeiro, Rafael Prates, Rafael Tinguinha, Fernando Professor, Tem-Tem Jr e Kevin Sardou | Leandro Santos Thiago Brito        |         |

## 2019
| Faixa | Escola                 | Enredo                                                          | Autor | Intérprete (Participação Especial) | Ref. |
| ----- | ---------------------- | --------------------------------------------------------------- | --- | ---------------------------------- | ---- |
| 1     | Unidos de Padre Miguel | Qualquer semelhança não terá sido mera coincidência             | Gulle, Eli Penteado, Roni Pit Stop, Wagner Santos, Jonas Marques, Ruth Labre, Jefinho Rodrigues, Igor Leal, Junior Fionda e Fadico                                                                                             | Pixulé                             |      |
| 2     | Porto da Pedra         | Antônio Pitanga, Um Negro em Movimento                          | Bira, Claudinho Guimarães, Duda SG, Marcio Rangel, Alexandre Villela, Guilherme Aguiar, Adelyr, Bruno Soares, Rafael Raçudo, Paulo Borges, Eric Costa e Oscar Bessa                                                            | Luizinho Andanças                  |      |
| 3     | Inocentes              | O Frasco do Bandoleiro - Baseado num causo com a boca na botija | Cláudio Russo e André Diniz | Nino do Milênio                    |      |
| 4     | Cubango                | Igbá Cubango – A alma das coisas e a arte dos milagres          | Ailtinho, Diego Nicolau, Hugo Oliveira, Robson Ramos, Carlão, Manolo, Sérgio Careca, Anderson Lemos, Duda, Sardinha, Thales Nunes, Marcos Paulo, Samir Trindade e Chaynne Santos                                               | Thiago Brito                       |      |
| 5     | Estácio de Sá          | A Fé que emerge das Águas                                       | Julio Alves, Tinga, Alexandre Naval, Álvaro Roberto, Cláudio Russo, Edson Marinho, Alexandre Moraes, Jorge Xavier, Hugo Bruno e Luiz Sapatinho                                                                                 | Serginho do Porto                  |      |
| 6     | Império da Tijuca      | Império do Café, o Vale da Esperança                            | Braguinha Cromadinho, Tem-Tem Jr, Pixulé, Jota, James Bernardes, Tinga e Diego Nicolau | Daniel Silva                       |      |
| 7     | Alegria da Zona Sul    | Saravá, Umbanda!                                                | Marcio André, Neyzinho do Cavaco, Telmo, Elson Ramires, Beto Rocha, Paulo Lopita 77, China do Estácio, Fabio Xavier, Ribeirinho e Samir Trindade                                                                               | Igor Vianna                        |      |
| 8     | Renascer               | Dois de Fevereiro no Rio Vermelho                               | Cláudio Russo, Moacyr Luz e Diego Nicolau | Diego Nicolau                      |      |
| 9     | Santa Cruz             | Ruth de Souza – Senhora liberdade, abre as asas sobre nós       | Elson Ramires, Samir Trindade e Junior Fionda | Roninho (Xande de Pilares)         |      |
| 10    | Rocinha                | Bananas para o Preconceito                                      | Fadico, Kirraizinho, Diego Nicolau, Ralfe Ribeiro, Renato Galante, Cláudio Russo e Wagner Rodrigues | Ciganerey                          |      |
| 11    | Unidos de Bangu        | Do Ventre da Terra, Raízes Para o Mundo                         | Fabio Fonseca, Marcio de Deus, China do Estácio, Marlon P, Neyzinho do Cavaco, Wellington Amaro, Henrique Costa, Paulinho Ferreira, Julio Assis, Fabio Martins, Samir Trindade e Vinícius Sombra                               | Tem-Tem Jr Luís Oliveira           |      |
| 12    | Sossego                | Não se meta com minha fé, acredito em quem quiser               | Luiz Vinícius, Orlando Ambrósio, Mário da Vila Progresso, Washington Motta, Felipe Filósofo, Sérgio Joca, Fábio Borges, Ademir Ribeiro, Gilmar L. Silva, Serginho Rocco, Lucas Donato, Diego Tavares, Michel do Alto e Bertolo | Guto Juliana Pagung                |      |
| 13    | Unidos da Ponte        | Oferendas Reedição do carnaval de 1984                          | Jorginho | Lico Monteiro Tiganá               |      |

## 2020
| Faixa | Escola                 | Enredo                                                                                       | Autor | Intérprete (Participação Especial) | Ref.            |
| ----- | ---------------------- | -------------------------------------------------------------------------------------------- | --- | ---------------------------------- | --------------- |
| 1     | Cubango                | A Voz da Liberdade                                                                           | Diego Nicolau, Rafael Coutinho, Duda Tonon, Manolo, Anderson Lemos, Leonardo Castro, Sérgio Careca, Sardinha, Rildo Seixas, Junior Fionda, Vinicius Xavier, Alessandro Falcão, Robson Ramos e Lequinho | Thiago Brito                       | [ 149 ] [ 150 ] |
| 2     | Porto da Pedra         | O que é que a Baiana tem? Do Bonfim à Sapucaí                                                | Fernando Macaco, Raphael Richaid, Ricardo Neves, Bebeto Maneiro, Ludson Areia, Jarrão, Renan Gêmeo, Rodrigo Gêmeo, Carlinhos Viradouro, Marco Moreno, Márcio Rangel, Oscar Bessa, Bruno Soares, Cláudio Mattos, Rafael Raçudo, Bira, Alexandre Villela, Eric Costa, Pablo Russo, Claudinho Guimarães, Carlos Soares e Adelyr | Pitty de Menezes                   | [ 151 ]         |
| 3     | Imperatriz             | Só Dá Lalá Reedição do carnaval de 1981                                                      | Gibi, Serjão e Zé Katimba | Arthur Franco                      | [ 152 ]         |
| 4     | Império Serrano        | Lugar de mulher é onde ela quiser!                                                           | Aluísio Machado, Thiago Bahiano, Matheus Machado, Rafael Prates, Luiz Henrique, Beto BR, Renan Diniz, Lucas Donato, Dudu Senna, Carlos Sena, Deodonio Neto, Marcelo Nunes e Arlindinho | Silas Leleu                        | [ 153 ]         |
| 5     | Império da Tijuca      | Quimeras de um eterno aprendiz                                                               | Pixulé, Braguinha, Diego Nicolau, Tinga, Jota, Tem-Tem Jr, Fábio Gigi e James Bernardes | Daniel Silva                       |                 |
| 6     | Santa Cruz             | Santa Cruz de Barbalha – Um conto popular no Cariri Cearense                                 | Samir Trindade, Junior Fionda, Elson Ramires e Rildo Seixas | Roninho                            |                 |
| 7     | Unidos de Padre Miguel | Ginga!                                                                                       | Guto Biral, Rômulo Presidente, Bruno Serrinho, Rodrigo Medeiros, Fabio Braga, Ribeirinho, Dilson Marimba, Domingos PS, Ricardo da Gráfica, JR Beija-Flor, Davi Show e Samir Trindade | Diego Nicolau                      |                 |
| 8     | Renascer               | Eu que te benzo, Deus que te cura!                                                           | Cláudio Russo, Moacyr Luz e Diego Nicolau | Leonardo Bessa                     |                 |
| 9     | Unidos de Bangu        | Memórias de um Griô: a diáspora africana numa idade nada moderna e muito menos contemporânea | Orlando Ambrósio, Richard Valença, Domenil Santos, Marcio de Deus, Renan Diniz, Dudu Senna, Lico Monteiro, Lucas Donato, Denilson do Rozário, Diego Nicolau, Telmo Motta e JB Oliveira | Igor Vianna                        |                 |
| 10    | Inocentes              | Marta do Brasil! Chorar no começo para sorrir no fim                                         | André Diniz, Claudio Russo e Miro | Pixulé Tem-Tem Sampaio             | [ 154 ]         |
| 11    | Unidos da Ponte        | Elos da Eternidade                                                                           | Marcio de Deus, Renan Diniz, Dudu Senna, JB Oliveira, Orlando Ambrósio, Richard Valença, João Perigo, Thiago Bahiano, Serginho Rocco, D`Souza, Dr. Marcio e Marcelo Lepiane | Leandro Santos                     |                 |
| 12    | Rocinha                | A Guerreira Negra que Dominou os Dois Mundos                                                 | Cláudio Russo, Anderson Benson e Fadico | Ciganerey                          |                 |
| 13    | Sossego                | Os Tambores de Olokun                                                                        | Orlando Ambrósio, Richard Valença, Renan Diniz, Dudu Senna, Diego Nicolau, JB Oliveira, Sergio Joca, João Perigo, Chayne dos Santos, Prof. Laranjo, Mario da Vila Progresso e Thiago Vaz | Guto                               |                 |
| 14    | Vigário Geral          | O Conto do Vigário                                                                           | JB Oliveira, Orlando Ambrósio, Richard Valença, Renan Diniz, Domenil Santos, Gigi da Estiva, Carlinho Ousadia, Prof. Laranjo, Serginho Rocco, Denis Moraes e Dr Rodrigo Sampaio | Tem-Tem Jr                         |                 |

## 2022
| Faixa | Escola                 | Enredo                                                                                          | Autor | Intérprete (Participação Especial)            | Ref.    |
| ----- | ---------------------- | ----------------------------------------------------------------------------------------------- | --- | --------------------------------------------- | ------- |
| 1     | Unidos de Padre Miguel | Iroko – É Tempo de Xirê                                                                         | Chacal do Sax, Sidney Myngal, Jota IlhaBela, Felipe Mussili, Alexandre Rivero, Júnior Diniz e Gabriel Simões                                                                                                  | Diego Nicolau Guto                            | [ 156 ] |
| 2     | Porto da Pedra         | O Caçador Que Traz Alegrias                                                                     | Obá Adriano Abiodun, Guga Martins, Passos Júnior, Abílio Jr., Nando Tavares, Wagner Rodrigues, Clairton Fonseca, Leandro Gaúcho e Ailson Picanço                                                              | Pitty de Menezes (Wantuir)                    |         |
| 3     | Estácio de Sá          | Cobra-coral, Papagaio Vintém, #VestiRubroNegro não tem pra ninguém Reedição do carnaval de 1995 | David Corrêa, Adilson Torres, Déo e Caruso | Serginho do Porto                             | [ 157 ] |
| 4     | União da Ilha          | O Vendedor de Orações                                                                           | Marquinhus do Banjo, Gugu das Candongas, Almir da Ilha, Júnior Nova Geração, Rafinha da Ilha, Romeu Almeida, Rafael Mikaiá e Márcio André Filho                                                               | Ito Melodia                                   |         |
| 5     | Inocentes              | A Meia-Noite dos Tambores Silenciosos                                                           | Cláudio Russo, Tem-Tem Jr, Júnior Fionda, Lequinho, Fadico, Marcelinho Santos, Tem-Tem Sampaio e Altamiro | Tem-Tem Sampaio Luizinho Andanças Silas Leleu |         |
| 6     | Cubango                | O Amor Preto Cura: Chica Xavier, A Mãe Baiana do Brasil                                         | Cláudio Russo, Jr Fionda, Robson Ramos, Sardinha, Anderson Lemos, Rafael Duda e Rildo Seixas | Pixulé                                        |         |
| 7     | Império da Tijuca      | Samba de Quilombo – A Resistência Pela Raiz                                                     | Paulinho Bandolim, Guilherme Sá e Edgar Filho | Daniel Silva                                  |         |
| 8     | Santa Cruz             | Axé! Milton Gonçalves no Catupé da Santa Cruz                                                   | Samir Trindade, Junior Fionda, Elson Ramires e Rildo Seixas | Roninho                                       |         |
| 9     | Sossego                | Visões Xamânicas                                                                                | Diego Tavares (in memoriam), Marcelo Adnet, Junior Fionda, Marcelinho Santos, Thiago Martins, Yago Pontes, Diego Nogueira, Rod Torres, Deodônio Neto, Gabriel Machado e Paulo Beckham                         | Nino do Milênio (Marcelo Adnet)               | [ 158 ] |
| 10    | Império Serrano        | Mangangá                                                                                        | Paulo César Feital, Henrique Hoffman, Andinho Samara STS, André do Posto 7, Jefferson Oliveira e Ronaldo Fininho                                                                                              | Nêgo Igor Vianna                              |         |
| 11    | Unidos de Bangu        | Deu Castor na Cabeça                                                                            | Dudu Senna, Richard Valença, Renan Diniz, Deodonio Neto, JotaPê, Marquinho BF, Denis Lanza, Kaoma Monteiro, Lepiane, Luizinho das Camisas e Carlitos Bahiano                                                  | Thiago Brito                                  |         |
| 12    | Vigário Geral          | Pequena África: Da Escravidão ao Pertencimento – Camadas de Memórias entre o Mar e o Morro      | Júnior Fionda, Fagundinho, Luis Carlos D'Avenida, Marcelinho Santos, Domenil Santos, Robert Farrow, Luiz Pião, Gigi da Estiva, Fadico, Romeu, Felipe Revelação, Silvana, Rodrigo Shumacher e Carlinho Ousadia | Tem-Tem Jr                                    |         |
| 13    | Unidos da Ponte        | Santa Dulce dos Pobres – O Anjo Bom da Bahia                                                    | Sandra de Sá, Diego Nicolau, Dudu Senna, Deodonio, Richard Valença, Renan Diniz, Márcio de Deus e Telmo Motta                                                                                                 | Charles Silva                                 |         |
| 14    | Lins Imperial          | Mussum Pra Sempris – Traga o Mé que hoje com a Lins vai ter muito samba no pé!                  | Arlindinho Cruz, Mateus Pranto, Braguinha, Rafael Tinguinha, Lucas Donato, Naldo do Lins, Pezão, Carlinhos Bocão, Marquinhos Mola, Hélcio Colored, Genésio, Antônio da Conceição e Samuel Gasman              | Rafael Tinguinha Lucas Donato                 | [ 159 ] |
| 15    | Em Cima da Hora        | 33, Destino Dom Pedro II Reedição do carnaval de 1984                                           | Guará e Jorginho das Rosas | Ciganerey                                     | [ 160 ] |

## 2023
| Faixa | Escola                 | Enredo                                                              | Autor | Intérprete (Participação Especial) | Ref. |
| ----- | ---------------------- | ------------------------------------------------------------------- | --- | ---------------------------------- | ---- |
| 1     | Porto da Pedra         | A Invenção da Amazônia: Um delírio imaginário de Júlio Verne        | Vadinho, Claudinha Sing, Pedro Dentinho, Robinho Porto, Zé Alex, Karina Porto, Rejane França, Fábio LS, Baiano, Bigode, Marcão e Celinho                                                                         | Nêgo                               |      |
| 2     | União da Ilha          | O Encontro das Águias no Templo de Momo                             | Noca da Portela, Almir da Ilha, Diogo Nogueira, Ciraninho, Queiroga, Claudio Gaspar, Nilton Carvalho, Valter, Emerson Xumbrega e DG                                                                              | Igor Vianna                        |      |
| 3     | São Clemente           | O Achamento do Velho Mundo                                          | Marcelo Adnet, André Carvalho, Gustavo Albuquerque, Pedro Machado, Fabiano Paiva, Luizinho do Méier, Gabriel Machado, Baby do Cavaco e Hamilton Fofão                                                            | Leozinho Nunes                     |      |
| 4     | Inocentes              | Mulheres de Barro                                                   | Cláudio Russo, Junior Fionda, Fadico, Lequinho, Hugo Bruno, Leandro Thomaz e Altamiro | Thiago Brito                       |      |
| 5     | Unidos de Padre Miguel | Baião de Mouros                                                     | Myngal, Chacal do Sax, Alexandre Rivero, Robertinho, Maykon Rodrigues, Rafael Faustino, Gabriel Simões e Felipe Mussili                                                                                          | Bruno Ribas                        |      |
| 6     | Acadêmicos de Niterói  | O Carnaval da Vitória                                               | Marcelo Adnet, Tem-Tem Jr., Júnior Fionda, Anderson Lemos, Diego Nogueira, Fábio Barbosa, James Bernardes, Thiago Oliveira, Marcus Lopes e Ronie Oliveira                                                        | Danilo Cezar                       |      |
| 7     | Unidos de Bangu        | Aganjú - A visão do fogo, a voz do trovão no reino de Oyó           | Júnior Fionda, Tem-Tem Jr, Marcelo Adnet, Marcelinho Santos, Orlando Ambrósio, Domingos PS, Dudu Senna, Fábio Turko e Diego Nogueira                                                                             | Pixulé                             |      |
| 8     | Estácio de Sá          | São João, São Luís, Maranhão! Acende a fogueira do meu coração      | Samir Trindade, Fabrício Sena Pereira, Deiny Leite, Jeiffer Almeida, Felipe Pereira, Cara de Macaco e João Eduardo                                                                                               | Tiganá                             |      |
| 9     | Império da Tijuca      | Cores do Axé                                                        | Samir Trindade, Ricardo Simpatia, Bachini, Julio Pagé, Wagner Zanco, Osmar Fernandes e Almeida Sambista | Daniel Silva                       |      |
| 10    | Vigário Geral          | A Fantástica Fábrica da Alegria                                     | Junior Fionda, Tem-Tem Sampaio, Marcelinho Santos, Marcelo Adnet, Romeu Almeida, Fábio Turko, Orlando Ambrósio, Kelly Grande Rio, Silvana Aleixo e David Rei das Cestas                                          | Tem-Tem Jr.                        |      |
| 11    | Unidos da Ponte        | Liberte Nosso Sagrado: O Legado Ancestral de Mãe Meninazinha d'Oxum | Júnior Fionda, Tião Pinheiro, Tem-Tem Jr., Marcelo Adnet, Léo Freire, Marcelinho Santos, Carlos Kind, Bruno Castro e Vitor Hugo                                                                                  | Kleber Simpatia                    |      |
| 12    | Lins Imperial          | Madame Satã: Resistir Para Existir                                  | Paulo César Feital, Cláudio Russo, Pezão, Naldo, Kiko Vargues, Genésio, Jefferson Oliveira, Samuel Gasman e Mateus Pranto                                                                                        | Rafael Tinguinha Lucas Donato      |      |
| 13    | Em Cima da Hora        | Esperança, Presente!                                                | Richard Valença, Moisés Santiago, Serginho Rocco, Orlando Ambrósio, Gilmar L. Silva, Márcio de Deus, Telmo Motta, Júlio César e Rogério de Cavalcante                                                            | Arthur Franco                      |      |
| 14    | União de Jacarepaguá   | Manoel Congo, Mariana Crioula - Heróis da Liberdade no Vale do Café | Valtinho Botafogo, Victor Rangel, João do Gelo, Tem-Tem Jr., Marcelino Santos, Cláudio Matos, Diego Nicolau, Douglas Ribeiro, Phabbio Salvatt e Thiago Bahiano                                                   | Luiz Paulo Jr.                     |      |
| 15    | Arranco                | Zé Espinguela - Chão do Meu Terreiro                                | Junior Fionda, Niltinho Tristeza, Antônio Carlos, Rafael Pereira, Marcelinho Santos, Alex Magno, Rogério Santa Cruz, Gigi da Estiva, Tem-Tem Jr, João Afonso, Vinicius Sarciá, Valtinho Botafogo e Diego Nicolau | Diego Nicolau                      |      |

## 2024
| Faixa | Escola                 | Enredo                                                                        | Autor | Intérprete (Participação Especial)                             |
| ----- | ---------------------- | ----------------------------------------------------------------------------- | --- | -------------------------------------------------------------- |
| 1     | Unidos de Padre Miguel | O Redentor do Sertão                                                          | Cláudio Russo, Thiago Vaz, Richard Valença, W. Corrêa, Orlando Ambrosio, Miguel Dibo, Lico Monteiro e Cabeça do Ajax                                                                         | Bruno Ribas                                                    |
| 2     | Inocentes              | Debret pintou, Camelô gritou: "compre 2, leve 3!" Tudo para agradar o freguês | Cláudio Russo, Thiago Brito, Zé Luiz, Chico Alves, André Félix e Altamiro | Thiago Brito                                                   |
| 3     | Império Serrano        | Ilú-ọba Ọ̀yọ́ - A Gira dos Ancestrais                                           | Aluisio Machado, Carlos Senna, Andinho Samara, Jefferson Oliveira Nunes, Carlitos Ambrósio e Marcos R. Valença                                                                               | Tem-Tem Jr (Jorginho do Império, Quinzinho e Carlinhos da Paz) |
| 4     | Império da Tijuca      | Sou Lia de Itamaracá cirandando a vida na beira do mar                        | Eduardo Katata, JC Couto, Henrique Badá, Ferreti da Ponte, Sérgio Gil, Gilsinho Oliveira, Gabriel Machado e Gabriel Gavião                                                                   | Daniel Silva                                                   |
| 5     | Acadêmicos de Niterói  | Catopês - Um Céu de Fitas                                                     | Junior Fionda, Tem-Tem Jr, Júlio Pagé, Rod Torres, Marcelinho Santos, JB Oliveira, Marcus Lopes, Gilson Silva, Edu Casa Leme e Richard Valença                                               | Tuninho Jr                                                     |
| 6     | União da Ilha          | Doum e Amora: crianças para transformar o mundo                               | André de Souza, John Bahiense, Ricardo Castanheira, Leandro Pereira, Leandro Augusto, Júlio Assis, Flávio Stutzel e Vagner Alegria                                                           | Nêgo                                                           |
| 7     | São Clemente           | Que grande destino reservaram pra você                                        | Ricardo Góes, Naldo, Serginho Machado, Sergio Gil, Fadico, Orlando Ambrosio, Matias de Oliveira e Fernando de Lima                                                                           | Vitor Cunha Leandro Santos                                     |
| 8     | Estácio de Sá          | Chão de Devoção: Orgulho Ancestral                                            | Júlio Alves, Cláudio Russo, Magrão do Estácio, Filipe Medrado, Thiago Daniel, Diego Nicolau, Tinga, Dilson Marimba, Guilherme Karraz, Barbara Fonseca, Telmo Augusto e Marquinhos Beija-Flor | Tiganá Charles Silva                                           |
| 9     | Unidos de Bangu        | Jorge da Capadócia                                                            | Tem-Tem Jr, Dudu Senna, Marcelinho Santos, Jefferson Oliveira, Rafael Ribeiro, Ronie Oliveira, Cândido Bigarin, Binho Percussão VR, Jorginho Via 13, Juca, Renan Diniz e Denis Moares        | Igor Vianna Pipa Brasey                                        |
| 10    | Vigário Geral          | Maracanaú: Bem-Vindos ao Maior São João do Planeta                            | Tem-Tem Jr, Silvana Aleixo, Junior Fionda, Romeu Almeida, Jeferson Oliveira, Valtinho Botafogo, Marcus Lopes, Marcelino Santos, Rafael Ribeiro, Sérgio Júnior e Eduardo Casa                 | Danilo Cezar                                                   |
| 11    | Unidos da Ponte        | Tendendém – O axé do epô pupá                                                 | Júnior Fionda, Tem-Tem Jr, Carlos Kind, Léo Freire, Vitor Hugo, Léo Berê, Marcelinho Santos, Jefferson Oliveira, Alexandre Araújo e Valtinho Botafogo                                        | Kleber Simpatia                                                |
| 12    | Arranco                | Nise - Reimaginação da Loucura                                                | Gegê Fernandes, Negô Vinny, Robson Ramos, Niu Souza, Bello e Dilson Marimba | Pamela Falcão Thiago Acácio                                    |
| 13    | Em Cima da Hora        | A Nossa Luta Continua!                                                        | Richard Valença, Orlando Ambrósio, Serginho Rocco, Marquinho Bombeiro, Anderson Alemão, Rafael Pinelzinho, Lucas Macedo, Luís Caxias, Aldir Senna e Marcio Lêleko                            | Rafael Tinguinha                                               |
| 14    | Sereno de Campo Grande | 4 de Dezembro                                                                 | Cláudio Russo, Jaci Campo Grande, Sérgio Alan, André Baiacu, Beto BR, Laio Lopes, Fabinho Rodrigues, Marcelinho do Cavaco, Reinaldo Chevett, Aurélio Brito e Fábio Bueno                     | Antônio Carlos Igor Pitta                                      |
| 15    | União de Maricá        | O Esperançar do Poeta                                                         | Rafael Gigante, Vinicius Ferreira, Junior Fionda, Camarão Neto, Victor do Chapéu, Jefferson Oliveira, Marquinho Abaeté e André do Posto 7                                                    | Matheus Gaúcho Nino do Milênio                                 |
| 16    | União do Parque Acari  | Ilê Aiyê - 50 anos de luta e resistência                                      | Jorginho Moreira, Alexandre Reis, Márcio de Deus, Professor Laranjo, Gigi da Estiva, Binho Araujo, Jr. Professor, Madalena, Odmar do Banjo, Raphael Krek e Telmo Augusto                     | Leozinho Nunes Tainara Martins                                 |

## 2025
| Faixa | Escola                | Enredo                                                      | Autor | Intérprete (Participação Especial)              |
| ----- | --------------------- | ----------------------------------------------------------- | --- | ----------------------------------------------- |
| 1     | Império Serrano       | O Que Espanta Miséria é Festa                               | Xande de Pilares, Aluisio Machado, Henrique Hoffmann, Carlos Senna, Jefferson Oliveira, Leandro Maninho, Rafael Gigante, Ronaldo Nunes, Vinicius Ferreira, Richard Valença e Andinho Samara                                                                              | Kleber Simpatia (Xande de Pilares e Arlindinho) |
| 2     | Estácio de Sá         | O Leão se Engerou em Encantado Amazônico                    | Júlio Alves, Cláudio Russo, Magrão do Estácio, Thiago Daniel, Felipe Medrado, HB, Serginho do Porto, Diego Nicolau, Tinga, Adolfo Konder, Dilson Marimba e Marquinhos Beija-Flor                                                                                         | Tiganá Serginho do Porto                        |
| 3     | Porto da Pedra        | A História que a Borracha do Tempo Não Apagou               | Guga Martins, Abílio Júnior, Aílson Picanço, Cadu Cardoso, Gustavo Clarão, Cristiano Teles, Passos Júnior, Leandro Gaúcho, Marcelo Moraes, Marquinho Paloma, Tangerina e Wendel Uchôa                                                                                    | Wantuir                                         |
| 4     | União de Maricá       | O Cavalo de Santíssimo e a Coroa do Seu 7                   | Wanderley Monteiro, Rafael Gigante, João Vidal, Vinicius Ferreira, Jefferson Oliveira, Miguel Dibo, Helio Porto e André do Posto 7 | Matheus Gaúcho Nino do Milênio Bico Doce        |
| 5     | São Clemente          | A São Clemente dá voz aos que não tem                       | Lucas Thyerry, Gabrielzinho Poeta, Gabriel Ribeiro, Leonardo Bessa, Alexandre Araujo, Henrique Figueira, Rodrigo Telles, Edu da Curca, Rodrigo Gauz, João Pedro Figueira, Patrick Soares, Dude SG, Rod Torres e Paulo Beckham                                            | Rafael Tinguinha                                |
| 6     | Inocentes             | Ewe, a cura vem da floresta Reedição do carnaval de 2008    | Cláudio Russo, Carlinhos do Cavaco, Tem-Tem Jr e Nino do Milênio | Daniel Silva Thiago Brito                       |
| 7     | União da Ilha         | Ba-der-na! Maria do Povo                                    | Romeu D'Malandro, Diego Nicolau, Carlinhos Fuzileiro, Geraldo M. Felicio, Inaldo Botelho, Richard Valença, Paulo Beckham, Fernando Tetê, Fábio Sol e Igor Leal | Tem-Tem Jr.                                     |
| 8     | Acadêmicos de Niterói | Vixe Maria                                                  | Totonho, Julio Pagé, Osmar Fernandes, Gabriel Machado, Mano Gaspar, Marcelinho Santos, Romeu D'Malandro, Edu Casa Leme, Soares do Cavaco e Flavinho Avellar | Nêgo                                            |
| 9     | Vigário Geral         | Ecos de um Vagalume                                         | Marcelinho Santos, Tem-Tem Jr, João Vidal, Romeu D'Malandro, Julio Cesar, Telmo Augusto, Mauricio Amorim, Marcos Barbeiro, Edu Casa Leme, Ricardo Simpatia e Totonho | Danilo Cezar                                    |
| 10    | Unidos de Bangu       | Maraka'Anandê - Resistência Ancestral                       | Junior Fionda, Romeu D'Malandro, Jonas Marques, Junior Falcão Fábio Bueno, Juca, JV Albuquerque, Gulle, Edu Casa Leme, Jorginho Via 13 e Marcelinho Santos | Igor Vianna Pipa Brasey                         |
| 11    | Unidos da Ponte       | Antropoceno: Ecos de Abya Yala em Meriti’yba                | Vitor Hugo, Jonas Marques, Ricardo Simpatia, Junior Falcão, Totonho, Marcos Barberino, Marcelinho Santos, Téo Dimiriti, Romeu D'Malandro, Carlos Kind, Tem-Tem Jr e Edu Casa Leme                                                                                        | Leonardo Bessa                                  |
| 12    | Em Cima da Hora       | Ópera dos Terreiros - O Canto do Encanto da Alma Brasileira | Jacopetti, Richard Valença, Viny Machado, Guto Melcher, Lucas Pizzinatto, Rodrigo Godói, Bruno Lima, Serginho Rocco, Orlando Ambrósio, Marquinhos Beija-Flor, Márcio de Deus, Guilherme Karraz, Caxias Gilmar, Guinho Dito, Telmo Motta, Júlio César e Marcelinho Santos | Charles Silva                                   |
| 13    | União do Parque Acari | Cordas de Prata: o Retrato Musical do Povo                  | Moacyr Luz e Fred Camacho | Leozinho Nunes Tainara Martins (Moacyr Luz)     |
| 14    | Arranco               | Mães que alimentam o sagrado                                | Nego Vinny, Jr Fionda, Cláudio Russo, Vando Cardoso, Gabriel Sorriso e Manolo | Pamela Falcão Thiago Acácio                     |
| 15    | Tradição              | Reza                                                        | Pretinho da Serrinha, Fred Camacho e Diego Nicolau | Tuninho Jr                                      |
| 16    | Botafogo Samba Clube  | Uma Gloriosa História em Preto e Branco                     | Aline Bordalo, Ricardo Góes, Gutemberg Kunta, Julinho Dojuara, Mauricio Almeida, Fernando de Lima, Daniel Bomfim e Serginho Machado | Emerson Dias (Binho Simões)                     |

## 2026
| Faixa | Escola                 | Enredo                                                                        | Autor | Intérprete (Participação Especial) |
| ----- | ---------------------- | ----------------------------------------------------------------------------- | --- | ---------------------------------- |
| 1     | Estácio de Sá          | Tata Tancredo - O Papa Negro no Terreiro do Estácio                           | Luiz Antonio Simas, Júlio Alves, Thiago Daniel, Magrão do Estácio, Tinga, Marquinhos BF, Diego Nicolau, Adolfo Konder, Totonho, Dilson Marimba, HB, Juninho do Estácio e Cláudio Russo | Tiganá Serginho do Porto           |
| 2     | Porto da Pedra         | Das Mais Antigas da Vida, o Doce e Amargo Beijo da Noite                      | | Wantuir                            |
| 3     | Unidos de Padre Miguel | Kunhã-Eté: O Sopro Sagrado da Jurema                                          | | Bruno Ribas                        |
| 4     | União da Ilha          | Viva o Hoje! O Amanhã? Fica Pra Depois!                                       | | Tem-Tem Jr                         |
| 5     | União de Maricá        | Berenguendéns e Balangandãs                                                   | | Zé Paulo Sierra                    |
| 6     | Vigário Geral          | Brasil Incógnito - O Que Os Seus Olhos Não Veem, A Minha Imaginação Reinventa | | Danilo Cezar                       |
| 7     | Arranco                | A Gargalhada é o Xamego da Vida                                               | | Pamela Falcão Rodrigo Tinoco       |
| 8     | União do Parque Acari  | Brasiliana                                                                    | | Leozinho Nunes Tainara Martins     |
| 9     | Em Cima da Hora        | Salve Todas as Marias – Laroyê, Pombagiras!                                   | | Igor Pitta                         |
| 10    | Inocentes              | O Sonho de um tal Pagode Russo nos Frevos do Meu Pernambuco                   | | Ito Melodia                        |
| 11    | Botafogo Samba Clube   | O Brasil Que Floresce em Arte                                                 | | Nêgo                               |
| 12    | Império Serrano        | Ponciá Evaristo, Flor do Mulungu                                              | | Vitor Cunha                        |
| 13    | Unidos da Ponte        | Tamborzão – O Rio é Baile! O Poder é Black!                                   | | Thiago Brito Matheus Gaúcho        |
| 14    | Unidos de Bangu        | As Coisas Que Mamãe Me Ensinou                                                | | Freddy Vianna Pipa Brasey          |
| 15    | Jacarezinho            | O ar que se respira agora inspira novos tempos                                | | Aílton Santos Thiago Acácio        |